# Grafen von Kirchberg (Hainleite)

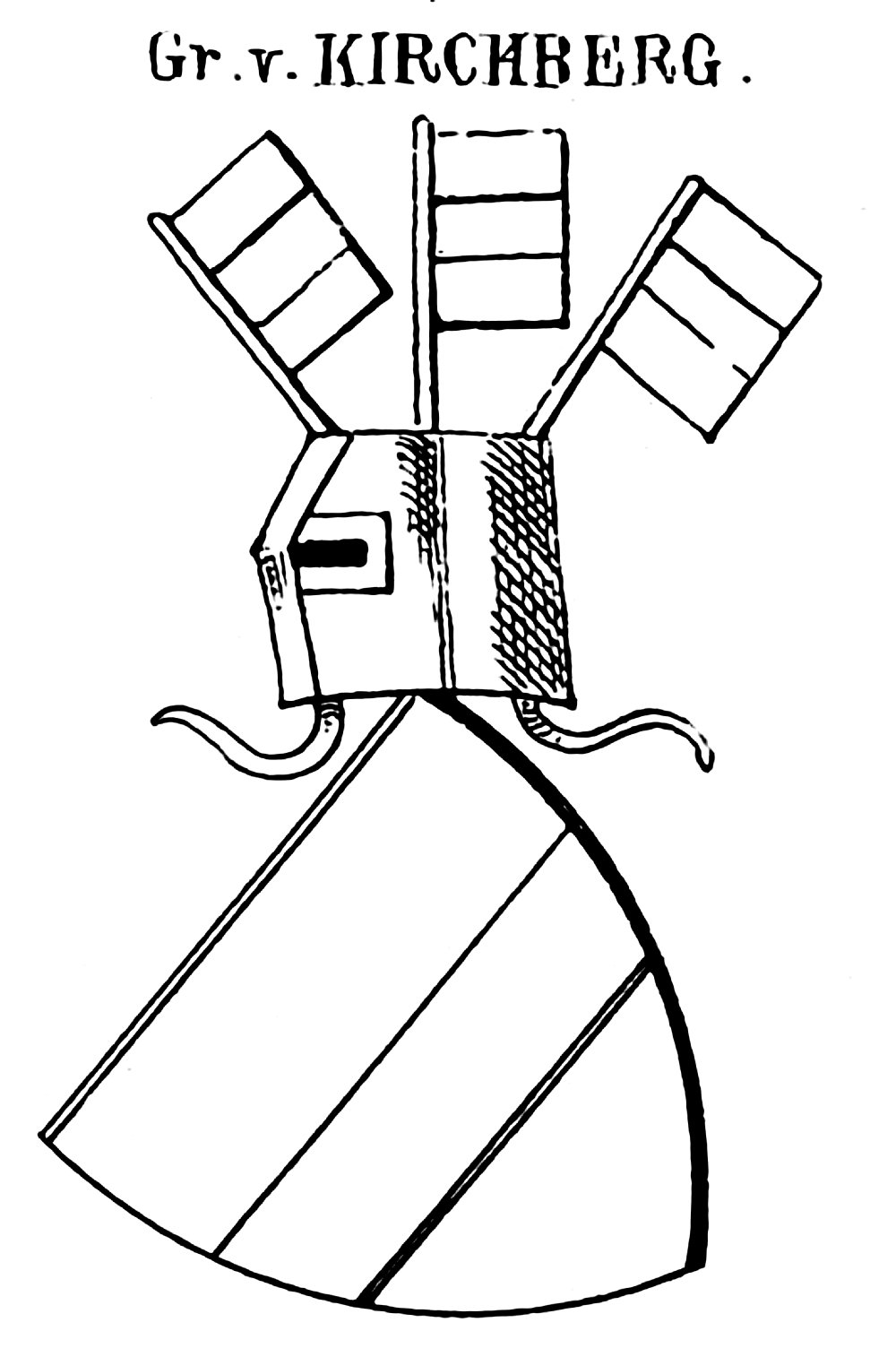
Wappen der Grafen von Kirchberg an der Hainleite

Die Grafen von Kirchberg waren im 12 bis 14. Jahrhundert ein deutsches Adelsgeschlecht im Norden des heutigen Thüringen. Sie lebten auf dem Kirchberg, einem Höhenzug in der Hainleite zwischen dem Kirchtal und dem Ungeheuren Tal. Ihre Stammburg ist als Ruine „Die Alte Burg“ erhalten. Diese liegt südwestlich von Wernrode und nordwestlich der Stadt Sondershausen im Kyffhäuserkreis.

## Herkunft
Die Grafen von Kirchberg gehören zur Nachkommenschaft sowohl der Karolinger als auch der Ottonen. Sie erscheinen seit der Mitte des 12. Jahrhunderts.
In einer Urkunde des Erzbischofs Arnold von Mainz von 1155 stehen als Zeugen: Christianus comes de Rodenburch et frater comes Fridericus de Kevrenberche (Kiurberche). Friedrich I. von Kirchberg, ein Bruder des Adeligen Christian II. von Rothenburg, wurde zum Begründer der kleinen Grafschaft Kirchberg in der Hainleite. Fridericus de Kircberch erschien 1155 und 1178 als Zeuge in zwei Urkunden des Klosters Walkenried. Er wurde im Januar 1174 in der Bestätigungsurkunde von Erzbischof Christian von Mainz in Gegenwart Kaiser Friedrichs und Herzog Heinrichs (des Löwen) von Bayern und Sachsen als Zeuge erwähnt. Die Grafen von Kirchberg besaßen ansehnliche Güter im Wippergau, im Helmegau, im Gau Engilin, im Westergau, im Watergau, im Altgau und im Nabelgau.

## Wappen
Das Wappen der Grafen von Kirchberg ist ein weißer Schild mit einem oder mehreren Querbalken, ähnlich dem Wappen der Grafen von Beichlingen und dem der Edelherren von Querfurt.
Der Halberstädter Domherr Herrmann von Kirchberg, Ur-Enkel von Friedrich I. Graf von Kirchberg, verwendete 1285 diese Wappen: Schild mit Querbalken, Helm mit drei fächerartig gesteckten Fahnen.

## Geschichte

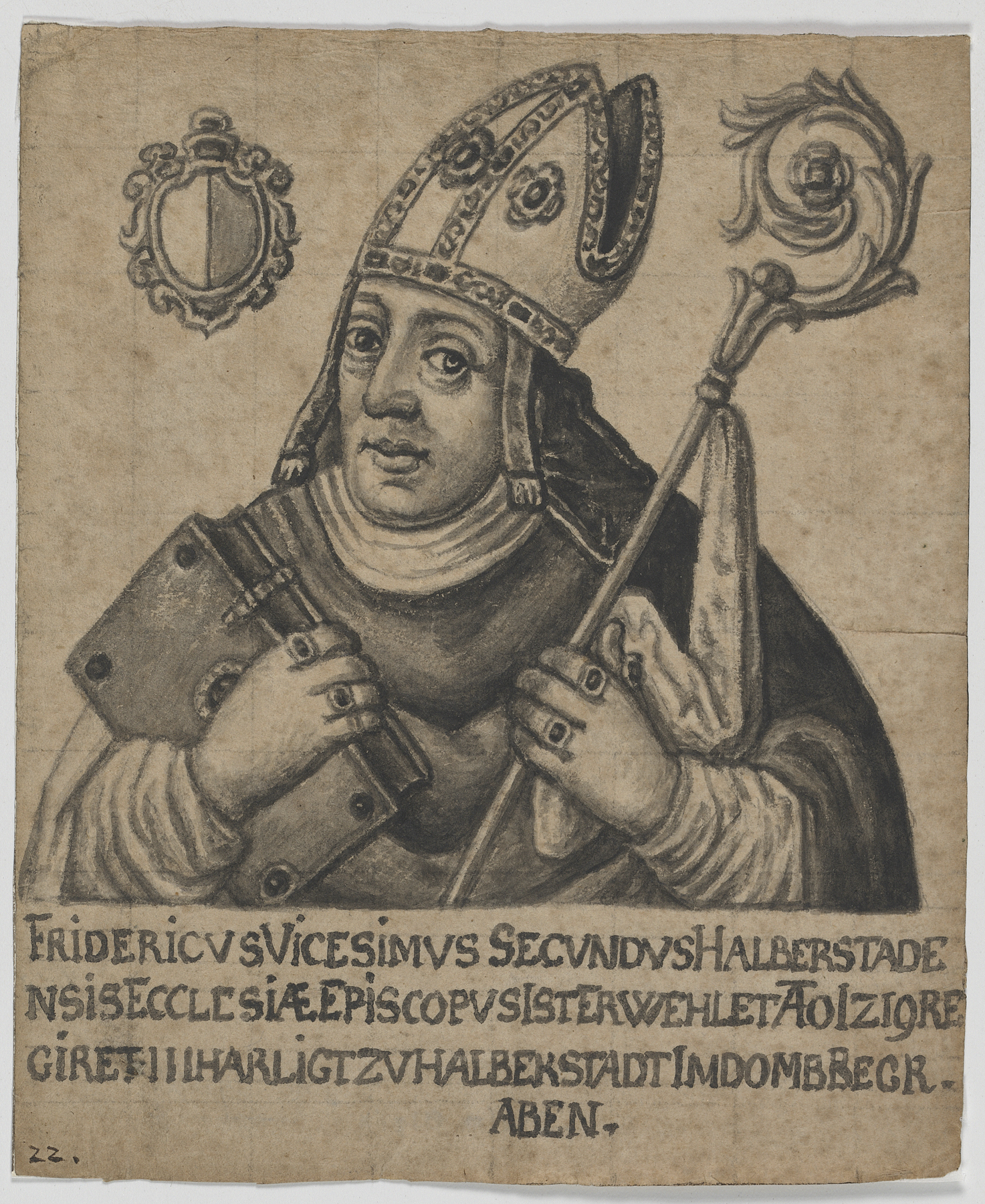
Friedrich II. Bischof von Halberstadt (1209–1236)

Graf Friedrich I. verunglückte am 26. Juli 1184 beim sogenannten Erfurter Latrinensturz zusammen mit etwa 60 Menschen auf der Fürstenversammlung, welche König Heinrich VI. im oberen Stockwerk der Dompropstei des Marienstiftes zu Erfurt abhielt, beim Einsturz des Saales in die Kloake. Er hinterließ vier Söhne: Heinrich I., Gozmar I., Friedrich II. und Christian I. Der Bruder seiner Frau, Gozmar III. von Ziegenhain, starb mit ihm.
Friedrich II. Burggraf von Kirchberg war 1209–1236 Bischof von Halberstadt.
Er weihte 1220 den romanischen Dom zu Halberstadt, nach Restaurierung der Einwölbung, und genehmigte 1224 die Errichtung des Halberstädter Dominikanerkonvents sowie den Bau der dazugehörigen Klosterkirche St. Katharinen; das Konventgebäude und die Klosterkirche wurden 1231 fertiggestellt.
Gozmar I. und seine Gemahlin Gräfin Sophie von Veltheim-Osterburg hatten 5 Söhne: Heinrich II., Rudolph, Werner, Friedrich III. und Siegfried. Burggraf Gozmar I. rüstete sich 1226 zum Kreuzzug und starb 1227 in Palästina.
Der älteste Sohn Heinrich II. erbte die väterlichen Besitzungen in Thüringen auf der Hainleite. Mit seiner Frau, eine Edle von Kranichfeld, hatten er einen Sohn, Heinrich IV., und die drei Töchter Hedwig, Jutta und Elisabeth.
Christian I. Graf von Kirchberg und Mechthild Gräfin von Klettenberg hatten fünf Söhne (Volrad, Christian II., Heinrich III. Gosmar II. Dieterich) und drei Töchter (Lucard, Mechthild, Berchta).
Einer dieser Söhne, Christian II. Graf von Kirchberg, war 1246 Pfarrer der Blasius-Kirche in Mühlhausen und Deutschordens-Ritter. Als Ordenspriester taufte er 1251 den späteren litauischen König Mindowe. 1253 ernannte ihn der Erzbischof von Livland, Albert Suerbeer, zum ersten Bischof von Litauen. Am 3. September 1254, beauftragt durch Papst Innozenz IV., wurde er vom Naumburger Bischof nochmal vereidigt. Am 13. August 1258 verlieh Christian der Kirche St. Gertrudis am Kölner Neumarkt einen Ablass. Am 7. September 1259 weihte Christianus episcopus Letowiensis, in Gegenwart des münsterischen Elekten Wilhelm I. von Holte, den Hochaltar und den Altar St. Viti in der Mitte der Klosterkirche Bloemhof (Hortus Floridus) in Wittewierum in der heutigen niederländischen Provinz Groningen. Bis zum Tod von Wilhelm von Holte am 30. Dezember 1260 war er als Weihbischof in Münster tätig und der erste Weihbischof des Bistums Münster. Ab 1260 wurde er Mainzer Weihbischof in Erfurt. Am 15. April 1262 verlieh er aus der Kapelle St. Catharinae bei Frankfurt einen Ablass, dem Erzbischof Werner zustimmte. Im September 1268 beteiligte sich Christian an der Weihe des Zisterzienserklosters Himmelspforten (Porta coeli) bei Würzburg. Christian starb am 9. Februar 1271.

## Das Ende der Grafen Kirchberg an der Hainleite
Heinrich IV. war der letzte der Grafen von Kirchberg auf der Hainleite, da er keine männlichen Nachkommen hatte. Bevor er 1295 starb, stiftete er 1291 dem Kloster Ilfeld, mit Einwilligung seiner Schwester Jutta, alle seine Lehen und Eigentümer.

## Stammbaum
|                                                            |                                                            |                                                            |                                                            |                                                            |                                                            |                                        |                                        |                                                              |                                                              |                                                              |                                                              |                                                              |                                                              |                                                       |                                                       |                                                             |                                                             |                                                             |                                                             |                                                                          |                                                                          |                                                                          |                                                                          |                                                                               |                                                                               |                                                                               |                                                                               |                                                                               |                                                                               |                                                                  |                                                                  |                                                                           |                                                                           |                                                                           |                                                                           |                                                                           |                                                                           |                                         |                                         |                                         |                                         |                                         |                                         |                                          |                                          |                                          |                                          |                                          |                                          |                                   |                                   |                                   |                                   |  |  |                                      |                                      |                                      |                                      |                                      |                                      |  |  |  |  |  |  |  |  |  |  |  |  |  |  |  |  |  |  |
|                                                            |                                                            |                                                            |                                                            |                                                            |                                                            |                                        |                                        |                                                              |                                                              |                                                              |                                                              |                                                              |                                                              |                                                       |                                                       |                                                             |                                                             |                                                             |                                                             |                                                                          |                                                                          |                                                                          |                                                                          |                                                                               |                                                                               |                                                                               |                                                                               |                                                                               |                                                                               |                                                                  |                                                                  |                                                                           |                                                                           |                                                                           |                                                                           |                                                                           |                                                                           |                                         |                                         |                                         |                                         |                                         |                                         |                                          |                                          |                                          |                                          |                                          |                                          |                                   |                                   |                                   |                                   |  |  |                                      |                                      |                                      |                                      |                                      |                                      |  |  |  |  |  |  |  |  |  |  |  |  |  |  |  |  |  |  |
|                                                            |                                                            |                                                            |                                                            |                                                            |                                                            |                                        |                                        |                                                              |                                                              |                                                              |                                                              | Christian I. Graf von Rothenburg (–1150)                     | Christian I. Graf von Rothenburg (–1150)                     | Christian I. Graf von Rothenburg (–1150)              | Christian I. Graf von Rothenburg (–1150)              | Christian I. Graf von Rothenburg (–1150)                    | Christian I. Graf von Rothenburg (–1150)                    |                                                             |                                                             | Friedrich I. Graf von Beichlingen (–1159)                                | Friedrich I. Graf von Beichlingen (–1159)                                | Friedrich I. Graf von Beichlingen (–1159)                                | Friedrich I. Graf von Beichlingen (–1159)                                | Friedrich I. Graf von Beichlingen (–1159)                                     | Friedrich I. Graf von Beichlingen (–1159)                                     |                                                                               |                                                                               | Gottfried I. Graf von Ziegenhain (1099–1168)                                  | Gottfried I. Graf von Ziegenhain (1099–1168)                                  | Gottfried I. Graf von Ziegenhain (1099–1168)                     | Gottfried I. Graf von Ziegenhain (1099–1168)                     | Gottfried I. Graf von Ziegenhain (1099–1168)                              | Gottfried I. Graf von Ziegenhain (1099–1168)                              |                                                                           |                                                                           |                                                                           |                                                                           |                                         |                                         |                                         |                                         |                                         |                                         |                                          |                                          |                                          |                                          |                                          |                                          |                                   |                                   |                                   |                                   |  |  |                                      |                                      |                                      |                                      |                                      |                                      |  |  |  |  |  |  |  |  |  |  |  |  |  |  |  |  |  |  |
|                                                            |                                                            |                                                            |                                                            |                                                            |                                                            |                                        |                                        |                                                              |                                                              |                                                              |                                                              | Christian I. Graf von Rothenburg (–1150)                     | Christian I. Graf von Rothenburg (–1150)                     | Christian I. Graf von Rothenburg (–1150)              | Christian I. Graf von Rothenburg (–1150)              | Christian I. Graf von Rothenburg (–1150)                    | Christian I. Graf von Rothenburg (–1150)                    |                                                             |                                                             | Friedrich I. Graf von Beichlingen (–1159)                                | Friedrich I. Graf von Beichlingen (–1159)                                | Friedrich I. Graf von Beichlingen (–1159)                                | Friedrich I. Graf von Beichlingen (–1159)                                | Friedrich I. Graf von Beichlingen (–1159)                                     | Friedrich I. Graf von Beichlingen (–1159)                                     |                                                                               |                                                                               | Gottfried I. Graf von Ziegenhain (1099–1168)                                  | Gottfried I. Graf von Ziegenhain (1099–1168)                                  | Gottfried I. Graf von Ziegenhain (1099–1168)                     | Gottfried I. Graf von Ziegenhain (1099–1168)                     | Gottfried I. Graf von Ziegenhain (1099–1168)                              | Gottfried I. Graf von Ziegenhain (1099–1168)                              |                                                                           |                                                                           |                                                                           |                                                                           |                                         |                                         |                                         |                                         |                                         |                                         |                                          |                                          |                                          |                                          |                                          |                                          |                                   |                                   |                                   |                                   |  |  |                                      |                                      |                                      |                                      |                                      |                                      |  |  |  |  |  |  |  |  |  |  |  |  |  |  |  |  |  |  |
|                                                            |                                                            |                                                            |                                                            |                                                            |                                                            |                                        |                                        |                                                              |                                                              |                                                              |                                                              |                                                              |                                                              |                                                       |                                                       |                                                             |                                                             |                                                             |                                                             |                                                                          |                                                                          |                                                                          |                                                                          |                                                                               |                                                                               |                                                                               |                                                                               |                                                                               |                                                                               |                                                                  |                                                                  |                                                                           |                                                                           |                                                                           |                                                                           |                                                                           |                                                                           |                                         |                                         |                                         |                                         |                                         |                                         |                                          |                                          |                                          |                                          |                                          |                                          |                                   |                                   |                                   |                                   |  |  |                                      |                                      |                                      |                                      |                                      |                                      |  |  |  |  |  |  |  |  |  |  |  |  |  |  |  |  |  |  |
|                                                            |                                                            |                                                            |                                                            |                                                            |                                                            |                                        |                                        | Christian II. Graf von Rothenburg (–1208)                    | Christian II. Graf von Rothenburg (–1208)                    | Christian II. Graf von Rothenburg (–1208)                    | Christian II. Graf von Rothenburg (–1208)                    | Christian II. Graf von Rothenburg (–1208)                    | Christian II. Graf von Rothenburg (–1208)                    |                                                       |                                                       | Friedrich I. Graf von Kirchberg (–26. Juli 1184 in Erfurt)  | Friedrich I. Graf von Kirchberg (–26. Juli 1184 in Erfurt)  | Friedrich I. Graf von Kirchberg (–26. Juli 1184 in Erfurt)  | Friedrich I. Graf von Kirchberg (–26. Juli 1184 in Erfurt)  | Friedrich I. Graf von Kirchberg (–26. Juli 1184 in Erfurt)               | Friedrich I. Graf von Kirchberg (–26. Juli 1184 in Erfurt)               |                                                                          |                                                                          | von Ziegenhain (⚭1155)                                                        | von Ziegenhain (⚭1155)                                                        | von Ziegenhain (⚭1155)                                                        | von Ziegenhain (⚭1155)                                                        | von Ziegenhain (⚭1155)                                                        | von Ziegenhain (⚭1155)                                                        |                                                                  |                                                                  | Gozmar III. Graf von Ziegenhain (der Rote) (1130–26. Juli 1184 in Erfurt) | Gozmar III. Graf von Ziegenhain (der Rote) (1130–26. Juli 1184 in Erfurt) | Gozmar III. Graf von Ziegenhain (der Rote) (1130–26. Juli 1184 in Erfurt) | Gozmar III. Graf von Ziegenhain (der Rote) (1130–26. Juli 1184 in Erfurt) | Gozmar III. Graf von Ziegenhain (der Rote) (1130–26. Juli 1184 in Erfurt) | Gozmar III. Graf von Ziegenhain (der Rote) (1130–26. Juli 1184 in Erfurt) |                                         |                                         |                                         |                                         |                                         |                                         |                                          |                                          |                                          |                                          |                                          |                                          |                                   |                                   |                                   |                                   |  |  |                                      |                                      |                                      |                                      |                                      |                                      |  |  |  |  |  |  |  |  |  |  |  |  |  |  |  |  |  |  |
|                                                            |                                                            |                                                            |                                                            |                                                            |                                                            |                                        |                                        | Christian II. Graf von Rothenburg (–1208)                    | Christian II. Graf von Rothenburg (–1208)                    | Christian II. Graf von Rothenburg (–1208)                    | Christian II. Graf von Rothenburg (–1208)                    | Christian II. Graf von Rothenburg (–1208)                    | Christian II. Graf von Rothenburg (–1208)                    |                                                       |                                                       | Friedrich I. Graf von Kirchberg (–26. Juli 1184 in Erfurt)  | Friedrich I. Graf von Kirchberg (–26. Juli 1184 in Erfurt)  | Friedrich I. Graf von Kirchberg (–26. Juli 1184 in Erfurt)  | Friedrich I. Graf von Kirchberg (–26. Juli 1184 in Erfurt)  | Friedrich I. Graf von Kirchberg (–26. Juli 1184 in Erfurt)               | Friedrich I. Graf von Kirchberg (–26. Juli 1184 in Erfurt)               |                                                                          |                                                                          | von Ziegenhain (⚭1155)                                                        | von Ziegenhain (⚭1155)                                                        | von Ziegenhain (⚭1155)                                                        | von Ziegenhain (⚭1155)                                                        | von Ziegenhain (⚭1155)                                                        | von Ziegenhain (⚭1155)                                                        |                                                                  |                                                                  | Gozmar III. Graf von Ziegenhain (der Rote) (1130–26. Juli 1184 in Erfurt) | Gozmar III. Graf von Ziegenhain (der Rote) (1130–26. Juli 1184 in Erfurt) | Gozmar III. Graf von Ziegenhain (der Rote) (1130–26. Juli 1184 in Erfurt) | Gozmar III. Graf von Ziegenhain (der Rote) (1130–26. Juli 1184 in Erfurt) | Gozmar III. Graf von Ziegenhain (der Rote) (1130–26. Juli 1184 in Erfurt) | Gozmar III. Graf von Ziegenhain (der Rote) (1130–26. Juli 1184 in Erfurt) |                                         |                                         |                                         |                                         |                                         |                                         |                                          |                                          |                                          |                                          |                                          |                                          |                                   |                                   |                                   |                                   |  |  |                                      |                                      |                                      |                                      |                                      |                                      |  |  |  |  |  |  |  |  |  |  |  |  |  |  |  |  |  |  |
|                                                            |                                                            |                                                            |                                                            |                                                            |                                                            |                                        |                                        |                                                              |                                                              |                                                              |                                                              |                                                              |                                                              |                                                       |                                                       |                                                             |                                                             |                                                             |                                                             |                                                                          |                                                                          |                                                                          |                                                                          |                                                                               |                                                                               |                                                                               |                                                                               |                                                                               |                                                                               |                                                                  |                                                                  |                                                                           |                                                                           |                                                                           |                                                                           |                                                                           |                                                                           |                                         |                                         |                                         |                                         |                                         |                                         |                                          |                                          |                                          |                                          |                                          |                                          |                                   |                                   |                                   |                                   |  |  |                                      |                                      |                                      |                                      |                                      |                                      |  |  |  |  |  |  |  |  |  |  |  |  |  |  |  |  |  |  |
|                                                            |                                                            |                                                            |                                                            |                                                            |                                                            |                                        |                                        |                                                              |                                                              |                                                              |                                                              |                                                              |                                                              |                                                       |                                                       |                                                             |                                                             |                                                             |                                                             |                                                                          |                                                                          |                                                                          |                                                                          |                                                                               |                                                                               |                                                                               |                                                                               |                                                                               |                                                                               |                                                                  |                                                                  |                                                                           |                                                                           |                                                                           |                                                                           |                                                                           |                                                                           |                                         |                                         |                                         |                                         |                                         |                                         |                                          |                                          |                                          |                                          |                                          |                                          |                                   |                                   |                                   |                                   |  |  |                                      |                                      |                                      |                                      |                                      |                                      |  |  |  |  |  |  |  |  |  |  |  |  |  |  |  |  |  |  |
|                                                            |                                                            |                                                            |                                                            | Heinrich I. Graf von Kirchberg (–1224)                     | Heinrich I. Graf von Kirchberg (–1224)                     | Heinrich I. Graf von Kirchberg (–1224) | Heinrich I. Graf von Kirchberg (–1224) | Heinrich I. Graf von Kirchberg (–1224)                       | Heinrich I. Graf von Kirchberg (–1224)                       |                                                              |                                                              | Gozmar I. Graf von Kirchberg (1193–1227 in Palästina)        | Gozmar I. Graf von Kirchberg (1193–1227 in Palästina)        | Gozmar I. Graf von Kirchberg (1193–1227 in Palästina) | Gozmar I. Graf von Kirchberg (1193–1227 in Palästina) | Gozmar I. Graf von Kirchberg (1193–1227 in Palästina)       | Gozmar I. Graf von Kirchberg (1193–1227 in Palästina)       |                                                             |                                                             | Sophie Gräfin von Veltheim-Osterburg (⚭1184 Osterburg (Altmark)) (–1243) | Sophie Gräfin von Veltheim-Osterburg (⚭1184 Osterburg (Altmark)) (–1243) | Sophie Gräfin von Veltheim-Osterburg (⚭1184 Osterburg (Altmark)) (–1243) | Sophie Gräfin von Veltheim-Osterburg (⚭1184 Osterburg (Altmark)) (–1243) | Sophie Gräfin von Veltheim-Osterburg (⚭1184 Osterburg (Altmark)) (–1243)      | Sophie Gräfin von Veltheim-Osterburg (⚭1184 Osterburg (Altmark)) (–1243)      |                                                                               |                                                                               | Friedrich II. Graf von Kirchberg (–1236) Bischof von Halberstadt              | Friedrich II. Graf von Kirchberg (–1236) Bischof von Halberstadt              | Friedrich II. Graf von Kirchberg (–1236) Bischof von Halberstadt | Friedrich II. Graf von Kirchberg (–1236) Bischof von Halberstadt | Friedrich II. Graf von Kirchberg (–1236) Bischof von Halberstadt          | Friedrich II. Graf von Kirchberg (–1236) Bischof von Halberstadt          |                                                                           |                                                                           | Christian I. Graf von Kirchberg (–1244)                                   | Christian I. Graf von Kirchberg (–1244)                                   | Christian I. Graf von Kirchberg (–1244) | Christian I. Graf von Kirchberg (–1244) | Christian I. Graf von Kirchberg (–1244) | Christian I. Graf von Kirchberg (–1244) |                                         |                                         | Mechthild Gräfin von Klettenberg (–1236) | Mechthild Gräfin von Klettenberg (–1236) | Mechthild Gräfin von Klettenberg (–1236) | Mechthild Gräfin von Klettenberg (–1236) | Mechthild Gräfin von Klettenberg (–1236) | Mechthild Gräfin von Klettenberg (–1236) |                                   |                                   |                                   |                                   |  |  |                                      |                                      |                                      |                                      |                                      |                                      |  |  |  |  |  |  |  |  |  |  |  |  |  |  |  |  |  |  |
|                                                            |                                                            |                                                            |                                                            | Heinrich I. Graf von Kirchberg (–1224)                     | Heinrich I. Graf von Kirchberg (–1224)                     | Heinrich I. Graf von Kirchberg (–1224) | Heinrich I. Graf von Kirchberg (–1224) | Heinrich I. Graf von Kirchberg (–1224)                       | Heinrich I. Graf von Kirchberg (–1224)                       |                                                              |                                                              | Gozmar I. Graf von Kirchberg (1193–1227 in Palästina)        | Gozmar I. Graf von Kirchberg (1193–1227 in Palästina)        | Gozmar I. Graf von Kirchberg (1193–1227 in Palästina) | Gozmar I. Graf von Kirchberg (1193–1227 in Palästina) | Gozmar I. Graf von Kirchberg (1193–1227 in Palästina)       | Gozmar I. Graf von Kirchberg (1193–1227 in Palästina)       |                                                             |                                                             | Sophie Gräfin von Veltheim-Osterburg (⚭1184 Osterburg (Altmark)) (–1243) | Sophie Gräfin von Veltheim-Osterburg (⚭1184 Osterburg (Altmark)) (–1243) | Sophie Gräfin von Veltheim-Osterburg (⚭1184 Osterburg (Altmark)) (–1243) | Sophie Gräfin von Veltheim-Osterburg (⚭1184 Osterburg (Altmark)) (–1243) | Sophie Gräfin von Veltheim-Osterburg (⚭1184 Osterburg (Altmark)) (–1243)      | Sophie Gräfin von Veltheim-Osterburg (⚭1184 Osterburg (Altmark)) (–1243)      |                                                                               |                                                                               | Friedrich II. Graf von Kirchberg (–1236) Bischof von Halberstadt              | Friedrich II. Graf von Kirchberg (–1236) Bischof von Halberstadt              | Friedrich II. Graf von Kirchberg (–1236) Bischof von Halberstadt | Friedrich II. Graf von Kirchberg (–1236) Bischof von Halberstadt | Friedrich II. Graf von Kirchberg (–1236) Bischof von Halberstadt          | Friedrich II. Graf von Kirchberg (–1236) Bischof von Halberstadt          |                                                                           |                                                                           | Christian I. Graf von Kirchberg (–1244)                                   | Christian I. Graf von Kirchberg (–1244)                                   | Christian I. Graf von Kirchberg (–1244) | Christian I. Graf von Kirchberg (–1244) | Christian I. Graf von Kirchberg (–1244) | Christian I. Graf von Kirchberg (–1244) |                                         |                                         | Mechthild Gräfin von Klettenberg (–1236) | Mechthild Gräfin von Klettenberg (–1236) | Mechthild Gräfin von Klettenberg (–1236) | Mechthild Gräfin von Klettenberg (–1236) | Mechthild Gräfin von Klettenberg (–1236) | Mechthild Gräfin von Klettenberg (–1236) |                                   |                                   |                                   |                                   |  |  |                                      |                                      |                                      |                                      |                                      |                                      |  |  |  |  |  |  |  |  |  |  |  |  |  |  |  |  |  |  |
|                                                            |                                                            |                                                            |                                                            |                                                            |                                                            |                                        |                                        |                                                              |                                                              |                                                              |                                                              |                                                              |                                                              |                                                       |                                                       |                                                             |                                                             |                                                             |                                                             |                                                                          |                                                                          |                                                                          |                                                                          |                                                                               |                                                                               |                                                                               |                                                                               |                                                                               |                                                                               |                                                                  |                                                                  |                                                                           |                                                                           |                                                                           |                                                                           |                                                                           |                                                                           |                                         |                                         |                                         |                                         |                                         |                                         |                                          |                                          |                                          |                                          |                                          |                                          |                                   |                                   |                                   |                                   |  |  |                                      |                                      |                                      |                                      |                                      |                                      |  |  |  |  |  |  |  |  |  |  |  |  |  |  |  |  |  |  |
|                                                            |                                                            |                                                            |                                                            |                                                            |                                                            |                                        |                                        |                                                              |                                                              |                                                              |                                                              |                                                              |                                                              |                                                       |                                                       |                                                             |                                                             |                                                             |                                                             |                                                                          |                                                                          |                                                                          |                                                                          |                                                                               |                                                                               |                                                                               |                                                                               |                                                                               |                                                                               |                                                                  |                                                                  |                                                                           |                                                                           |                                                                           |                                                                           |                                                                           |                                                                           |                                         |                                         |                                         |                                         |                                         |                                         |                                          |                                          |                                          |                                          |                                          |                                          |                                   |                                   |                                   |                                   |  |  |                                      |                                      |                                      |                                      |                                      |                                      |  |  |  |  |  |  |  |  |  |  |  |  |  |  |  |  |  |  |
| Rudolf Graf von Kirchberg (–1267) Kanoniker in Halberstadt | Rudolf Graf von Kirchberg (–1267) Kanoniker in Halberstadt | Rudolf Graf von Kirchberg (–1267) Kanoniker in Halberstadt | Rudolf Graf von Kirchberg (–1267) Kanoniker in Halberstadt | Rudolf Graf von Kirchberg (–1267) Kanoniker in Halberstadt | Rudolf Graf von Kirchberg (–1267) Kanoniker in Halberstadt |                                        |                                        | Heinrich II. Graf von Kirchberg (–1244)                      | Heinrich II. Graf von Kirchberg (–1244)                      | Heinrich II. Graf von Kirchberg (–1244)                      | Heinrich II. Graf von Kirchberg (–1244)                      | Heinrich II. Graf von Kirchberg (–1244)                      | Heinrich II. Graf von Kirchberg (–1244)                      |                                                       |                                                       | von Kranichfeld (⚭1221) (– 29. Januar 1245)                 | von Kranichfeld (⚭1221) (– 29. Januar 1245)                 | von Kranichfeld (⚭1221) (– 29. Januar 1245)                 | von Kranichfeld (⚭1221) (– 29. Januar 1245)                 | von Kranichfeld (⚭1221) (– 29. Januar 1245)                              | von Kranichfeld (⚭1221) (– 29. Januar 1245)                              |                                                                          |                                                                          | Werner Graf von Kirchberg (–1269) Kanoniker in Magdeburg                      | Werner Graf von Kirchberg (–1269) Kanoniker in Magdeburg                      | Werner Graf von Kirchberg (–1269) Kanoniker in Magdeburg                      | Werner Graf von Kirchberg (–1269) Kanoniker in Magdeburg                      | Werner Graf von Kirchberg (–1269) Kanoniker in Magdeburg                      | Werner Graf von Kirchberg (–1269) Kanoniker in Magdeburg                      |                                                                  |                                                                  | Friedrich III. Graf von Kirchberg (1214–22. Januar 1266) Halberstadt      | Friedrich III. Graf von Kirchberg (1214–22. Januar 1266) Halberstadt      | Friedrich III. Graf von Kirchberg (1214–22. Januar 1266) Halberstadt      | Friedrich III. Graf von Kirchberg (1214–22. Januar 1266) Halberstadt      | Friedrich III. Graf von Kirchberg (1214–22. Januar 1266) Halberstadt      | Friedrich III. Graf von Kirchberg (1214–22. Januar 1266) Halberstadt      |                                         |                                         | Bertha Gräfin von Harbke (–1272)        | Bertha Gräfin von Harbke (–1272)        | Bertha Gräfin von Harbke (–1272)        | Bertha Gräfin von Harbke (–1272)        | Bertha Gräfin von Harbke (–1272)         | Bertha Gräfin von Harbke (–1272)         |                                          |                                          | Mechthild Gräfin von Harbke              | Mechthild Gräfin von Harbke              | Mechthild Gräfin von Harbke       | Mechthild Gräfin von Harbke       | Mechthild Gräfin von Harbke       | Mechthild Gräfin von Harbke       |  |  | Siegfried Graf von Kirchberg (–1244) | Siegfried Graf von Kirchberg (–1244) | Siegfried Graf von Kirchberg (–1244) | Siegfried Graf von Kirchberg (–1244) | Siegfried Graf von Kirchberg (–1244) | Siegfried Graf von Kirchberg (–1244) |  |  |  |  |  |  |  |  |  |  |  |  |  |  |  |  |  |  |
| Rudolf Graf von Kirchberg (–1267) Kanoniker in Halberstadt | Rudolf Graf von Kirchberg (–1267) Kanoniker in Halberstadt | Rudolf Graf von Kirchberg (–1267) Kanoniker in Halberstadt | Rudolf Graf von Kirchberg (–1267) Kanoniker in Halberstadt | Rudolf Graf von Kirchberg (–1267) Kanoniker in Halberstadt | Rudolf Graf von Kirchberg (–1267) Kanoniker in Halberstadt |                                        |                                        | Heinrich II. Graf von Kirchberg (–1244)                      | Heinrich II. Graf von Kirchberg (–1244)                      | Heinrich II. Graf von Kirchberg (–1244)                      | Heinrich II. Graf von Kirchberg (–1244)                      | Heinrich II. Graf von Kirchberg (–1244)                      | Heinrich II. Graf von Kirchberg (–1244)                      |                                                       |                                                       | von Kranichfeld (⚭1221) (– 29. Januar 1245)                 | von Kranichfeld (⚭1221) (– 29. Januar 1245)                 | von Kranichfeld (⚭1221) (– 29. Januar 1245)                 | von Kranichfeld (⚭1221) (– 29. Januar 1245)                 | von Kranichfeld (⚭1221) (– 29. Januar 1245)                              | von Kranichfeld (⚭1221) (– 29. Januar 1245)                              |                                                                          |                                                                          | Werner Graf von Kirchberg (–1269) Kanoniker in Magdeburg                      | Werner Graf von Kirchberg (–1269) Kanoniker in Magdeburg                      | Werner Graf von Kirchberg (–1269) Kanoniker in Magdeburg                      | Werner Graf von Kirchberg (–1269) Kanoniker in Magdeburg                      | Werner Graf von Kirchberg (–1269) Kanoniker in Magdeburg                      | Werner Graf von Kirchberg (–1269) Kanoniker in Magdeburg                      |                                                                  |                                                                  | Friedrich III. Graf von Kirchberg (1214–22. Januar 1266) Halberstadt      | Friedrich III. Graf von Kirchberg (1214–22. Januar 1266) Halberstadt      | Friedrich III. Graf von Kirchberg (1214–22. Januar 1266) Halberstadt      | Friedrich III. Graf von Kirchberg (1214–22. Januar 1266) Halberstadt      | Friedrich III. Graf von Kirchberg (1214–22. Januar 1266) Halberstadt      | Friedrich III. Graf von Kirchberg (1214–22. Januar 1266) Halberstadt      |                                         |                                         | Bertha Gräfin von Harbke (–1272)        | Bertha Gräfin von Harbke (–1272)        | Bertha Gräfin von Harbke (–1272)        | Bertha Gräfin von Harbke (–1272)        | Bertha Gräfin von Harbke (–1272)         | Bertha Gräfin von Harbke (–1272)         |                                          |                                          | Mechthild Gräfin von Harbke              | Mechthild Gräfin von Harbke              | Mechthild Gräfin von Harbke       | Mechthild Gräfin von Harbke       | Mechthild Gräfin von Harbke       | Mechthild Gräfin von Harbke       |  |  | Siegfried Graf von Kirchberg (–1244) | Siegfried Graf von Kirchberg (–1244) | Siegfried Graf von Kirchberg (–1244) | Siegfried Graf von Kirchberg (–1244) | Siegfried Graf von Kirchberg (–1244) | Siegfried Graf von Kirchberg (–1244) |  |  |  |  |  |  |  |  |  |  |  |  |  |  |  |  |  |  |
|                                                            |                                                            |                                                            |                                                            |                                                            |                                                            |                                        |                                        |                                                              |                                                              |                                                              |                                                              |                                                              |                                                              |                                                       |                                                       |                                                             |                                                             |                                                             |                                                             |                                                                          |                                                                          |                                                                          |                                                                          |                                                                               |                                                                               |                                                                               |                                                                               |                                                                               |                                                                               |                                                                  |                                                                  |                                                                           |                                                                           |                                                                           |                                                                           |                                                                           |                                                                           |                                         |                                         |                                         |                                         |                                         |                                         |                                          |                                          |                                          |                                          |                                          |                                          |                                   |                                   |                                   |                                   |  |  |                                      |                                      |                                      |                                      |                                      |                                      |  |  |  |  |  |  |  |  |  |  |  |  |  |  |  |  |  |  |
|                                                            |                                                            |                                                            |                                                            |                                                            |                                                            |                                        |                                        |                                                              |                                                              |                                                              |                                                              |                                                              |                                                              |                                                       |                                                       |                                                             |                                                             |                                                             |                                                             |                                                                          |                                                                          |                                                                          |                                                                          |                                                                               |                                                                               |                                                                               |                                                                               |                                                                               |                                                                               |                                                                  |                                                                  |                                                                           |                                                                           |                                                                           |                                                                           |                                                                           |                                                                           |                                         |                                         |                                         |                                         |                                         |                                         |                                          |                                          |                                          |                                          |                                          |                                          |                                   |                                   |                                   |                                   |  |  |                                      |                                      |                                      |                                      |                                      |                                      |  |  |  |  |  |  |  |  |  |  |  |  |  |  |  |  |  |  |
| Heinrich IV. Graf von Kirchberg (–1295)                    | Heinrich IV. Graf von Kirchberg (–1295)                    | Heinrich IV. Graf von Kirchberg (–1295)                    | Heinrich IV. Graf von Kirchberg (–1295)                    | Heinrich IV. Graf von Kirchberg (–1295)                    | Heinrich IV. Graf von Kirchberg (–1295)                    |                                        |                                        | Hedwig Gräfin von Kirchberg (≈1302) Kanonissin (Quedlinburg) | Hedwig Gräfin von Kirchberg (≈1302) Kanonissin (Quedlinburg) | Hedwig Gräfin von Kirchberg (≈1302) Kanonissin (Quedlinburg) | Hedwig Gräfin von Kirchberg (≈1302) Kanonissin (Quedlinburg) | Hedwig Gräfin von Kirchberg (≈1302) Kanonissin (Quedlinburg) | Hedwig Gräfin von Kirchberg (≈1302) Kanonissin (Quedlinburg) |                                                       |                                                       | Jutta Gräfin von Kirchberg (≈1302) Kanonissin (Quedlinburg) | Jutta Gräfin von Kirchberg (≈1302) Kanonissin (Quedlinburg) | Jutta Gräfin von Kirchberg (≈1302) Kanonissin (Quedlinburg) | Jutta Gräfin von Kirchberg (≈1302) Kanonissin (Quedlinburg) | Jutta Gräfin von Kirchberg (≈1302) Kanonissin (Quedlinburg)              | Jutta Gräfin von Kirchberg (≈1302) Kanonissin (Quedlinburg)              |                                                                          |                                                                          | Elisabeth Gräfin von Kirchberg (≈1302) Kanonissin (Gernrode) Pröpstin (Frose) | Elisabeth Gräfin von Kirchberg (≈1302) Kanonissin (Gernrode) Pröpstin (Frose) | Elisabeth Gräfin von Kirchberg (≈1302) Kanonissin (Gernrode) Pröpstin (Frose) | Elisabeth Gräfin von Kirchberg (≈1302) Kanonissin (Gernrode) Pröpstin (Frose) | Elisabeth Gräfin von Kirchberg (≈1302) Kanonissin (Gernrode) Pröpstin (Frose) | Elisabeth Gräfin von Kirchberg (≈1302) Kanonissin (Gernrode) Pröpstin (Frose) |                                                                  |                                                                  | Hermann Graf von Kirchberg (–1297) Domherr in Halberstadt                 | Hermann Graf von Kirchberg (–1297) Domherr in Halberstadt                 | Hermann Graf von Kirchberg (–1297) Domherr in Halberstadt                 | Hermann Graf von Kirchberg (–1297) Domherr in Halberstadt                 | Hermann Graf von Kirchberg (–1297) Domherr in Halberstadt                 | Hermann Graf von Kirchberg (–1297) Domherr in Halberstadt                 |                                         |                                         | Gisela Gräfin von Kirchberg (1236–1301) | Gisela Gräfin von Kirchberg (1236–1301) | Gisela Gräfin von Kirchberg (1236–1301) | Gisela Gräfin von Kirchberg (1236–1301) | Gisela Gräfin von Kirchberg (1236–1301)  | Gisela Gräfin von Kirchberg (1236–1301)  |                                          |                                          | Werner Graf von Schermcke (–1304)        | Werner Graf von Schermcke (–1304)        | Werner Graf von Schermcke (–1304) | Werner Graf von Schermcke (–1304) | Werner Graf von Schermcke (–1304) | Werner Graf von Schermcke (–1304) |  |  | Werner Graf von Kirchberg (–1307)    | Werner Graf von Kirchberg (–1307)    | Werner Graf von Kirchberg (–1307)    | Werner Graf von Kirchberg (–1307)    | Werner Graf von Kirchberg (–1307)    | Werner Graf von Kirchberg (–1307)    |  |  |  |  |  |  |  |  |  |  |  |  |  |  |  |  |  |  |
| Heinrich IV. Graf von Kirchberg (–1295)                    | Heinrich IV. Graf von Kirchberg (–1295)                    | Heinrich IV. Graf von Kirchberg (–1295)                    | Heinrich IV. Graf von Kirchberg (–1295)                    | Heinrich IV. Graf von Kirchberg (–1295)                    | Heinrich IV. Graf von Kirchberg (–1295)                    |                                        |                                        | Hedwig Gräfin von Kirchberg (≈1302) Kanonissin (Quedlinburg) | Hedwig Gräfin von Kirchberg (≈1302) Kanonissin (Quedlinburg) | Hedwig Gräfin von Kirchberg (≈1302) Kanonissin (Quedlinburg) | Hedwig Gräfin von Kirchberg (≈1302) Kanonissin (Quedlinburg) | Hedwig Gräfin von Kirchberg (≈1302) Kanonissin (Quedlinburg) | Hedwig Gräfin von Kirchberg (≈1302) Kanonissin (Quedlinburg) |                                                       |                                                       | Jutta Gräfin von Kirchberg (≈1302) Kanonissin (Quedlinburg) | Jutta Gräfin von Kirchberg (≈1302) Kanonissin (Quedlinburg) | Jutta Gräfin von Kirchberg (≈1302) Kanonissin (Quedlinburg) | Jutta Gräfin von Kirchberg (≈1302) Kanonissin (Quedlinburg) | Jutta Gräfin von Kirchberg (≈1302) Kanonissin (Quedlinburg)              | Jutta Gräfin von Kirchberg (≈1302) Kanonissin (Quedlinburg)              |                                                                          |                                                                          | Elisabeth Gräfin von Kirchberg (≈1302) Kanonissin (Gernrode) Pröpstin (Frose) | Elisabeth Gräfin von Kirchberg (≈1302) Kanonissin (Gernrode) Pröpstin (Frose) | Elisabeth Gräfin von Kirchberg (≈1302) Kanonissin (Gernrode) Pröpstin (Frose) | Elisabeth Gräfin von Kirchberg (≈1302) Kanonissin (Gernrode) Pröpstin (Frose) | Elisabeth Gräfin von Kirchberg (≈1302) Kanonissin (Gernrode) Pröpstin (Frose) | Elisabeth Gräfin von Kirchberg (≈1302) Kanonissin (Gernrode) Pröpstin (Frose) |                                                                  |                                                                  | Hermann Graf von Kirchberg (–1297) Domherr in Halberstadt                 | Hermann Graf von Kirchberg (–1297) Domherr in Halberstadt                 | Hermann Graf von Kirchberg (–1297) Domherr in Halberstadt                 | Hermann Graf von Kirchberg (–1297) Domherr in Halberstadt                 | Hermann Graf von Kirchberg (–1297) Domherr in Halberstadt                 | Hermann Graf von Kirchberg (–1297) Domherr in Halberstadt                 |                                         |                                         | Gisela Gräfin von Kirchberg (1236–1301) | Gisela Gräfin von Kirchberg (1236–1301) | Gisela Gräfin von Kirchberg (1236–1301) | Gisela Gräfin von Kirchberg (1236–1301) | Gisela Gräfin von Kirchberg (1236–1301)  | Gisela Gräfin von Kirchberg (1236–1301)  |                                          |                                          | Werner Graf von Schermcke (–1304)        | Werner Graf von Schermcke (–1304)        | Werner Graf von Schermcke (–1304) | Werner Graf von Schermcke (–1304) | Werner Graf von Schermcke (–1304) | Werner Graf von Schermcke (–1304) |  |  | Werner Graf von Kirchberg (–1307)    | Werner Graf von Kirchberg (–1307)    | Werner Graf von Kirchberg (–1307)    | Werner Graf von Kirchberg (–1307)    | Werner Graf von Kirchberg (–1307)    | Werner Graf von Kirchberg (–1307)    |  |  |  |  |  |  |  |  |  |  |  |  |  |  |  |  |  |  |

## Berühmte Persönlichkeiten als Nachkommen
Die direkten Nachkommen von Friedrich I. Graf von Kirchberg, vom Familienstammbaum der Halberstädter Linie seiner Ur-Enkelin Gisela Gräfin von Kirchberg sitzen auf dem Königsthron im Vereinigten Königreich, in den Niederlanden, in Schweden, in Spanien, in Belgien, in Dänemark und in Norwegen.
Auf dem Kaiserthron saßen ihre Nachkommen im Deutschen Reich, im Kaisertum Österreich, im Russischen Zarenreich und im Kaiserreich Brasilien.
Sie saßen auf dem Königsthron im Königreich Preußen, im Königreich Bayern, im Königreich Württemberg, im Königreich Hannover, bis zum Ende der Monarchie 1973 im Königreich Griechenland, im Königreich Island, im Königreich Portugal und im Königreich Rumänien.
Ein direkter Nachkomme war Otto Fürst von Bismarck (1815–1898), einer der herausragendsten Staatsmänner des 19. Jahrhunderts, der oft als der „Eisenkanzler“ bezeichnet wird. Er war Ministerpräsident von Preußen (1862–1890), Gründer des Norddeutschen Bundes, erster Reichskanzler und Vorsitzender des Bundesrates (1871–1890). In seiner Amtszeit wurde die staatliche Schulaufsicht und der Zivilehe auf dem Standesamt durch den Standesbeamten (1875) sowie die Krankenversicherung (1883), Unfallversicherung (1884), Alters- und Invalidenversicherung (1889) eingeführt.
| | | | | | |  |  | | | | | | |  |  | Gisela von Kirchberg (1236–1301) ⚭ Werner von Schermcke (1234–1285)                                            | | | | | |  |  | | | | | | |  |  | | | | | | |  |  | | | | | | |  |  | | | | | | |  |  | | | | | | |  |  | | | | | | |  |  | | | | | | |  |  | | | | | | |  |  |                                                                                             |                                                                                             |                                                                                             |                                                                                             |                                                                                             |                                                                                             |  |  |  |  |  |  |  |  |  |  |  |  |  |  |  |  |  |  |  |  |  |  |  |  |  |  |  |  |  |  |  |  |  |  |  |  |  |  |  |  |  |  |  |  |  |  |  |  |  |  |  |  |  |  |  |  |  |  |  |  |  |  |  |  |  |  |
| | | | | | |  |  | | | | | | |  |  | | | | | | |  |  | | | | | | |  |  | | | | | | |  |  | | | | | | |  |  | | | | | | |  |  | | | | | | |  |  | | | | | | |  |  | | | | | | |  |  | | | | | | |  |  |                                                                                             |                                                                                             |                                                                                             |                                                                                             |                                                                                             |                                                                                             |  |  |  |  |  |  |  |  |  |  |  |  |  |  |  |  |  |  |  |  |  |  |  |  |  |  |  |  |  |  |  |  |  |  |  |  |  |  |  |  |  |  |  |  |  |  |  |  |  |  |  |  |  |  |  |  |  |  |  |  |  |  |  |  |  |  |
| | | | | | |  |  | | | | | | |  |  | | | | | | |  |  | | | | | | |  |  | | | | | | |  |  | | | | | | |  |  | | | | | | |  |  | | | | | | |  |  | | | | | | |  |  | | | | | | |  |  | | | | | | |  |  |                                                                                             |                                                                                             |                                                                                             |                                                                                             |                                                                                             |                                                                                             |  |  |  |  |  |  |  |  |  |  |  |  |  |  |  |  |  |  |  |  |  |  |  |  |  |  |  |  |  |  |  |  |  |  |  |  |  |  |  |  |  |  |  |  |  |  |  |  |  |  |  |  |  |  |  |  |  |  |  |  |  |  |  |  |  |  |
| | | | | | |  |  | Werner von Schermcke (–1316) Domherr in Halberstadt (1283–1316)                                                                                    | Werner von Schermcke (–1316) Domherr in Halberstadt (1283–1316)                                                                                    | Werner von Schermcke (–1316) Domherr in Halberstadt (1283–1316)                                                                                    | Werner von Schermcke (–1316) Domherr in Halberstadt (1283–1316)                                                                                    | Werner von Schermcke (–1316) Domherr in Halberstadt (1283–1316)                                                                                    | Werner von Schermcke (–1316) Domherr in Halberstadt (1283–1316)                                                                                    |  |  | Gertrud von Schermcke (1258–1309) ⚭ ~1272 Konrad III von dem Dike (1244–1315)                                  | Gertrud von Schermcke (1258–1309) ⚭ ~1272 Konrad III von dem Dike (1244–1315)                                  | Gertrud von Schermcke (1258–1309) ⚭ ~1272 Konrad III von dem Dike (1244–1315)                                  | Gertrud von Schermcke (1258–1309) ⚭ ~1272 Konrad III von dem Dike (1244–1315)                                  | Gertrud von Schermcke (1258–1309) ⚭ ~1272 Konrad III von dem Dike (1244–1315)                                  | Gertrud von Schermcke (1258–1309) ⚭ ~1272 Konrad III von dem Dike (1244–1315)                                  |  |  | Bertha von Schermcke (–1309) Kanonissin in Quedlinburg                                                                                                  | Bertha von Schermcke (–1309) Kanonissin in Quedlinburg                                                                                                  | Bertha von Schermcke (–1309) Kanonissin in Quedlinburg                                                                                                  | Bertha von Schermcke (–1309) Kanonissin in Quedlinburg                                                                                                  | Bertha von Schermcke (–1309) Kanonissin in Quedlinburg                                                                                                  | Bertha von Schermcke (–1309) Kanonissin in Quedlinburg                                                                                                  |  |  | | | | | | |  |  | | | | | | |  |  | | | | | | |  |  | | | | | | |  |  | | | | | | |  |  | | | | | | |  |  | | | | | | |  |  |                                                                                             |                                                                                             |                                                                                             |                                                                                             |                                                                                             |                                                                                             |  |  |  |  |  |  |  |  |  |  |  |  |  |  |  |  |  |  |  |  |  |  |  |  |  |  |  |  |  |  |  |  |  |  |  |  |  |  |  |  |  |  |  |  |  |  |  |  |  |  |  |  |  |  |  |  |  |  |  |  |  |  |  |  |  |  |
| | | | | | |  |  | Werner von Schermcke (–1316) Domherr in Halberstadt (1283–1316)                                                                                    | Werner von Schermcke (–1316) Domherr in Halberstadt (1283–1316)                                                                                    | Werner von Schermcke (–1316) Domherr in Halberstadt (1283–1316)                                                                                    | Werner von Schermcke (–1316) Domherr in Halberstadt (1283–1316)                                                                                    | Werner von Schermcke (–1316) Domherr in Halberstadt (1283–1316)                                                                                    | Werner von Schermcke (–1316) Domherr in Halberstadt (1283–1316)                                                                                    |  |  | Gertrud von Schermcke (1258–1309) ⚭ ~1272 Konrad III von dem Dike (1244–1315)                                  | Gertrud von Schermcke (1258–1309) ⚭ ~1272 Konrad III von dem Dike (1244–1315)                                  | Gertrud von Schermcke (1258–1309) ⚭ ~1272 Konrad III von dem Dike (1244–1315)                                  | Gertrud von Schermcke (1258–1309) ⚭ ~1272 Konrad III von dem Dike (1244–1315)                                  | Gertrud von Schermcke (1258–1309) ⚭ ~1272 Konrad III von dem Dike (1244–1315)                                  | Gertrud von Schermcke (1258–1309) ⚭ ~1272 Konrad III von dem Dike (1244–1315)                                  |  |  | Bertha von Schermcke (–1309) Kanonissin in Quedlinburg                                                                                                  | Bertha von Schermcke (–1309) Kanonissin in Quedlinburg                                                                                                  | Bertha von Schermcke (–1309) Kanonissin in Quedlinburg                                                                                                  | Bertha von Schermcke (–1309) Kanonissin in Quedlinburg                                                                                                  | Bertha von Schermcke (–1309) Kanonissin in Quedlinburg                                                                                                  | Bertha von Schermcke (–1309) Kanonissin in Quedlinburg                                                                                                  |  |  | | | | | | |  |  | | | | | | |  |  | | | | | | |  |  | | | | | | |  |  | | | | | | |  |  | | | | | | |  |  | | | | | | |  |  |                                                                                             |                                                                                             |                                                                                             |                                                                                             |                                                                                             |                                                                                             |  |  |  |  |  |  |  |  |  |  |  |  |  |  |  |  |  |  |  |  |  |  |  |  |  |  |  |  |  |  |  |  |  |  |  |  |  |  |  |  |  |  |  |  |  |  |  |  |  |  |  |  |  |  |  |  |  |  |  |  |  |  |  |  |  |  |
| | | | | | |  |  | | | | | | |  |  | | | | | | |  |  | | | | | | |  |  | | | | | | |  |  | | | | | | |  |  | | | | | | |  |  | | | | | | |  |  | | | | | | |  |  | | | | | | |  |  | | | | | | |  |  |                                                                                             |                                                                                             |                                                                                             |                                                                                             |                                                                                             |                                                                                             |  |  |  |  |  |  |  |  |  |  |  |  |  |  |  |  |  |  |  |  |  |  |  |  |  |  |  |  |  |  |  |  |  |  |  |  |  |  |  |  |  |  |  |  |  |  |  |  |  |  |  |  |  |  |  |  |  |  |  |  |  |  |  |  |  |  |
| | | | | | |  |  | Werner von dem Dike (–1344) Domherr in Halberstadt (1313–1344)                                                                                     | Werner von dem Dike (–1344) Domherr in Halberstadt (1313–1344)                                                                                     | Werner von dem Dike (–1344) Domherr in Halberstadt (1313–1344)                                                                                     | Werner von dem Dike (–1344) Domherr in Halberstadt (1313–1344)                                                                                     | Werner von dem Dike (–1344) Domherr in Halberstadt (1313–1344)                                                                                     | Werner von dem Dike (–1344) Domherr in Halberstadt (1313–1344)                                                                                     |  |  | Adelheid von dem Dike (1272–1322) ⚭ ~1290 Herman VI von Wedderde (1270–1320)                                   | Adelheid von dem Dike (1272–1322) ⚭ ~1290 Herman VI von Wedderde (1270–1320)                                   | Adelheid von dem Dike (1272–1322) ⚭ ~1290 Herman VI von Wedderde (1270–1320)                                   | Adelheid von dem Dike (1272–1322) ⚭ ~1290 Herman VI von Wedderde (1270–1320)                                   | Adelheid von dem Dike (1272–1322) ⚭ ~1290 Herman VI von Wedderde (1270–1320)                                   | Adelheid von dem Dike (1272–1322) ⚭ ~1290 Herman VI von Wedderde (1270–1320)                                   |  |  | Hermann VII von Wedderde (1290–1345) ⚭ ~1311 Gertrud von Alvensleben (1289–1315)                                                                        | Hermann VII von Wedderde (1290–1345) ⚭ ~1311 Gertrud von Alvensleben (1289–1315)                                                                        | Hermann VII von Wedderde (1290–1345) ⚭ ~1311 Gertrud von Alvensleben (1289–1315)                                                                        | Hermann VII von Wedderde (1290–1345) ⚭ ~1311 Gertrud von Alvensleben (1289–1315)                                                                        | Hermann VII von Wedderde (1290–1345) ⚭ ~1311 Gertrud von Alvensleben (1289–1315)                                                                        | Hermann VII von Wedderde (1290–1345) ⚭ ~1311 Gertrud von Alvensleben (1289–1315)                                                                        |  |  | Gerhard VII. von Wedderde (1311–1358) ⚭ ~1345 Geyse N. (* 1332)                                                               | Gerhard VII. von Wedderde (1311–1358) ⚭ ~1345 Geyse N. (* 1332)                                                               | Gerhard VII. von Wedderde (1311–1358) ⚭ ~1345 Geyse N. (* 1332)                                                               | Gerhard VII. von Wedderde (1311–1358) ⚭ ~1345 Geyse N. (* 1332)                                                               | Gerhard VII. von Wedderde (1311–1358) ⚭ ~1345 Geyse N. (* 1332)                                                               | Gerhard VII. von Wedderde (1311–1358) ⚭ ~1345 Geyse N. (* 1332)                                                               |  |  | Margarete von Wedderde (1345–1396) ⚭ ~1367 Bernhard von der Schulenburg (–1417)                                                         | Margarete von Wedderde (1345–1396) ⚭ ~1367 Bernhard von der Schulenburg (–1417)                                                         | Margarete von Wedderde (1345–1396) ⚭ ~1367 Bernhard von der Schulenburg (–1417)                                                         | Margarete von Wedderde (1345–1396) ⚭ ~1367 Bernhard von der Schulenburg (–1417)                                                         | Margarete von Wedderde (1345–1396) ⚭ ~1367 Bernhard von der Schulenburg (–1417)                                                         | Margarete von Wedderde (1345–1396) ⚭ ~1367 Bernhard von der Schulenburg (–1417)                                                         |  |  | Fritz I. von der Schulenburg (1367–1410) ⚭ Hippolyta von Jagow (1372–1458)                                            | Fritz I. von der Schulenburg (1367–1410) ⚭ Hippolyta von Jagow (1372–1458)                                            | Fritz I. von der Schulenburg (1367–1410) ⚭ Hippolyta von Jagow (1372–1458)                                            | Fritz I. von der Schulenburg (1367–1410) ⚭ Hippolyta von Jagow (1372–1458)                                            | Fritz I. von der Schulenburg (1367–1410) ⚭ Hippolyta von Jagow (1372–1458)                                            | Fritz I. von der Schulenburg (1367–1410) ⚭ Hippolyta von Jagow (1372–1458)                                            |  |  | | | | | | |  |  | | | | | | |  |  | | | | | | |  |  | | | | | | |  |  |                                                                                             |                                                                                             |                                                                                             |                                                                                             |                                                                                             |                                                                                             |  |  |  |  |  |  |  |  |  |  |  |  |  |  |  |  |  |  |  |  |  |  |  |  |  |  |  |  |  |  |  |  |  |  |  |  |  |  |  |  |  |  |  |  |  |  |  |  |  |  |  |  |  |  |  |  |  |  |  |  |  |  |  |  |  |  |
| | | | | | |  |  | Werner von dem Dike (–1344) Domherr in Halberstadt (1313–1344)                                                                                     | Werner von dem Dike (–1344) Domherr in Halberstadt (1313–1344)                                                                                     | Werner von dem Dike (–1344) Domherr in Halberstadt (1313–1344)                                                                                     | Werner von dem Dike (–1344) Domherr in Halberstadt (1313–1344)                                                                                     | Werner von dem Dike (–1344) Domherr in Halberstadt (1313–1344)                                                                                     | Werner von dem Dike (–1344) Domherr in Halberstadt (1313–1344)                                                                                     |  |  | Adelheid von dem Dike (1272–1322) ⚭ ~1290 Herman VI von Wedderde (1270–1320)                                   | Adelheid von dem Dike (1272–1322) ⚭ ~1290 Herman VI von Wedderde (1270–1320)                                   | Adelheid von dem Dike (1272–1322) ⚭ ~1290 Herman VI von Wedderde (1270–1320)                                   | Adelheid von dem Dike (1272–1322) ⚭ ~1290 Herman VI von Wedderde (1270–1320)                                   | Adelheid von dem Dike (1272–1322) ⚭ ~1290 Herman VI von Wedderde (1270–1320)                                   | Adelheid von dem Dike (1272–1322) ⚭ ~1290 Herman VI von Wedderde (1270–1320)                                   |  |  | Hermann VII von Wedderde (1290–1345) ⚭ ~1311 Gertrud von Alvensleben (1289–1315)                                                                        | Hermann VII von Wedderde (1290–1345) ⚭ ~1311 Gertrud von Alvensleben (1289–1315)                                                                        | Hermann VII von Wedderde (1290–1345) ⚭ ~1311 Gertrud von Alvensleben (1289–1315)                                                                        | Hermann VII von Wedderde (1290–1345) ⚭ ~1311 Gertrud von Alvensleben (1289–1315)                                                                        | Hermann VII von Wedderde (1290–1345) ⚭ ~1311 Gertrud von Alvensleben (1289–1315)                                                                        | Hermann VII von Wedderde (1290–1345) ⚭ ~1311 Gertrud von Alvensleben (1289–1315)                                                                        |  |  | Gerhard VII. von Wedderde (1311–1358) ⚭ ~1345 Geyse N. (* 1332)                                                               | Gerhard VII. von Wedderde (1311–1358) ⚭ ~1345 Geyse N. (* 1332)                                                               | Gerhard VII. von Wedderde (1311–1358) ⚭ ~1345 Geyse N. (* 1332)                                                               | Gerhard VII. von Wedderde (1311–1358) ⚭ ~1345 Geyse N. (* 1332)                                                               | Gerhard VII. von Wedderde (1311–1358) ⚭ ~1345 Geyse N. (* 1332)                                                               | Gerhard VII. von Wedderde (1311–1358) ⚭ ~1345 Geyse N. (* 1332)                                                               |  |  | Margarete von Wedderde (1345–1396) ⚭ ~1367 Bernhard von der Schulenburg (–1417)                                                         | Margarete von Wedderde (1345–1396) ⚭ ~1367 Bernhard von der Schulenburg (–1417)                                                         | Margarete von Wedderde (1345–1396) ⚭ ~1367 Bernhard von der Schulenburg (–1417)                                                         | Margarete von Wedderde (1345–1396) ⚭ ~1367 Bernhard von der Schulenburg (–1417)                                                         | Margarete von Wedderde (1345–1396) ⚭ ~1367 Bernhard von der Schulenburg (–1417)                                                         | Margarete von Wedderde (1345–1396) ⚭ ~1367 Bernhard von der Schulenburg (–1417)                                                         |  |  | Fritz I. von der Schulenburg (1367–1410) ⚭ Hippolyta von Jagow (1372–1458)                                            | Fritz I. von der Schulenburg (1367–1410) ⚭ Hippolyta von Jagow (1372–1458)                                            | Fritz I. von der Schulenburg (1367–1410) ⚭ Hippolyta von Jagow (1372–1458)                                            | Fritz I. von der Schulenburg (1367–1410) ⚭ Hippolyta von Jagow (1372–1458)                                            | Fritz I. von der Schulenburg (1367–1410) ⚭ Hippolyta von Jagow (1372–1458)                                            | Fritz I. von der Schulenburg (1367–1410) ⚭ Hippolyta von Jagow (1372–1458)                                            |  |  | | | | | | |  |  | | | | | | |  |  | | | | | | |  |  | | | | | | |  |  |                                                                                             |                                                                                             |                                                                                             |                                                                                             |                                                                                             |                                                                                             |  |  |  |  |  |  |  |  |  |  |  |  |  |  |  |  |  |  |  |  |  |  |  |  |  |  |  |  |  |  |  |  |  |  |  |  |  |  |  |  |  |  |  |  |  |  |  |  |  |  |  |  |  |  |  |  |  |  |  |  |  |  |  |  |  |  |
| | | | | | |  |  | | | | | | |  |  | | | | | | |  |  | | | | | | |  |  | | | | | | |  |  | | | | | | |  |  | | | | | | |  |  | | | | | | |  |  | | | | | | |  |  | | | | | | |  |  | | | | | | |  |  |                                                                                             |                                                                                             |                                                                                             |                                                                                             |                                                                                             |                                                                                             |  |  |  |  |  |  |  |  |  |  |  |  |  |  |  |  |  |  |  |  |  |  |  |  |  |  |  |  |  |  |  |  |  |  |  |  |  |  |  |  |  |  |  |  |  |  |  |  |  |  |  |  |  |  |  |  |  |  |  |  |  |  |  |  |  |  |
| | | | | | |  |  | | | | | | |  |  | Friedrich von Ahlefeldt (1492–1543) ⚭ ~1510 Catharina von Pogwisch (1490–1562)                                 | Friedrich von Ahlefeldt (1492–1543) ⚭ ~1510 Catharina von Pogwisch (1490–1562)                                 | Friedrich von Ahlefeldt (1492–1543) ⚭ ~1510 Catharina von Pogwisch (1490–1562)                                 | Friedrich von Ahlefeldt (1492–1543) ⚭ ~1510 Catharina von Pogwisch (1490–1562)                                 | Friedrich von Ahlefeldt (1492–1543) ⚭ ~1510 Catharina von Pogwisch (1490–1562)                                 | Friedrich von Ahlefeldt (1492–1543) ⚭ ~1510 Catharina von Pogwisch (1490–1562)                                 |  |  | Adelheid von Bülow (1465–1502) ⚭ ~1488 Hans von Ahlefeldt (1450–1500)                                                                                   | Adelheid von Bülow (1465–1502) ⚭ ~1488 Hans von Ahlefeldt (1450–1500)                                                                                   | Adelheid von Bülow (1465–1502) ⚭ ~1488 Hans von Ahlefeldt (1450–1500)                                                                                   | Adelheid von Bülow (1465–1502) ⚭ ~1488 Hans von Ahlefeldt (1450–1500)                                                                                   | Adelheid von Bülow (1465–1502) ⚭ ~1488 Hans von Ahlefeldt (1450–1500)                                                                                   | Adelheid von Bülow (1465–1502) ⚭ ~1488 Hans von Ahlefeldt (1450–1500)                                                                                   |  |  | Friedrich von Bülow (1420–1484) ⚭ ~1463 Sophie von Quitzow (1450–1483)                                                        | Friedrich von Bülow (1420–1484) ⚭ ~1463 Sophie von Quitzow (1450–1483)                                                        | Friedrich von Bülow (1420–1484) ⚭ ~1463 Sophie von Quitzow (1450–1483)                                                        | Friedrich von Bülow (1420–1484) ⚭ ~1463 Sophie von Quitzow (1450–1483)                                                        | Friedrich von Bülow (1420–1484) ⚭ ~1463 Sophie von Quitzow (1450–1483)                                                        | Friedrich von Bülow (1420–1484) ⚭ ~1463 Sophie von Quitzow (1450–1483)                                                        |  |  | | | | | | |  |  | Adelheid von der Schulenburg (1390–1464) ⚭ Hartwig von Bülow (1389–1436)                                              | Adelheid von der Schulenburg (1390–1464) ⚭ Hartwig von Bülow (1389–1436)                                              | Adelheid von der Schulenburg (1390–1464) ⚭ Hartwig von Bülow (1389–1436)                                              | Adelheid von der Schulenburg (1390–1464) ⚭ Hartwig von Bülow (1389–1436)                                              | Adelheid von der Schulenburg (1390–1464) ⚭ Hartwig von Bülow (1389–1436)                                              | Adelheid von der Schulenburg (1390–1464) ⚭ Hartwig von Bülow (1389–1436)                                              |  |  | Anna von Bülow a.d.H. Gartow (1406–1468) ⚭ 1421 Hans von Winterfeld (1400–1468)                                                   | Anna von Bülow a.d.H. Gartow (1406–1468) ⚭ 1421 Hans von Winterfeld (1400–1468)                                                   | Anna von Bülow a.d.H. Gartow (1406–1468) ⚭ 1421 Hans von Winterfeld (1400–1468)                                                   | Anna von Bülow a.d.H. Gartow (1406–1468) ⚭ 1421 Hans von Winterfeld (1400–1468)                                                   | Anna von Bülow a.d.H. Gartow (1406–1468) ⚭ 1421 Hans von Winterfeld (1400–1468)                                                   | Anna von Bülow a.d.H. Gartow (1406–1468) ⚭ 1421 Hans von Winterfeld (1400–1468)                                                   |  |  | Elisabeth von Winterfeld (1442–1500) ⚭ Hans von Platen (1454–1499)                                     | Elisabeth von Winterfeld (1442–1500) ⚭ Hans von Platen (1454–1499)                                     | Elisabeth von Winterfeld (1442–1500) ⚭ Hans von Platen (1454–1499)                                     | Elisabeth von Winterfeld (1442–1500) ⚭ Hans von Platen (1454–1499)                                     | Elisabeth von Winterfeld (1442–1500) ⚭ Hans von Platen (1454–1499)                                     | Elisabeth von Winterfeld (1442–1500) ⚭ Hans von Platen (1454–1499)                                     |  |  | Anna von Platen (1495–1565) ⚭ Jasper von Restorff (1490–1550)                                                         | Anna von Platen (1495–1565) ⚭ Jasper von Restorff (1490–1550)                                                         | Anna von Platen (1495–1565) ⚭ Jasper von Restorff (1490–1550)                                                         | Anna von Platen (1495–1565) ⚭ Jasper von Restorff (1490–1550)                                                         | Anna von Platen (1495–1565) ⚭ Jasper von Restorff (1490–1550)                                                         | Anna von Platen (1495–1565) ⚭ Jasper von Restorff (1490–1550)                                                         |  |  | Jürgen von Restorff (1526–1553) ⚭ Sophie von Priegnitz (1530–                                                  | Jürgen von Restorff (1526–1553) ⚭ Sophie von Priegnitz (1530–                                                  | Jürgen von Restorff (1526–1553) ⚭ Sophie von Priegnitz (1530–                                                  | Jürgen von Restorff (1526–1553) ⚭ Sophie von Priegnitz (1530–                                                  | Jürgen von Restorff (1526–1553) ⚭ Sophie von Priegnitz (1530–                                                  | Jürgen von Restorff (1526–1553) ⚭ Sophie von Priegnitz (1530–                                                  |  |  |                                                                                             |                                                                                             |                                                                                             |                                                                                             |                                                                                             |                                                                                             |  |  |  |  |  |  |  |  |  |  |  |  |  |  |  |  |  |  |  |  |  |  |  |  |  |  |  |  |  |  |  |  |  |  |  |  |  |  |  |  |  |  |  |  |  |  |  |  |  |  |  |  |  |  |  |  |  |  |  |  |  |  |  |  |  |  |
| | | | | | |  |  | | | | | | |  |  | Friedrich von Ahlefeldt (1492–1543) ⚭ ~1510 Catharina von Pogwisch (1490–1562)                                 | Friedrich von Ahlefeldt (1492–1543) ⚭ ~1510 Catharina von Pogwisch (1490–1562)                                 | Friedrich von Ahlefeldt (1492–1543) ⚭ ~1510 Catharina von Pogwisch (1490–1562)                                 | Friedrich von Ahlefeldt (1492–1543) ⚭ ~1510 Catharina von Pogwisch (1490–1562)                                 | Friedrich von Ahlefeldt (1492–1543) ⚭ ~1510 Catharina von Pogwisch (1490–1562)                                 | Friedrich von Ahlefeldt (1492–1543) ⚭ ~1510 Catharina von Pogwisch (1490–1562)                                 |  |  | Adelheid von Bülow (1465–1502) ⚭ ~1488 Hans von Ahlefeldt (1450–1500)                                                                                   | Adelheid von Bülow (1465–1502) ⚭ ~1488 Hans von Ahlefeldt (1450–1500)                                                                                   | Adelheid von Bülow (1465–1502) ⚭ ~1488 Hans von Ahlefeldt (1450–1500)                                                                                   | Adelheid von Bülow (1465–1502) ⚭ ~1488 Hans von Ahlefeldt (1450–1500)                                                                                   | Adelheid von Bülow (1465–1502) ⚭ ~1488 Hans von Ahlefeldt (1450–1500)                                                                                   | Adelheid von Bülow (1465–1502) ⚭ ~1488 Hans von Ahlefeldt (1450–1500)                                                                                   |  |  | Friedrich von Bülow (1420–1484) ⚭ ~1463 Sophie von Quitzow (1450–1483)                                                        | Friedrich von Bülow (1420–1484) ⚭ ~1463 Sophie von Quitzow (1450–1483)                                                        | Friedrich von Bülow (1420–1484) ⚭ ~1463 Sophie von Quitzow (1450–1483)                                                        | Friedrich von Bülow (1420–1484) ⚭ ~1463 Sophie von Quitzow (1450–1483)                                                        | Friedrich von Bülow (1420–1484) ⚭ ~1463 Sophie von Quitzow (1450–1483)                                                        | Friedrich von Bülow (1420–1484) ⚭ ~1463 Sophie von Quitzow (1450–1483)                                                        |  |  | | | | | | |  |  | Adelheid von der Schulenburg (1390–1464) ⚭ Hartwig von Bülow (1389–1436)                                              | Adelheid von der Schulenburg (1390–1464) ⚭ Hartwig von Bülow (1389–1436)                                              | Adelheid von der Schulenburg (1390–1464) ⚭ Hartwig von Bülow (1389–1436)                                              | Adelheid von der Schulenburg (1390–1464) ⚭ Hartwig von Bülow (1389–1436)                                              | Adelheid von der Schulenburg (1390–1464) ⚭ Hartwig von Bülow (1389–1436)                                              | Adelheid von der Schulenburg (1390–1464) ⚭ Hartwig von Bülow (1389–1436)                                              |  |  | Anna von Bülow a.d.H. Gartow (1406–1468) ⚭ 1421 Hans von Winterfeld (1400–1468)                                                   | Anna von Bülow a.d.H. Gartow (1406–1468) ⚭ 1421 Hans von Winterfeld (1400–1468)                                                   | Anna von Bülow a.d.H. Gartow (1406–1468) ⚭ 1421 Hans von Winterfeld (1400–1468)                                                   | Anna von Bülow a.d.H. Gartow (1406–1468) ⚭ 1421 Hans von Winterfeld (1400–1468)                                                   | Anna von Bülow a.d.H. Gartow (1406–1468) ⚭ 1421 Hans von Winterfeld (1400–1468)                                                   | Anna von Bülow a.d.H. Gartow (1406–1468) ⚭ 1421 Hans von Winterfeld (1400–1468)                                                   |  |  | Elisabeth von Winterfeld (1442–1500) ⚭ Hans von Platen (1454–1499)                                     | Elisabeth von Winterfeld (1442–1500) ⚭ Hans von Platen (1454–1499)                                     | Elisabeth von Winterfeld (1442–1500) ⚭ Hans von Platen (1454–1499)                                     | Elisabeth von Winterfeld (1442–1500) ⚭ Hans von Platen (1454–1499)                                     | Elisabeth von Winterfeld (1442–1500) ⚭ Hans von Platen (1454–1499)                                     | Elisabeth von Winterfeld (1442–1500) ⚭ Hans von Platen (1454–1499)                                     |  |  | Anna von Platen (1495–1565) ⚭ Jasper von Restorff (1490–1550)                                                         | Anna von Platen (1495–1565) ⚭ Jasper von Restorff (1490–1550)                                                         | Anna von Platen (1495–1565) ⚭ Jasper von Restorff (1490–1550)                                                         | Anna von Platen (1495–1565) ⚭ Jasper von Restorff (1490–1550)                                                         | Anna von Platen (1495–1565) ⚭ Jasper von Restorff (1490–1550)                                                         | Anna von Platen (1495–1565) ⚭ Jasper von Restorff (1490–1550)                                                         |  |  | Jürgen von Restorff (1526–1553) ⚭ Sophie von Priegnitz (1530–                                                  | Jürgen von Restorff (1526–1553) ⚭ Sophie von Priegnitz (1530–                                                  | Jürgen von Restorff (1526–1553) ⚭ Sophie von Priegnitz (1530–                                                  | Jürgen von Restorff (1526–1553) ⚭ Sophie von Priegnitz (1530–                                                  | Jürgen von Restorff (1526–1553) ⚭ Sophie von Priegnitz (1530–                                                  | Jürgen von Restorff (1526–1553) ⚭ Sophie von Priegnitz (1530–                                                  |  |  |                                                                                             |                                                                                             |                                                                                             |                                                                                             |                                                                                             |                                                                                             |  |  |  |  |  |  |  |  |  |  |  |  |  |  |  |  |  |  |  |  |  |  |  |  |  |  |  |  |  |  |  |  |  |  |  |  |  |  |  |  |  |  |  |  |  |  |  |  |  |  |  |  |  |  |  |  |  |  |  |  |  |  |  |  |  |  |
| | | | | | |  |  | | | | | | |  |  | | | | | | |  |  | | | | | | |  |  | | | | | | |  |  | | | | | | |  |  | | | | | | |  |  | | | | | | |  |  | | | | | | |  |  | | | | | | |  |  | | | | | | |  |  |                                                                                             |                                                                                             |                                                                                             |                                                                                             |                                                                                             |                                                                                             |  |  |  |  |  |  |  |  |  |  |  |  |  |  |  |  |  |  |  |  |  |  |  |  |  |  |  |  |  |  |  |  |  |  |  |  |  |  |  |  |  |  |  |  |  |  |  |  |  |  |  |  |  |  |  |  |  |  |  |  |  |  |  |  |  |  |
| | | | | | |  |  | | | | | | |  |  | Johan (Hans) von Ahlefeldt (1527–1559) ⚭ ~1550 Dorothea von Ahlefeldt (1530–1599)                              | Johan (Hans) von Ahlefeldt (1527–1559) ⚭ ~1550 Dorothea von Ahlefeldt (1530–1599)                              | Johan (Hans) von Ahlefeldt (1527–1559) ⚭ ~1550 Dorothea von Ahlefeldt (1530–1599)                              | Johan (Hans) von Ahlefeldt (1527–1559) ⚭ ~1550 Dorothea von Ahlefeldt (1530–1599)                              | Johan (Hans) von Ahlefeldt (1527–1559) ⚭ ~1550 Dorothea von Ahlefeldt (1530–1599)                              | Johan (Hans) von Ahlefeldt (1527–1559) ⚭ ~1550 Dorothea von Ahlefeldt (1530–1599)                              |  |  | Friedrich I. von Ahlefeldt (1558–1607) ⚭ 1592 Dorothea Didriksdatter von Blome (1575–1643)                                                              | Friedrich I. von Ahlefeldt (1558–1607) ⚭ 1592 Dorothea Didriksdatter von Blome (1575–1643)                                                              | Friedrich I. von Ahlefeldt (1558–1607) ⚭ 1592 Dorothea Didriksdatter von Blome (1575–1643)                                                              | Friedrich I. von Ahlefeldt (1558–1607) ⚭ 1592 Dorothea Didriksdatter von Blome (1575–1643)                                                              | Friedrich I. von Ahlefeldt (1558–1607) ⚭ 1592 Dorothea Didriksdatter von Blome (1575–1643)                                                              | Friedrich I. von Ahlefeldt (1558–1607) ⚭ 1592 Dorothea Didriksdatter von Blome (1575–1643)                                                              |  |  | Friedrich II. von Ahlefeldt (1594–1657) ⚭ 1619 Brigitte Gregersdatte von Ahlefeldt-Graasten (1600–1632)                       | Friedrich II. von Ahlefeldt (1594–1657) ⚭ 1619 Brigitte Gregersdatte von Ahlefeldt-Graasten (1600–1632)                       | Friedrich II. von Ahlefeldt (1594–1657) ⚭ 1619 Brigitte Gregersdatte von Ahlefeldt-Graasten (1600–1632)                       | Friedrich II. von Ahlefeldt (1594–1657) ⚭ 1619 Brigitte Gregersdatte von Ahlefeldt-Graasten (1600–1632)                       | Friedrich II. von Ahlefeldt (1594–1657) ⚭ 1619 Brigitte Gregersdatte von Ahlefeldt-Graasten (1600–1632)                       | Friedrich II. von Ahlefeldt (1594–1657) ⚭ 1619 Brigitte Gregersdatte von Ahlefeldt-Graasten (1600–1632)                       |  |  | Friedrich III. von Ahlefeldt zu Langeland und Rixingen (1623–1686) ⚭ 1668 Marie Elisabeth von Leiningen-Dagsburg-Hardenburg (1648–1724) | Friedrich III. von Ahlefeldt zu Langeland und Rixingen (1623–1686) ⚭ 1668 Marie Elisabeth von Leiningen-Dagsburg-Hardenburg (1648–1724) | Friedrich III. von Ahlefeldt zu Langeland und Rixingen (1623–1686) ⚭ 1668 Marie Elisabeth von Leiningen-Dagsburg-Hardenburg (1648–1724) | Friedrich III. von Ahlefeldt zu Langeland und Rixingen (1623–1686) ⚭ 1668 Marie Elisabeth von Leiningen-Dagsburg-Hardenburg (1648–1724) | Friedrich III. von Ahlefeldt zu Langeland und Rixingen (1623–1686) ⚭ 1668 Marie Elisabeth von Leiningen-Dagsburg-Hardenburg (1648–1724) | Friedrich III. von Ahlefeldt zu Langeland und Rixingen (1623–1686) ⚭ 1668 Marie Elisabeth von Leiningen-Dagsburg-Hardenburg (1648–1724) |  |  | Charlotte Sibylle von Ahlefeld-Rixingen (1672–1726) ⚭ 1696 Georg Ludwig zu Solms-Rödelheim (1664–1716)                | Charlotte Sibylle von Ahlefeld-Rixingen (1672–1726) ⚭ 1696 Georg Ludwig zu Solms-Rödelheim (1664–1716)                | Charlotte Sibylle von Ahlefeld-Rixingen (1672–1726) ⚭ 1696 Georg Ludwig zu Solms-Rödelheim (1664–1716)                | Charlotte Sibylle von Ahlefeld-Rixingen (1672–1726) ⚭ 1696 Georg Ludwig zu Solms-Rödelheim (1664–1716)                | Charlotte Sibylle von Ahlefeld-Rixingen (1672–1726) ⚭ 1696 Georg Ludwig zu Solms-Rödelheim (1664–1716)                | Charlotte Sibylle von Ahlefeld-Rixingen (1672–1726) ⚭ 1696 Georg Ludwig zu Solms-Rödelheim (1664–1716)                |  |  | Moritz Hans von Katte (1633–1684) ⚭ 1666 Dorothea Kathatine von Witzleben (a.d.H. Liebenstein) (1640–1671)                        | Moritz Hans von Katte (1633–1684) ⚭ 1666 Dorothea Kathatine von Witzleben (a.d.H. Liebenstein) (1640–1671)                        | Moritz Hans von Katte (1633–1684) ⚭ 1666 Dorothea Kathatine von Witzleben (a.d.H. Liebenstein) (1640–1671)                        | Moritz Hans von Katte (1633–1684) ⚭ 1666 Dorothea Kathatine von Witzleben (a.d.H. Liebenstein) (1640–1671)                        | Moritz Hans von Katte (1633–1684) ⚭ 1666 Dorothea Kathatine von Witzleben (a.d.H. Liebenstein) (1640–1671)                        | Moritz Hans von Katte (1633–1684) ⚭ 1666 Dorothea Kathatine von Witzleben (a.d.H. Liebenstein) (1640–1671)                        |  |  | Heinrich Christoph von Katte (1604–1665) ⚭ Ursula Sophia von Katte (a.d.H. Vieritz) (1611–1670)        | Heinrich Christoph von Katte (1604–1665) ⚭ Ursula Sophia von Katte (a.d.H. Vieritz) (1611–1670)        | Heinrich Christoph von Katte (1604–1665) ⚭ Ursula Sophia von Katte (a.d.H. Vieritz) (1611–1670)        | Heinrich Christoph von Katte (1604–1665) ⚭ Ursula Sophia von Katte (a.d.H. Vieritz) (1611–1670)        | Heinrich Christoph von Katte (1604–1665) ⚭ Ursula Sophia von Katte (a.d.H. Vieritz) (1611–1670)        | Heinrich Christoph von Katte (1604–1665) ⚭ Ursula Sophia von Katte (a.d.H. Vieritz) (1611–1670)        |  |  | Ottilie von Warnstedt (* 1570) ⚭ 1600 Hans von Katte auf Wust (1570–1622)                                             | Ottilie von Warnstedt (* 1570) ⚭ 1600 Hans von Katte auf Wust (1570–1622)                                             | Ottilie von Warnstedt (* 1570) ⚭ 1600 Hans von Katte auf Wust (1570–1622)                                             | Ottilie von Warnstedt (* 1570) ⚭ 1600 Hans von Katte auf Wust (1570–1622)                                             | Ottilie von Warnstedt (* 1570) ⚭ 1600 Hans von Katte auf Wust (1570–1622)                                             | Ottilie von Warnstedt (* 1570) ⚭ 1600 Hans von Katte auf Wust (1570–1622)                                             |  |  | Catharina von Restorff (1553– ~1590) ⚭ ~1565 Balthasar von Warnstedt (1516–1588)                               | Catharina von Restorff (1553– ~1590) ⚭ ~1565 Balthasar von Warnstedt (1516–1588)                               | Catharina von Restorff (1553– ~1590) ⚭ ~1565 Balthasar von Warnstedt (1516–1588)                               | Catharina von Restorff (1553– ~1590) ⚭ ~1565 Balthasar von Warnstedt (1516–1588)                               | Catharina von Restorff (1553– ~1590) ⚭ ~1565 Balthasar von Warnstedt (1516–1588)                               | Catharina von Restorff (1553– ~1590) ⚭ ~1565 Balthasar von Warnstedt (1516–1588)                               |  |  |                                                                                             |                                                                                             |                                                                                             |                                                                                             |                                                                                             |                                                                                             |  |  |  |  |  |  |  |  |  |  |  |  |  |  |  |  |  |  |  |  |  |  |  |  |  |  |  |  |  |  |  |  |  |  |  |  |  |  |  |  |  |  |  |  |  |  |  |  |  |  |  |  |  |  |  |  |  |  |  |  |  |  |  |  |  |  |
| | | | | | |  |  | | | | | | |  |  | Johan (Hans) von Ahlefeldt (1527–1559) ⚭ ~1550 Dorothea von Ahlefeldt (1530–1599)                              | Johan (Hans) von Ahlefeldt (1527–1559) ⚭ ~1550 Dorothea von Ahlefeldt (1530–1599)                              | Johan (Hans) von Ahlefeldt (1527–1559) ⚭ ~1550 Dorothea von Ahlefeldt (1530–1599)                              | Johan (Hans) von Ahlefeldt (1527–1559) ⚭ ~1550 Dorothea von Ahlefeldt (1530–1599)                              | Johan (Hans) von Ahlefeldt (1527–1559) ⚭ ~1550 Dorothea von Ahlefeldt (1530–1599)                              | Johan (Hans) von Ahlefeldt (1527–1559) ⚭ ~1550 Dorothea von Ahlefeldt (1530–1599)                              |  |  | Friedrich I. von Ahlefeldt (1558–1607) ⚭ 1592 Dorothea Didriksdatter von Blome (1575–1643)                                                              | Friedrich I. von Ahlefeldt (1558–1607) ⚭ 1592 Dorothea Didriksdatter von Blome (1575–1643)                                                              | Friedrich I. von Ahlefeldt (1558–1607) ⚭ 1592 Dorothea Didriksdatter von Blome (1575–1643)                                                              | Friedrich I. von Ahlefeldt (1558–1607) ⚭ 1592 Dorothea Didriksdatter von Blome (1575–1643)                                                              | Friedrich I. von Ahlefeldt (1558–1607) ⚭ 1592 Dorothea Didriksdatter von Blome (1575–1643)                                                              | Friedrich I. von Ahlefeldt (1558–1607) ⚭ 1592 Dorothea Didriksdatter von Blome (1575–1643)                                                              |  |  | Friedrich II. von Ahlefeldt (1594–1657) ⚭ 1619 Brigitte Gregersdatte von Ahlefeldt-Graasten (1600–1632)                       | Friedrich II. von Ahlefeldt (1594–1657) ⚭ 1619 Brigitte Gregersdatte von Ahlefeldt-Graasten (1600–1632)                       | Friedrich II. von Ahlefeldt (1594–1657) ⚭ 1619 Brigitte Gregersdatte von Ahlefeldt-Graasten (1600–1632)                       | Friedrich II. von Ahlefeldt (1594–1657) ⚭ 1619 Brigitte Gregersdatte von Ahlefeldt-Graasten (1600–1632)                       | Friedrich II. von Ahlefeldt (1594–1657) ⚭ 1619 Brigitte Gregersdatte von Ahlefeldt-Graasten (1600–1632)                       | Friedrich II. von Ahlefeldt (1594–1657) ⚭ 1619 Brigitte Gregersdatte von Ahlefeldt-Graasten (1600–1632)                       |  |  | Friedrich III. von Ahlefeldt zu Langeland und Rixingen (1623–1686) ⚭ 1668 Marie Elisabeth von Leiningen-Dagsburg-Hardenburg (1648–1724) | Friedrich III. von Ahlefeldt zu Langeland und Rixingen (1623–1686) ⚭ 1668 Marie Elisabeth von Leiningen-Dagsburg-Hardenburg (1648–1724) | Friedrich III. von Ahlefeldt zu Langeland und Rixingen (1623–1686) ⚭ 1668 Marie Elisabeth von Leiningen-Dagsburg-Hardenburg (1648–1724) | Friedrich III. von Ahlefeldt zu Langeland und Rixingen (1623–1686) ⚭ 1668 Marie Elisabeth von Leiningen-Dagsburg-Hardenburg (1648–1724) | Friedrich III. von Ahlefeldt zu Langeland und Rixingen (1623–1686) ⚭ 1668 Marie Elisabeth von Leiningen-Dagsburg-Hardenburg (1648–1724) | Friedrich III. von Ahlefeldt zu Langeland und Rixingen (1623–1686) ⚭ 1668 Marie Elisabeth von Leiningen-Dagsburg-Hardenburg (1648–1724) |  |  | Charlotte Sibylle von Ahlefeld-Rixingen (1672–1726) ⚭ 1696 Georg Ludwig zu Solms-Rödelheim (1664–1716)                | Charlotte Sibylle von Ahlefeld-Rixingen (1672–1726) ⚭ 1696 Georg Ludwig zu Solms-Rödelheim (1664–1716)                | Charlotte Sibylle von Ahlefeld-Rixingen (1672–1726) ⚭ 1696 Georg Ludwig zu Solms-Rödelheim (1664–1716)                | Charlotte Sibylle von Ahlefeld-Rixingen (1672–1726) ⚭ 1696 Georg Ludwig zu Solms-Rödelheim (1664–1716)                | Charlotte Sibylle von Ahlefeld-Rixingen (1672–1726) ⚭ 1696 Georg Ludwig zu Solms-Rödelheim (1664–1716)                | Charlotte Sibylle von Ahlefeld-Rixingen (1672–1726) ⚭ 1696 Georg Ludwig zu Solms-Rödelheim (1664–1716)                |  |  | Moritz Hans von Katte (1633–1684) ⚭ 1666 Dorothea Kathatine von Witzleben (a.d.H. Liebenstein) (1640–1671)                        | Moritz Hans von Katte (1633–1684) ⚭ 1666 Dorothea Kathatine von Witzleben (a.d.H. Liebenstein) (1640–1671)                        | Moritz Hans von Katte (1633–1684) ⚭ 1666 Dorothea Kathatine von Witzleben (a.d.H. Liebenstein) (1640–1671)                        | Moritz Hans von Katte (1633–1684) ⚭ 1666 Dorothea Kathatine von Witzleben (a.d.H. Liebenstein) (1640–1671)                        | Moritz Hans von Katte (1633–1684) ⚭ 1666 Dorothea Kathatine von Witzleben (a.d.H. Liebenstein) (1640–1671)                        | Moritz Hans von Katte (1633–1684) ⚭ 1666 Dorothea Kathatine von Witzleben (a.d.H. Liebenstein) (1640–1671)                        |  |  | Heinrich Christoph von Katte (1604–1665) ⚭ Ursula Sophia von Katte (a.d.H. Vieritz) (1611–1670)        | Heinrich Christoph von Katte (1604–1665) ⚭ Ursula Sophia von Katte (a.d.H. Vieritz) (1611–1670)        | Heinrich Christoph von Katte (1604–1665) ⚭ Ursula Sophia von Katte (a.d.H. Vieritz) (1611–1670)        | Heinrich Christoph von Katte (1604–1665) ⚭ Ursula Sophia von Katte (a.d.H. Vieritz) (1611–1670)        | Heinrich Christoph von Katte (1604–1665) ⚭ Ursula Sophia von Katte (a.d.H. Vieritz) (1611–1670)        | Heinrich Christoph von Katte (1604–1665) ⚭ Ursula Sophia von Katte (a.d.H. Vieritz) (1611–1670)        |  |  | Ottilie von Warnstedt (* 1570) ⚭ 1600 Hans von Katte auf Wust (1570–1622)                                             | Ottilie von Warnstedt (* 1570) ⚭ 1600 Hans von Katte auf Wust (1570–1622)                                             | Ottilie von Warnstedt (* 1570) ⚭ 1600 Hans von Katte auf Wust (1570–1622)                                             | Ottilie von Warnstedt (* 1570) ⚭ 1600 Hans von Katte auf Wust (1570–1622)                                             | Ottilie von Warnstedt (* 1570) ⚭ 1600 Hans von Katte auf Wust (1570–1622)                                             | Ottilie von Warnstedt (* 1570) ⚭ 1600 Hans von Katte auf Wust (1570–1622)                                             |  |  | Catharina von Restorff (1553– ~1590) ⚭ ~1565 Balthasar von Warnstedt (1516–1588)                               | Catharina von Restorff (1553– ~1590) ⚭ ~1565 Balthasar von Warnstedt (1516–1588)                               | Catharina von Restorff (1553– ~1590) ⚭ ~1565 Balthasar von Warnstedt (1516–1588)                               | Catharina von Restorff (1553– ~1590) ⚭ ~1565 Balthasar von Warnstedt (1516–1588)                               | Catharina von Restorff (1553– ~1590) ⚭ ~1565 Balthasar von Warnstedt (1516–1588)                               | Catharina von Restorff (1553– ~1590) ⚭ ~1565 Balthasar von Warnstedt (1516–1588)                               |  |  |                                                                                             |                                                                                             |                                                                                             |                                                                                             |                                                                                             |                                                                                             |  |  |  |  |  |  |  |  |  |  |  |  |  |  |  |  |  |  |  |  |  |  |  |  |  |  |  |  |  |  |  |  |  |  |  |  |  |  |  |  |  |  |  |  |  |  |  |  |  |  |  |  |  |  |  |  |  |  |  |  |  |  |  |  |  |  |
| | | | | | |  |  | | | | | | |  |  | | | | | | |  |  | | | | | | |  |  | | | | | | |  |  | | | | | | |  |  | | | | | | |  |  | | | | | | |  |  | | | | | | |  |  | | | | | | |  |  | | | | | | |  |  |                                                                                             |                                                                                             |                                                                                             |                                                                                             |                                                                                             |                                                                                             |  |  |  |  |  |  |  |  |  |  |  |  |  |  |  |  |  |  |  |  |  |  |  |  |  |  |  |  |  |  |  |  |  |  |  |  |  |  |  |  |  |  |  |  |  |  |  |  |  |  |  |  |  |  |  |  |  |  |  |  |  |  |  |  |  |  |
| | | | | | |  |  | | | | | | |  |  | | | | | | |  |  | | | | | | |  |  | | | | | | |  |  | | | | | | |  |  | Katharina Polyxena zu Solms-Rödelheim (1702–1765) ⚭ 1726 Christian Carl Reinhard von Leiningen-Dagsburg (1695–1766)   | Katharina Polyxena zu Solms-Rödelheim (1702–1765) ⚭ 1726 Christian Carl Reinhard von Leiningen-Dagsburg (1695–1766)   | Katharina Polyxena zu Solms-Rödelheim (1702–1765) ⚭ 1726 Christian Carl Reinhard von Leiningen-Dagsburg (1695–1766)   | Katharina Polyxena zu Solms-Rödelheim (1702–1765) ⚭ 1726 Christian Carl Reinhard von Leiningen-Dagsburg (1695–1766)   | Katharina Polyxena zu Solms-Rödelheim (1702–1765) ⚭ 1726 Christian Carl Reinhard von Leiningen-Dagsburg (1695–1766)   | Katharina Polyxena zu Solms-Rödelheim (1702–1765) ⚭ 1726 Christian Carl Reinhard von Leiningen-Dagsburg (1695–1766)   |  |  | Dorothea Sophie von Katte (a.d.H. Wust) (1669–1719) ⚭ 1694 August II. von Bismarck (1666–1732)                                    | Dorothea Sophie von Katte (a.d.H. Wust) (1669–1719) ⚭ 1694 August II. von Bismarck (1666–1732)                                    | Dorothea Sophie von Katte (a.d.H. Wust) (1669–1719) ⚭ 1694 August II. von Bismarck (1666–1732)                                    | Dorothea Sophie von Katte (a.d.H. Wust) (1669–1719) ⚭ 1694 August II. von Bismarck (1666–1732)                                    | Dorothea Sophie von Katte (a.d.H. Wust) (1669–1719) ⚭ 1694 August II. von Bismarck (1666–1732)                                    | Dorothea Sophie von Katte (a.d.H. Wust) (1669–1719) ⚭ 1694 August II. von Bismarck (1666–1732)                                    |  |  | | | | | | |  |  | | | | | | |  |  | | | | | | |  |  |                                                                                             |                                                                                             |                                                                                             |                                                                                             |                                                                                             |                                                                                             |  |  |  |  |  |  |  |  |  |  |  |  |  |  |  |  |  |  |  |  |  |  |  |  |  |  |  |  |  |  |  |  |  |  |  |  |  |  |  |  |  |  |  |  |  |  |  |  |  |  |  |  |  |  |  |  |  |  |  |  |  |  |  |  |  |  |
| | | | | | |  |  | | | | | | |  |  | | | | | | |  |  | | | | | | |  |  | | | | | | |  |  | | | | | | |  |  | Katharina Polyxena zu Solms-Rödelheim (1702–1765) ⚭ 1726 Christian Carl Reinhard von Leiningen-Dagsburg (1695–1766)   | Katharina Polyxena zu Solms-Rödelheim (1702–1765) ⚭ 1726 Christian Carl Reinhard von Leiningen-Dagsburg (1695–1766)   | Katharina Polyxena zu Solms-Rödelheim (1702–1765) ⚭ 1726 Christian Carl Reinhard von Leiningen-Dagsburg (1695–1766)   | Katharina Polyxena zu Solms-Rödelheim (1702–1765) ⚭ 1726 Christian Carl Reinhard von Leiningen-Dagsburg (1695–1766)   | Katharina Polyxena zu Solms-Rödelheim (1702–1765) ⚭ 1726 Christian Carl Reinhard von Leiningen-Dagsburg (1695–1766)   | Katharina Polyxena zu Solms-Rödelheim (1702–1765) ⚭ 1726 Christian Carl Reinhard von Leiningen-Dagsburg (1695–1766)   |  |  | Dorothea Sophie von Katte (a.d.H. Wust) (1669–1719) ⚭ 1694 August II. von Bismarck (1666–1732)                                    | Dorothea Sophie von Katte (a.d.H. Wust) (1669–1719) ⚭ 1694 August II. von Bismarck (1666–1732)                                    | Dorothea Sophie von Katte (a.d.H. Wust) (1669–1719) ⚭ 1694 August II. von Bismarck (1666–1732)                                    | Dorothea Sophie von Katte (a.d.H. Wust) (1669–1719) ⚭ 1694 August II. von Bismarck (1666–1732)                                    | Dorothea Sophie von Katte (a.d.H. Wust) (1669–1719) ⚭ 1694 August II. von Bismarck (1666–1732)                                    | Dorothea Sophie von Katte (a.d.H. Wust) (1669–1719) ⚭ 1694 August II. von Bismarck (1666–1732)                                    |  |  | | | | | | |  |  | | | | | | |  |  | | | | | | |  |  |                                                                                             |                                                                                             |                                                                                             |                                                                                             |                                                                                             |                                                                                             |  |  |  |  |  |  |  |  |  |  |  |  |  |  |  |  |  |  |  |  |  |  |  |  |  |  |  |  |  |  |  |  |  |  |  |  |  |  |  |  |  |  |  |  |  |  |  |  |  |  |  |  |  |  |  |  |  |  |  |  |  |  |  |  |  |  |
| | | | | | |  |  | | | | | | |  |  | | | | | | |  |  | | | | | | |  |  | | | | | | |  |  | | | | | | |  |  | | | | | | |  |  | | | | | | |  |  | | | | | | |  |  | | | | | | |  |  | | | | | | |  |  |                                                                                             |                                                                                             |                                                                                             |                                                                                             |                                                                                             |                                                                                             |  |  |  |  |  |  |  |  |  |  |  |  |  |  |  |  |  |  |  |  |  |  |  |  |  |  |  |  |  |  |  |  |  |  |  |  |  |  |  |  |  |  |  |  |  |  |  |  |  |  |  |  |  |  |  |  |  |  |  |  |  |  |  |  |  |  |
| | | | | | |  |  | | | | | | |  |  | | | | | | |  |  | | | | | | |  |  | | | | | | |  |  | Maria Luise Albertine zu Leiningen-Dagsburg-Falkenburg (1729–1818) ⚭ 1748 Georg Wilhelm von Hessen-Darmstadt (1722–1782)                | Maria Luise Albertine zu Leiningen-Dagsburg-Falkenburg (1729–1818) ⚭ 1748 Georg Wilhelm von Hessen-Darmstadt (1722–1782)                | Maria Luise Albertine zu Leiningen-Dagsburg-Falkenburg (1729–1818) ⚭ 1748 Georg Wilhelm von Hessen-Darmstadt (1722–1782)                | Maria Luise Albertine zu Leiningen-Dagsburg-Falkenburg (1729–1818) ⚭ 1748 Georg Wilhelm von Hessen-Darmstadt (1722–1782)                | Maria Luise Albertine zu Leiningen-Dagsburg-Falkenburg (1729–1818) ⚭ 1748 Georg Wilhelm von Hessen-Darmstadt (1722–1782)                | Maria Luise Albertine zu Leiningen-Dagsburg-Falkenburg (1729–1818) ⚭ 1748 Georg Wilhelm von Hessen-Darmstadt (1722–1782)                |  |  | Karoline Felicitas zu Leiningen-Langsberg-Heidesheim (1734–1810) ⚭ 1760 Karl Wilhelm von Nassau-Usingen (1735–1803)   | Karoline Felicitas zu Leiningen-Langsberg-Heidesheim (1734–1810) ⚭ 1760 Karl Wilhelm von Nassau-Usingen (1735–1803)   | Karoline Felicitas zu Leiningen-Langsberg-Heidesheim (1734–1810) ⚭ 1760 Karl Wilhelm von Nassau-Usingen (1735–1803)   | Karoline Felicitas zu Leiningen-Langsberg-Heidesheim (1734–1810) ⚭ 1760 Karl Wilhelm von Nassau-Usingen (1735–1803)   | Karoline Felicitas zu Leiningen-Langsberg-Heidesheim (1734–1810) ⚭ 1760 Karl Wilhelm von Nassau-Usingen (1735–1803)   | Karoline Felicitas zu Leiningen-Langsberg-Heidesheim (1734–1810) ⚭ 1760 Karl Wilhelm von Nassau-Usingen (1735–1803)   |  |  | August Friedrich I. von Bismarck (1695–1742) ⚭ 1724 Stephana Charlotte von Dewitz (1706–1735)                                     | August Friedrich I. von Bismarck (1695–1742) ⚭ 1724 Stephana Charlotte von Dewitz (1706–1735)                                     | August Friedrich I. von Bismarck (1695–1742) ⚭ 1724 Stephana Charlotte von Dewitz (1706–1735)                                     | August Friedrich I. von Bismarck (1695–1742) ⚭ 1724 Stephana Charlotte von Dewitz (1706–1735)                                     | August Friedrich I. von Bismarck (1695–1742) ⚭ 1724 Stephana Charlotte von Dewitz (1706–1735)                                     | August Friedrich I. von Bismarck (1695–1742) ⚭ 1724 Stephana Charlotte von Dewitz (1706–1735)                                     |  |  | | | | | | |  |  | | | | | | |  |  | | | | | | |  |  |                                                                                             |                                                                                             |                                                                                             |                                                                                             |                                                                                             |                                                                                             |  |  |  |  |  |  |  |  |  |  |  |  |  |  |  |  |  |  |  |  |  |  |  |  |  |  |  |  |  |  |  |  |  |  |  |  |  |  |  |  |  |  |  |  |  |  |  |  |  |  |  |  |  |  |  |  |  |  |  |  |  |  |  |  |  |  |
| | | | | | |  |  | | | | | | |  |  | | | | | | |  |  | | | | | | |  |  | | | | | | |  |  | Maria Luise Albertine zu Leiningen-Dagsburg-Falkenburg (1729–1818) ⚭ 1748 Georg Wilhelm von Hessen-Darmstadt (1722–1782)                | Maria Luise Albertine zu Leiningen-Dagsburg-Falkenburg (1729–1818) ⚭ 1748 Georg Wilhelm von Hessen-Darmstadt (1722–1782)                | Maria Luise Albertine zu Leiningen-Dagsburg-Falkenburg (1729–1818) ⚭ 1748 Georg Wilhelm von Hessen-Darmstadt (1722–1782)                | Maria Luise Albertine zu Leiningen-Dagsburg-Falkenburg (1729–1818) ⚭ 1748 Georg Wilhelm von Hessen-Darmstadt (1722–1782)                | Maria Luise Albertine zu Leiningen-Dagsburg-Falkenburg (1729–1818) ⚭ 1748 Georg Wilhelm von Hessen-Darmstadt (1722–1782)                | Maria Luise Albertine zu Leiningen-Dagsburg-Falkenburg (1729–1818) ⚭ 1748 Georg Wilhelm von Hessen-Darmstadt (1722–1782)                |  |  | Karoline Felicitas zu Leiningen-Langsberg-Heidesheim (1734–1810) ⚭ 1760 Karl Wilhelm von Nassau-Usingen (1735–1803)   | Karoline Felicitas zu Leiningen-Langsberg-Heidesheim (1734–1810) ⚭ 1760 Karl Wilhelm von Nassau-Usingen (1735–1803)   | Karoline Felicitas zu Leiningen-Langsberg-Heidesheim (1734–1810) ⚭ 1760 Karl Wilhelm von Nassau-Usingen (1735–1803)   | Karoline Felicitas zu Leiningen-Langsberg-Heidesheim (1734–1810) ⚭ 1760 Karl Wilhelm von Nassau-Usingen (1735–1803)   | Karoline Felicitas zu Leiningen-Langsberg-Heidesheim (1734–1810) ⚭ 1760 Karl Wilhelm von Nassau-Usingen (1735–1803)   | Karoline Felicitas zu Leiningen-Langsberg-Heidesheim (1734–1810) ⚭ 1760 Karl Wilhelm von Nassau-Usingen (1735–1803)   |  |  | August Friedrich I. von Bismarck (1695–1742) ⚭ 1724 Stephana Charlotte von Dewitz (1706–1735)                                     | August Friedrich I. von Bismarck (1695–1742) ⚭ 1724 Stephana Charlotte von Dewitz (1706–1735)                                     | August Friedrich I. von Bismarck (1695–1742) ⚭ 1724 Stephana Charlotte von Dewitz (1706–1735)                                     | August Friedrich I. von Bismarck (1695–1742) ⚭ 1724 Stephana Charlotte von Dewitz (1706–1735)                                     | August Friedrich I. von Bismarck (1695–1742) ⚭ 1724 Stephana Charlotte von Dewitz (1706–1735)                                     | August Friedrich I. von Bismarck (1695–1742) ⚭ 1724 Stephana Charlotte von Dewitz (1706–1735)                                     |  |  | | | | | | |  |  | | | | | | |  |  | | | | | | |  |  |                                                                                             |                                                                                             |                                                                                             |                                                                                             |                                                                                             |                                                                                             |  |  |  |  |  |  |  |  |  |  |  |  |  |  |  |  |  |  |  |  |  |  |  |  |  |  |  |  |  |  |  |  |  |  |  |  |  |  |  |  |  |  |  |  |  |  |  |  |  |  |  |  |  |  |  |  |  |  |  |  |  |  |  |  |  |  |
| | | | | | |  |  | | | | | | |  |  | | | | | | |  |  | | | | | | |  |  | | | | | | |  |  | | | | | | |  |  | | | | | | |  |  | | | | | | |  |  | | | | | | |  |  | | | | | | |  |  | | | | | | |  |  |                                                                                             |                                                                                             |                                                                                             |                                                                                             |                                                                                             |                                                                                             |  |  |  |  |  |  |  |  |  |  |  |  |  |  |  |  |  |  |  |  |  |  |  |  |  |  |  |  |  |  |  |  |  |  |  |  |  |  |  |  |  |  |  |  |  |  |  |  |  |  |  |  |  |  |  |  |  |  |  |  |  |  |  |  |  |  |
| | | | | | |  |  | | | | | | |  |  | Friederike Caroline Luise von Hessen-Darmstadt (1752–1782) ⚭1768 Karl II. von Mecklenburg-Strelitz (1741–1816) | Friederike Caroline Luise von Hessen-Darmstadt (1752–1782) ⚭1768 Karl II. von Mecklenburg-Strelitz (1741–1816) | Friederike Caroline Luise von Hessen-Darmstadt (1752–1782) ⚭1768 Karl II. von Mecklenburg-Strelitz (1741–1816) | Friederike Caroline Luise von Hessen-Darmstadt (1752–1782) ⚭1768 Karl II. von Mecklenburg-Strelitz (1741–1816) | Friederike Caroline Luise von Hessen-Darmstadt (1752–1782) ⚭1768 Karl II. von Mecklenburg-Strelitz (1741–1816) | Friederike Caroline Luise von Hessen-Darmstadt (1752–1782) ⚭1768 Karl II. von Mecklenburg-Strelitz (1741–1816) |  |  | | | | | | |  |  | Auguste Wilhelmine von Hessen-Darmstadt (1765–1796) ⚭ 1785 Maximilian I. Joseph König von Bayern 1805–1825 (1756–1825)        | Auguste Wilhelmine von Hessen-Darmstadt (1765–1796) ⚭ 1785 Maximilian I. Joseph König von Bayern 1805–1825 (1756–1825)        | Auguste Wilhelmine von Hessen-Darmstadt (1765–1796) ⚭ 1785 Maximilian I. Joseph König von Bayern 1805–1825 (1756–1825)        | Auguste Wilhelmine von Hessen-Darmstadt (1765–1796) ⚭ 1785 Maximilian I. Joseph König von Bayern 1805–1825 (1756–1825)        | Auguste Wilhelmine von Hessen-Darmstadt (1765–1796) ⚭ 1785 Maximilian I. Joseph König von Bayern 1805–1825 (1756–1825)        | Auguste Wilhelmine von Hessen-Darmstadt (1765–1796) ⚭ 1785 Maximilian I. Joseph König von Bayern 1805–1825 (1756–1825)        |  |  | Luise Henriette Karoline von Hessen-Darmstadt (1761–1829) ⚭ 1777 Ludwig I. von Hessen-Darmstadt (1753–1830)                             | Luise Henriette Karoline von Hessen-Darmstadt (1761–1829) ⚭ 1777 Ludwig I. von Hessen-Darmstadt (1753–1830)                             | Luise Henriette Karoline von Hessen-Darmstadt (1761–1829) ⚭ 1777 Ludwig I. von Hessen-Darmstadt (1753–1830)                             | Luise Henriette Karoline von Hessen-Darmstadt (1761–1829) ⚭ 1777 Ludwig I. von Hessen-Darmstadt (1753–1830)                             | Luise Henriette Karoline von Hessen-Darmstadt (1761–1829) ⚭ 1777 Ludwig I. von Hessen-Darmstadt (1753–1830)                             | Luise Henriette Karoline von Hessen-Darmstadt (1761–1829) ⚭ 1777 Ludwig I. von Hessen-Darmstadt (1753–1830)                             |  |  | Karoline Polyxena von Nassau-Usingen (1762–1823) ⚭ 1786 Friedrich von Hessen-Kassel-Rumpenheim (1747–1837)            | Karoline Polyxena von Nassau-Usingen (1762–1823) ⚭ 1786 Friedrich von Hessen-Kassel-Rumpenheim (1747–1837)            | Karoline Polyxena von Nassau-Usingen (1762–1823) ⚭ 1786 Friedrich von Hessen-Kassel-Rumpenheim (1747–1837)            | Karoline Polyxena von Nassau-Usingen (1762–1823) ⚭ 1786 Friedrich von Hessen-Kassel-Rumpenheim (1747–1837)            | Karoline Polyxena von Nassau-Usingen (1762–1823) ⚭ 1786 Friedrich von Hessen-Kassel-Rumpenheim (1747–1837)            | Karoline Polyxena von Nassau-Usingen (1762–1823) ⚭ 1786 Friedrich von Hessen-Kassel-Rumpenheim (1747–1837)            |  |  | Karl Alexander von Bismarck (1727–1797) ⚭ 1762 Christiane Charlotte Gottliebe von Schönfeldt (1741–1772)                          | Karl Alexander von Bismarck (1727–1797) ⚭ 1762 Christiane Charlotte Gottliebe von Schönfeldt (1741–1772)                          | Karl Alexander von Bismarck (1727–1797) ⚭ 1762 Christiane Charlotte Gottliebe von Schönfeldt (1741–1772)                          | Karl Alexander von Bismarck (1727–1797) ⚭ 1762 Christiane Charlotte Gottliebe von Schönfeldt (1741–1772)                          | Karl Alexander von Bismarck (1727–1797) ⚭ 1762 Christiane Charlotte Gottliebe von Schönfeldt (1741–1772)                          | Karl Alexander von Bismarck (1727–1797) ⚭ 1762 Christiane Charlotte Gottliebe von Schönfeldt (1741–1772)                          |  |  | | | | | | |  |  | | | | | | |  |  | | | | | | |  |  |                                                                                             |                                                                                             |                                                                                             |                                                                                             |                                                                                             |                                                                                             |  |  |  |  |  |  |  |  |  |  |  |  |  |  |  |  |  |  |  |  |  |  |  |  |  |  |  |  |  |  |  |  |  |  |  |  |  |  |  |  |  |  |  |  |  |  |  |  |  |  |  |  |  |  |  |  |  |  |  |  |  |  |  |  |  |  |
| | | | | | |  |  | | | | | | |  |  | Friederike Caroline Luise von Hessen-Darmstadt (1752–1782) ⚭1768 Karl II. von Mecklenburg-Strelitz (1741–1816) | Friederike Caroline Luise von Hessen-Darmstadt (1752–1782) ⚭1768 Karl II. von Mecklenburg-Strelitz (1741–1816) | Friederike Caroline Luise von Hessen-Darmstadt (1752–1782) ⚭1768 Karl II. von Mecklenburg-Strelitz (1741–1816) | Friederike Caroline Luise von Hessen-Darmstadt (1752–1782) ⚭1768 Karl II. von Mecklenburg-Strelitz (1741–1816) | Friederike Caroline Luise von Hessen-Darmstadt (1752–1782) ⚭1768 Karl II. von Mecklenburg-Strelitz (1741–1816) | Friederike Caroline Luise von Hessen-Darmstadt (1752–1782) ⚭1768 Karl II. von Mecklenburg-Strelitz (1741–1816) |  |  | | | | | | |  |  | Auguste Wilhelmine von Hessen-Darmstadt (1765–1796) ⚭ 1785 Maximilian I. Joseph König von Bayern 1805–1825 (1756–1825)        | Auguste Wilhelmine von Hessen-Darmstadt (1765–1796) ⚭ 1785 Maximilian I. Joseph König von Bayern 1805–1825 (1756–1825)        | Auguste Wilhelmine von Hessen-Darmstadt (1765–1796) ⚭ 1785 Maximilian I. Joseph König von Bayern 1805–1825 (1756–1825)        | Auguste Wilhelmine von Hessen-Darmstadt (1765–1796) ⚭ 1785 Maximilian I. Joseph König von Bayern 1805–1825 (1756–1825)        | Auguste Wilhelmine von Hessen-Darmstadt (1765–1796) ⚭ 1785 Maximilian I. Joseph König von Bayern 1805–1825 (1756–1825)        | Auguste Wilhelmine von Hessen-Darmstadt (1765–1796) ⚭ 1785 Maximilian I. Joseph König von Bayern 1805–1825 (1756–1825)        |  |  | Luise Henriette Karoline von Hessen-Darmstadt (1761–1829) ⚭ 1777 Ludwig I. von Hessen-Darmstadt (1753–1830)                             | Luise Henriette Karoline von Hessen-Darmstadt (1761–1829) ⚭ 1777 Ludwig I. von Hessen-Darmstadt (1753–1830)                             | Luise Henriette Karoline von Hessen-Darmstadt (1761–1829) ⚭ 1777 Ludwig I. von Hessen-Darmstadt (1753–1830)                             | Luise Henriette Karoline von Hessen-Darmstadt (1761–1829) ⚭ 1777 Ludwig I. von Hessen-Darmstadt (1753–1830)                             | Luise Henriette Karoline von Hessen-Darmstadt (1761–1829) ⚭ 1777 Ludwig I. von Hessen-Darmstadt (1753–1830)                             | Luise Henriette Karoline von Hessen-Darmstadt (1761–1829) ⚭ 1777 Ludwig I. von Hessen-Darmstadt (1753–1830)                             |  |  | Karoline Polyxena von Nassau-Usingen (1762–1823) ⚭ 1786 Friedrich von Hessen-Kassel-Rumpenheim (1747–1837)            | Karoline Polyxena von Nassau-Usingen (1762–1823) ⚭ 1786 Friedrich von Hessen-Kassel-Rumpenheim (1747–1837)            | Karoline Polyxena von Nassau-Usingen (1762–1823) ⚭ 1786 Friedrich von Hessen-Kassel-Rumpenheim (1747–1837)            | Karoline Polyxena von Nassau-Usingen (1762–1823) ⚭ 1786 Friedrich von Hessen-Kassel-Rumpenheim (1747–1837)            | Karoline Polyxena von Nassau-Usingen (1762–1823) ⚭ 1786 Friedrich von Hessen-Kassel-Rumpenheim (1747–1837)            | Karoline Polyxena von Nassau-Usingen (1762–1823) ⚭ 1786 Friedrich von Hessen-Kassel-Rumpenheim (1747–1837)            |  |  | Karl Alexander von Bismarck (1727–1797) ⚭ 1762 Christiane Charlotte Gottliebe von Schönfeldt (1741–1772)                          | Karl Alexander von Bismarck (1727–1797) ⚭ 1762 Christiane Charlotte Gottliebe von Schönfeldt (1741–1772)                          | Karl Alexander von Bismarck (1727–1797) ⚭ 1762 Christiane Charlotte Gottliebe von Schönfeldt (1741–1772)                          | Karl Alexander von Bismarck (1727–1797) ⚭ 1762 Christiane Charlotte Gottliebe von Schönfeldt (1741–1772)                          | Karl Alexander von Bismarck (1727–1797) ⚭ 1762 Christiane Charlotte Gottliebe von Schönfeldt (1741–1772)                          | Karl Alexander von Bismarck (1727–1797) ⚭ 1762 Christiane Charlotte Gottliebe von Schönfeldt (1741–1772)                          |  |  | | | | | | |  |  | | | | | | |  |  | | | | | | |  |  |                                                                                             |                                                                                             |                                                                                             |                                                                                             |                                                                                             |                                                                                             |  |  |  |  |  |  |  |  |  |  |  |  |  |  |  |  |  |  |  |  |  |  |  |  |  |  |  |  |  |  |  |  |  |  |  |  |  |  |  |  |  |  |  |  |  |  |  |  |  |  |  |  |  |  |  |  |  |  |  |  |  |  |  |  |  |  |
| | | | | | |  |  | | | | | | |  |  | | | | | | |  |  | | | | | | |  |  | | | | | | |  |  | | | | | | |  |  | | | | | | |  |  | | | | | | |  |  | | | | | | |  |  | | | | | | |  |  | | | | | | |  |  |                                                                                             |                                                                                             |                                                                                             |                                                                                             |                                                                                             |                                                                                             |  |  |  |  |  |  |  |  |  |  |  |  |  |  |  |  |  |  |  |  |  |  |  |  |  |  |  |  |  |  |  |  |  |  |  |  |  |  |  |  |  |  |  |  |  |  |  |  |  |  |  |  |  |  |  |  |  |  |  |  |  |  |  |  |  |  |
| Friedrich Wilhelm IV. König von Preußen 1840–1861 (1795–1861) ⚭ 1823 Elisabeth Ludovika von Bayern (1801–1873)              | Friedrich Wilhelm IV. König von Preußen 1840–1861 (1795–1861) ⚭ 1823 Elisabeth Ludovika von Bayern (1801–1873)              | Friedrich Wilhelm IV. König von Preußen 1840–1861 (1795–1861) ⚭ 1823 Elisabeth Ludovika von Bayern (1801–1873)              | Friedrich Wilhelm IV. König von Preußen 1840–1861 (1795–1861) ⚭ 1823 Elisabeth Ludovika von Bayern (1801–1873)              | Friedrich Wilhelm IV. König von Preußen 1840–1861 (1795–1861) ⚭ 1823 Elisabeth Ludovika von Bayern (1801–1873)              | Friedrich Wilhelm IV. König von Preußen 1840–1861 (1795–1861) ⚭ 1823 Elisabeth Ludovika von Bayern (1801–1873)              |  |  | Friederike zu Mecklenburg (1778–1841) ⚭ 1815 Ernst August I. König von Hannover 1837–1851 (1770–1840)                                              | Friederike zu Mecklenburg (1778–1841) ⚭ 1815 Ernst August I. König von Hannover 1837–1851 (1770–1840)                                              | Friederike zu Mecklenburg (1778–1841) ⚭ 1815 Ernst August I. König von Hannover 1837–1851 (1770–1840)                                              | Friederike zu Mecklenburg (1778–1841) ⚭ 1815 Ernst August I. König von Hannover 1837–1851 (1770–1840)                                              | Friederike zu Mecklenburg (1778–1841) ⚭ 1815 Ernst August I. König von Hannover 1837–1851 (1770–1840)                                              | Friederike zu Mecklenburg (1778–1841) ⚭ 1815 Ernst August I. König von Hannover 1837–1851 (1770–1840)                                              |  |  | Luise Königin von Preußen (1776–1810) ⚭ 1793 König Friedrich Wilhelm III. von Preußen 1797–1840 (1771–1851)    | Luise Königin von Preußen (1776–1810) ⚭ 1793 König Friedrich Wilhelm III. von Preußen 1797–1840 (1771–1851)    | Luise Königin von Preußen (1776–1810) ⚭ 1793 König Friedrich Wilhelm III. von Preußen 1797–1840 (1771–1851)    | Luise Königin von Preußen (1776–1810) ⚭ 1793 König Friedrich Wilhelm III. von Preußen 1797–1840 (1771–1851)    | Luise Königin von Preußen (1776–1810) ⚭ 1793 König Friedrich Wilhelm III. von Preußen 1797–1840 (1771–1851)    | Luise Königin von Preußen (1776–1810) ⚭ 1793 König Friedrich Wilhelm III. von Preußen 1797–1840 (1771–1851)    |  |  | Karoline Augusta Kaiserin von Österreich 1816–1835 Königin von Ungarn 1825–1835 (1792–1873) ⚭ 1816 Kaiser Franz I. von Österreich 1804–1835 (1768–1835) | Karoline Augusta Kaiserin von Österreich 1816–1835 Königin von Ungarn 1825–1835 (1792–1873) ⚭ 1816 Kaiser Franz I. von Österreich 1804–1835 (1768–1835) | Karoline Augusta Kaiserin von Österreich 1816–1835 Königin von Ungarn 1825–1835 (1792–1873) ⚭ 1816 Kaiser Franz I. von Österreich 1804–1835 (1768–1835) | Karoline Augusta Kaiserin von Österreich 1816–1835 Königin von Ungarn 1825–1835 (1792–1873) ⚭ 1816 Kaiser Franz I. von Österreich 1804–1835 (1768–1835) | Karoline Augusta Kaiserin von Österreich 1816–1835 Königin von Ungarn 1825–1835 (1792–1873) ⚭ 1816 Kaiser Franz I. von Österreich 1804–1835 (1768–1835) | Karoline Augusta Kaiserin von Österreich 1816–1835 Königin von Ungarn 1825–1835 (1792–1873) ⚭ 1816 Kaiser Franz I. von Österreich 1804–1835 (1768–1835) |  |  | Auguste von Bayern (1788–1851) ⚭ 1806 Eugène de Beauharnais (1781–1824) Stiefsohn von Napoleon Bonaparte Kaiser der Franzosen | Auguste von Bayern (1788–1851) ⚭ 1806 Eugène de Beauharnais (1781–1824) Stiefsohn von Napoleon Bonaparte Kaiser der Franzosen | Auguste von Bayern (1788–1851) ⚭ 1806 Eugène de Beauharnais (1781–1824) Stiefsohn von Napoleon Bonaparte Kaiser der Franzosen | Auguste von Bayern (1788–1851) ⚭ 1806 Eugène de Beauharnais (1781–1824) Stiefsohn von Napoleon Bonaparte Kaiser der Franzosen | Auguste von Bayern (1788–1851) ⚭ 1806 Eugène de Beauharnais (1781–1824) Stiefsohn von Napoleon Bonaparte Kaiser der Franzosen | Auguste von Bayern (1788–1851) ⚭ 1806 Eugène de Beauharnais (1781–1824) Stiefsohn von Napoleon Bonaparte Kaiser der Franzosen |  |  | Ludwig II. von Hessen und bei Rhein (1777–1848) ⚭ 1804 Wilhelmine von Baden (1788–1836)                                                 | Ludwig II. von Hessen und bei Rhein (1777–1848) ⚭ 1804 Wilhelmine von Baden (1788–1836)                                                 | Ludwig II. von Hessen und bei Rhein (1777–1848) ⚭ 1804 Wilhelmine von Baden (1788–1836)                                                 | Ludwig II. von Hessen und bei Rhein (1777–1848) ⚭ 1804 Wilhelmine von Baden (1788–1836)                                                 | Ludwig II. von Hessen und bei Rhein (1777–1848) ⚭ 1804 Wilhelmine von Baden (1788–1836)                                                 | Ludwig II. von Hessen und bei Rhein (1777–1848) ⚭ 1804 Wilhelmine von Baden (1788–1836)                                                 |  |  | Wilhelm von Hessen-Kassel (1787–1867) ⚭ 1810 Louise Charlotte von Dänemark (1789–1864)                                | Wilhelm von Hessen-Kassel (1787–1867) ⚭ 1810 Louise Charlotte von Dänemark (1789–1864)                                | Wilhelm von Hessen-Kassel (1787–1867) ⚭ 1810 Louise Charlotte von Dänemark (1789–1864)                                | Wilhelm von Hessen-Kassel (1787–1867) ⚭ 1810 Louise Charlotte von Dänemark (1789–1864)                                | Wilhelm von Hessen-Kassel (1787–1867) ⚭ 1810 Louise Charlotte von Dänemark (1789–1864)                                | Wilhelm von Hessen-Kassel (1787–1867) ⚭ 1810 Louise Charlotte von Dänemark (1789–1864)                                |  |  | Karl Wilhelm Ferdinand von Bismarck (1771–1845) ⚭ 1806 Wilhelmine Luise Mencken (1789–1839)                                       | Karl Wilhelm Ferdinand von Bismarck (1771–1845) ⚭ 1806 Wilhelmine Luise Mencken (1789–1839)                                       | Karl Wilhelm Ferdinand von Bismarck (1771–1845) ⚭ 1806 Wilhelmine Luise Mencken (1789–1839)                                       | Karl Wilhelm Ferdinand von Bismarck (1771–1845) ⚭ 1806 Wilhelmine Luise Mencken (1789–1839)                                       | Karl Wilhelm Ferdinand von Bismarck (1771–1845) ⚭ 1806 Wilhelmine Luise Mencken (1789–1839)                                       | Karl Wilhelm Ferdinand von Bismarck (1771–1845) ⚭ 1806 Wilhelmine Luise Mencken (1789–1839)                                       |  |  | | | | | | |  |  | König Ludwig I. von Bayern 1825–1848 (1786–1868) ⚭ 1810 Prinzessin Therese von Sachsen-Hildburghausen (1792–1854)     | König Ludwig I. von Bayern 1825–1848 (1786–1868) ⚭ 1810 Prinzessin Therese von Sachsen-Hildburghausen (1792–1854)     | König Ludwig I. von Bayern 1825–1848 (1786–1868) ⚭ 1810 Prinzessin Therese von Sachsen-Hildburghausen (1792–1854)     | König Ludwig I. von Bayern 1825–1848 (1786–1868) ⚭ 1810 Prinzessin Therese von Sachsen-Hildburghausen (1792–1854)     | König Ludwig I. von Bayern 1825–1848 (1786–1868) ⚭ 1810 Prinzessin Therese von Sachsen-Hildburghausen (1792–1854)     | König Ludwig I. von Bayern 1825–1848 (1786–1868) ⚭ 1810 Prinzessin Therese von Sachsen-Hildburghausen (1792–1854)     |  |  | | | | | | |  |  |                                                                                             |                                                                                             |                                                                                             |                                                                                             |                                                                                             |                                                                                             |  |  |  |  |  |  |  |  |  |  |  |  |  |  |  |  |  |  |  |  |  |  |  |  |  |  |  |  |  |  |  |  |  |  |  |  |  |  |  |  |  |  |  |  |  |  |  |  |  |  |  |  |  |  |  |  |  |  |  |  |  |  |  |  |  |  |
| Friedrich Wilhelm IV. König von Preußen 1840–1861 (1795–1861) ⚭ 1823 Elisabeth Ludovika von Bayern (1801–1873)              | Friedrich Wilhelm IV. König von Preußen 1840–1861 (1795–1861) ⚭ 1823 Elisabeth Ludovika von Bayern (1801–1873)              | Friedrich Wilhelm IV. König von Preußen 1840–1861 (1795–1861) ⚭ 1823 Elisabeth Ludovika von Bayern (1801–1873)              | Friedrich Wilhelm IV. König von Preußen 1840–1861 (1795–1861) ⚭ 1823 Elisabeth Ludovika von Bayern (1801–1873)              | Friedrich Wilhelm IV. König von Preußen 1840–1861 (1795–1861) ⚭ 1823 Elisabeth Ludovika von Bayern (1801–1873)              | Friedrich Wilhelm IV. König von Preußen 1840–1861 (1795–1861) ⚭ 1823 Elisabeth Ludovika von Bayern (1801–1873)              |  |  | Friederike zu Mecklenburg (1778–1841) ⚭ 1815 Ernst August I. König von Hannover 1837–1851 (1770–1840)                                              | Friederike zu Mecklenburg (1778–1841) ⚭ 1815 Ernst August I. König von Hannover 1837–1851 (1770–1840)                                              | Friederike zu Mecklenburg (1778–1841) ⚭ 1815 Ernst August I. König von Hannover 1837–1851 (1770–1840)                                              | Friederike zu Mecklenburg (1778–1841) ⚭ 1815 Ernst August I. König von Hannover 1837–1851 (1770–1840)                                              | Friederike zu Mecklenburg (1778–1841) ⚭ 1815 Ernst August I. König von Hannover 1837–1851 (1770–1840)                                              | Friederike zu Mecklenburg (1778–1841) ⚭ 1815 Ernst August I. König von Hannover 1837–1851 (1770–1840)                                              |  |  | Luise Königin von Preußen (1776–1810) ⚭ 1793 König Friedrich Wilhelm III. von Preußen 1797–1840 (1771–1851)    | Luise Königin von Preußen (1776–1810) ⚭ 1793 König Friedrich Wilhelm III. von Preußen 1797–1840 (1771–1851)    | Luise Königin von Preußen (1776–1810) ⚭ 1793 König Friedrich Wilhelm III. von Preußen 1797–1840 (1771–1851)    | Luise Königin von Preußen (1776–1810) ⚭ 1793 König Friedrich Wilhelm III. von Preußen 1797–1840 (1771–1851)    | Luise Königin von Preußen (1776–1810) ⚭ 1793 König Friedrich Wilhelm III. von Preußen 1797–1840 (1771–1851)    | Luise Königin von Preußen (1776–1810) ⚭ 1793 König Friedrich Wilhelm III. von Preußen 1797–1840 (1771–1851)    |  |  | Karoline Augusta Kaiserin von Österreich 1816–1835 Königin von Ungarn 1825–1835 (1792–1873) ⚭ 1816 Kaiser Franz I. von Österreich 1804–1835 (1768–1835) | Karoline Augusta Kaiserin von Österreich 1816–1835 Königin von Ungarn 1825–1835 (1792–1873) ⚭ 1816 Kaiser Franz I. von Österreich 1804–1835 (1768–1835) | Karoline Augusta Kaiserin von Österreich 1816–1835 Königin von Ungarn 1825–1835 (1792–1873) ⚭ 1816 Kaiser Franz I. von Österreich 1804–1835 (1768–1835) | Karoline Augusta Kaiserin von Österreich 1816–1835 Königin von Ungarn 1825–1835 (1792–1873) ⚭ 1816 Kaiser Franz I. von Österreich 1804–1835 (1768–1835) | Karoline Augusta Kaiserin von Österreich 1816–1835 Königin von Ungarn 1825–1835 (1792–1873) ⚭ 1816 Kaiser Franz I. von Österreich 1804–1835 (1768–1835) | Karoline Augusta Kaiserin von Österreich 1816–1835 Königin von Ungarn 1825–1835 (1792–1873) ⚭ 1816 Kaiser Franz I. von Österreich 1804–1835 (1768–1835) |  |  | Auguste von Bayern (1788–1851) ⚭ 1806 Eugène de Beauharnais (1781–1824) Stiefsohn von Napoleon Bonaparte Kaiser der Franzosen | Auguste von Bayern (1788–1851) ⚭ 1806 Eugène de Beauharnais (1781–1824) Stiefsohn von Napoleon Bonaparte Kaiser der Franzosen | Auguste von Bayern (1788–1851) ⚭ 1806 Eugène de Beauharnais (1781–1824) Stiefsohn von Napoleon Bonaparte Kaiser der Franzosen | Auguste von Bayern (1788–1851) ⚭ 1806 Eugène de Beauharnais (1781–1824) Stiefsohn von Napoleon Bonaparte Kaiser der Franzosen | Auguste von Bayern (1788–1851) ⚭ 1806 Eugène de Beauharnais (1781–1824) Stiefsohn von Napoleon Bonaparte Kaiser der Franzosen | Auguste von Bayern (1788–1851) ⚭ 1806 Eugène de Beauharnais (1781–1824) Stiefsohn von Napoleon Bonaparte Kaiser der Franzosen |  |  | Ludwig II. von Hessen und bei Rhein (1777–1848) ⚭ 1804 Wilhelmine von Baden (1788–1836)                                                 | Ludwig II. von Hessen und bei Rhein (1777–1848) ⚭ 1804 Wilhelmine von Baden (1788–1836)                                                 | Ludwig II. von Hessen und bei Rhein (1777–1848) ⚭ 1804 Wilhelmine von Baden (1788–1836)                                                 | Ludwig II. von Hessen und bei Rhein (1777–1848) ⚭ 1804 Wilhelmine von Baden (1788–1836)                                                 | Ludwig II. von Hessen und bei Rhein (1777–1848) ⚭ 1804 Wilhelmine von Baden (1788–1836)                                                 | Ludwig II. von Hessen und bei Rhein (1777–1848) ⚭ 1804 Wilhelmine von Baden (1788–1836)                                                 |  |  | Wilhelm von Hessen-Kassel (1787–1867) ⚭ 1810 Louise Charlotte von Dänemark (1789–1864)                                | Wilhelm von Hessen-Kassel (1787–1867) ⚭ 1810 Louise Charlotte von Dänemark (1789–1864)                                | Wilhelm von Hessen-Kassel (1787–1867) ⚭ 1810 Louise Charlotte von Dänemark (1789–1864)                                | Wilhelm von Hessen-Kassel (1787–1867) ⚭ 1810 Louise Charlotte von Dänemark (1789–1864)                                | Wilhelm von Hessen-Kassel (1787–1867) ⚭ 1810 Louise Charlotte von Dänemark (1789–1864)                                | Wilhelm von Hessen-Kassel (1787–1867) ⚭ 1810 Louise Charlotte von Dänemark (1789–1864)                                |  |  | Karl Wilhelm Ferdinand von Bismarck (1771–1845) ⚭ 1806 Wilhelmine Luise Mencken (1789–1839)                                       | Karl Wilhelm Ferdinand von Bismarck (1771–1845) ⚭ 1806 Wilhelmine Luise Mencken (1789–1839)                                       | Karl Wilhelm Ferdinand von Bismarck (1771–1845) ⚭ 1806 Wilhelmine Luise Mencken (1789–1839)                                       | Karl Wilhelm Ferdinand von Bismarck (1771–1845) ⚭ 1806 Wilhelmine Luise Mencken (1789–1839)                                       | Karl Wilhelm Ferdinand von Bismarck (1771–1845) ⚭ 1806 Wilhelmine Luise Mencken (1789–1839)                                       | Karl Wilhelm Ferdinand von Bismarck (1771–1845) ⚭ 1806 Wilhelmine Luise Mencken (1789–1839)                                       |  |  | | | | | | |  |  | König Ludwig I. von Bayern 1825–1848 (1786–1868) ⚭ 1810 Prinzessin Therese von Sachsen-Hildburghausen (1792–1854)     | König Ludwig I. von Bayern 1825–1848 (1786–1868) ⚭ 1810 Prinzessin Therese von Sachsen-Hildburghausen (1792–1854)     | König Ludwig I. von Bayern 1825–1848 (1786–1868) ⚭ 1810 Prinzessin Therese von Sachsen-Hildburghausen (1792–1854)     | König Ludwig I. von Bayern 1825–1848 (1786–1868) ⚭ 1810 Prinzessin Therese von Sachsen-Hildburghausen (1792–1854)     | König Ludwig I. von Bayern 1825–1848 (1786–1868) ⚭ 1810 Prinzessin Therese von Sachsen-Hildburghausen (1792–1854)     | König Ludwig I. von Bayern 1825–1848 (1786–1868) ⚭ 1810 Prinzessin Therese von Sachsen-Hildburghausen (1792–1854)     |  |  | | | | | | |  |  |                                                                                             |                                                                                             |                                                                                             |                                                                                             |                                                                                             |                                                                                             |  |  |  |  |  |  |  |  |  |  |  |  |  |  |  |  |  |  |  |  |  |  |  |  |  |  |  |  |  |  |  |  |  |  |  |  |  |  |  |  |  |  |  |  |  |  |  |  |  |  |  |  |  |  |  |  |  |  |  |  |  |  |  |  |  |  |
| | | | | | |  |  | | | | | | |  |  | | | | | | |  |  | | | | | | |  |  | | | | | | |  |  | | | | | | |  |  | | | | | | |  |  | | | | | | |  |  | | | | | | |  |  | | | | | | |  |  | | | | | | |  |  |                                                                                             |                                                                                             |                                                                                             |                                                                                             |                                                                                             |                                                                                             |  |  |  |  |  |  |  |  |  |  |  |  |  |  |  |  |  |  |  |  |  |  |  |  |  |  |  |  |  |  |  |  |  |  |  |  |  |  |  |  |  |  |  |  |  |  |  |  |  |  |  |  |  |  |  |  |  |  |  |  |  |  |  |  |  |  |
| Kaiser Wilhelm I. 1871–1888 (1797–1888) ⚭ 1829 Augusta von Sachsen-Weimar-Eisenach (1811–1890)                              | Kaiser Wilhelm I. 1871–1888 (1797–1888) ⚭ 1829 Augusta von Sachsen-Weimar-Eisenach (1811–1890)                              | Kaiser Wilhelm I. 1871–1888 (1797–1888) ⚭ 1829 Augusta von Sachsen-Weimar-Eisenach (1811–1890)                              | Kaiser Wilhelm I. 1871–1888 (1797–1888) ⚭ 1829 Augusta von Sachsen-Weimar-Eisenach (1811–1890)                              | Kaiser Wilhelm I. 1871–1888 (1797–1888) ⚭ 1829 Augusta von Sachsen-Weimar-Eisenach (1811–1890)                              | Kaiser Wilhelm I. 1871–1888 (1797–1888) ⚭ 1829 Augusta von Sachsen-Weimar-Eisenach (1811–1890)                              |  |  | Kaiserin von Russland Charlotte von Preußen (1798–1860) ⚭ 1817 Zar Nikolaus I. Kaiser von Russland 1825–1855 König von Polen 1825–1830 (1796–1855) | Kaiserin von Russland Charlotte von Preußen (1798–1860) ⚭ 1817 Zar Nikolaus I. Kaiser von Russland 1825–1855 König von Polen 1825–1830 (1796–1855) | Kaiserin von Russland Charlotte von Preußen (1798–1860) ⚭ 1817 Zar Nikolaus I. Kaiser von Russland 1825–1855 König von Polen 1825–1830 (1796–1855) | Kaiserin von Russland Charlotte von Preußen (1798–1860) ⚭ 1817 Zar Nikolaus I. Kaiser von Russland 1825–1855 König von Polen 1825–1830 (1796–1855) | Kaiserin von Russland Charlotte von Preußen (1798–1860) ⚭ 1817 Zar Nikolaus I. Kaiser von Russland 1825–1855 König von Polen 1825–1830 (1796–1855) | Kaiserin von Russland Charlotte von Preußen (1798–1860) ⚭ 1817 Zar Nikolaus I. Kaiser von Russland 1825–1855 König von Polen 1825–1830 (1796–1855) |  |  | Alexandrine von Preußen (1803–1892) ⚭ 1822 Paul Friedrich Großherzog von Mecklenburg (1800–1842)               | Alexandrine von Preußen (1803–1892) ⚭ 1822 Paul Friedrich Großherzog von Mecklenburg (1800–1842)               | Alexandrine von Preußen (1803–1892) ⚭ 1822 Paul Friedrich Großherzog von Mecklenburg (1800–1842)               | Alexandrine von Preußen (1803–1892) ⚭ 1822 Paul Friedrich Großherzog von Mecklenburg (1800–1842)               | Alexandrine von Preußen (1803–1892) ⚭ 1822 Paul Friedrich Großherzog von Mecklenburg (1800–1842)               | Alexandrine von Preußen (1803–1892) ⚭ 1822 Paul Friedrich Großherzog von Mecklenburg (1800–1842)               |  |  | Kaiserin Amélie von Brasilien 1829–1831 (1812–1873) ⚭ 1829 Kaiser Peter I. von Brasilien 1822–1831 König Peter IV. von Portugal 1826 (1798–1834)        | Kaiserin Amélie von Brasilien 1829–1831 (1812–1873) ⚭ 1829 Kaiser Peter I. von Brasilien 1822–1831 König Peter IV. von Portugal 1826 (1798–1834)        | Kaiserin Amélie von Brasilien 1829–1831 (1812–1873) ⚭ 1829 Kaiser Peter I. von Brasilien 1822–1831 König Peter IV. von Portugal 1826 (1798–1834)        | Kaiserin Amélie von Brasilien 1829–1831 (1812–1873) ⚭ 1829 Kaiser Peter I. von Brasilien 1822–1831 König Peter IV. von Portugal 1826 (1798–1834)        | Kaiserin Amélie von Brasilien 1829–1831 (1812–1873) ⚭ 1829 Kaiser Peter I. von Brasilien 1822–1831 König Peter IV. von Portugal 1826 (1798–1834)        | Kaiserin Amélie von Brasilien 1829–1831 (1812–1873) ⚭ 1829 Kaiser Peter I. von Brasilien 1822–1831 König Peter IV. von Portugal 1826 (1798–1834)        |  |  | Josephine von Leuchtenberg (1807–1876) ⚭ 1823 Oskar I. König von Schweden und Norwegen 1844–1859 (1799–1859)                  | Josephine von Leuchtenberg (1807–1876) ⚭ 1823 Oskar I. König von Schweden und Norwegen 1844–1859 (1799–1859)                  | Josephine von Leuchtenberg (1807–1876) ⚭ 1823 Oskar I. König von Schweden und Norwegen 1844–1859 (1799–1859)                  | Josephine von Leuchtenberg (1807–1876) ⚭ 1823 Oskar I. König von Schweden und Norwegen 1844–1859 (1799–1859)                  | Josephine von Leuchtenberg (1807–1876) ⚭ 1823 Oskar I. König von Schweden und Norwegen 1844–1859 (1799–1859)                  | Josephine von Leuchtenberg (1807–1876) ⚭ 1823 Oskar I. König von Schweden und Norwegen 1844–1859 (1799–1859)                  |  |  | Alexander von Hessen-Darmstadt (1823–1888) ⚭ 1851 Julia Hauke (1825–1895)                                                               | Alexander von Hessen-Darmstadt (1823–1888) ⚭ 1851 Julia Hauke (1825–1895)                                                               | Alexander von Hessen-Darmstadt (1823–1888) ⚭ 1851 Julia Hauke (1825–1895)                                                               | Alexander von Hessen-Darmstadt (1823–1888) ⚭ 1851 Julia Hauke (1825–1895)                                                               | Alexander von Hessen-Darmstadt (1823–1888) ⚭ 1851 Julia Hauke (1825–1895)                                                               | Alexander von Hessen-Darmstadt (1823–1888) ⚭ 1851 Julia Hauke (1825–1895)                                                               |  |  | Louise von Hessen (1817–1898) ⚭ 1842 Christian IX. König von Dänemark 1863–1906 (1818–1906)                           | Louise von Hessen (1817–1898) ⚭ 1842 Christian IX. König von Dänemark 1863–1906 (1818–1906)                           | Louise von Hessen (1817–1898) ⚭ 1842 Christian IX. König von Dänemark 1863–1906 (1818–1906)                           | Louise von Hessen (1817–1898) ⚭ 1842 Christian IX. König von Dänemark 1863–1906 (1818–1906)                           | Louise von Hessen (1817–1898) ⚭ 1842 Christian IX. König von Dänemark 1863–1906 (1818–1906)                           | Louise von Hessen (1817–1898) ⚭ 1842 Christian IX. König von Dänemark 1863–1906 (1818–1906)                           |  |  | Otto von Bismarck Herzog von Lauenburg (1815–1898) ⚭ 1847 Johanna von Puttkamer (1824–1894)                                       | Otto von Bismarck Herzog von Lauenburg (1815–1898) ⚭ 1847 Johanna von Puttkamer (1824–1894)                                       | Otto von Bismarck Herzog von Lauenburg (1815–1898) ⚭ 1847 Johanna von Puttkamer (1824–1894)                                       | Otto von Bismarck Herzog von Lauenburg (1815–1898) ⚭ 1847 Johanna von Puttkamer (1824–1894)                                       | Otto von Bismarck Herzog von Lauenburg (1815–1898) ⚭ 1847 Johanna von Puttkamer (1824–1894)                                       | Otto von Bismarck Herzog von Lauenburg (1815–1898) ⚭ 1847 Johanna von Puttkamer (1824–1894)                                       |  |  | | | | | | |  |  | Otto I. König von Griechenland 1832–1862 (1815–1867) ⚭ 1836 Herzogin Amalie von Oldenburg (1818–1875)                 | Otto I. König von Griechenland 1832–1862 (1815–1867) ⚭ 1836 Herzogin Amalie von Oldenburg (1818–1875)                 | Otto I. König von Griechenland 1832–1862 (1815–1867) ⚭ 1836 Herzogin Amalie von Oldenburg (1818–1875)                 | Otto I. König von Griechenland 1832–1862 (1815–1867) ⚭ 1836 Herzogin Amalie von Oldenburg (1818–1875)                 | Otto I. König von Griechenland 1832–1862 (1815–1867) ⚭ 1836 Herzogin Amalie von Oldenburg (1818–1875)                 | Otto I. König von Griechenland 1832–1862 (1815–1867) ⚭ 1836 Herzogin Amalie von Oldenburg (1818–1875)                 |  |  | König Maximilian II. von Bayern 1848–1864 (1811–1864) ⚭ 1810 Prinzessin Marie von Preußen (1825–1889)          | König Maximilian II. von Bayern 1848–1864 (1811–1864) ⚭ 1810 Prinzessin Marie von Preußen (1825–1889)          | König Maximilian II. von Bayern 1848–1864 (1811–1864) ⚭ 1810 Prinzessin Marie von Preußen (1825–1889)          | König Maximilian II. von Bayern 1848–1864 (1811–1864) ⚭ 1810 Prinzessin Marie von Preußen (1825–1889)          | König Maximilian II. von Bayern 1848–1864 (1811–1864) ⚭ 1810 Prinzessin Marie von Preußen (1825–1889)          | König Maximilian II. von Bayern 1848–1864 (1811–1864) ⚭ 1810 Prinzessin Marie von Preußen (1825–1889)          |  |  |                                                                                             |                                                                                             |                                                                                             |                                                                                             |                                                                                             |                                                                                             |  |  |  |  |  |  |  |  |  |  |  |  |  |  |  |  |  |  |  |  |  |  |  |  |  |  |  |  |  |  |  |  |  |  |  |  |  |  |  |  |  |  |  |  |  |  |  |  |  |  |  |  |  |  |  |  |  |  |  |  |  |  |  |  |  |  |
| Kaiser Wilhelm I. 1871–1888 (1797–1888) ⚭ 1829 Augusta von Sachsen-Weimar-Eisenach (1811–1890)                              | Kaiser Wilhelm I. 1871–1888 (1797–1888) ⚭ 1829 Augusta von Sachsen-Weimar-Eisenach (1811–1890)                              | Kaiser Wilhelm I. 1871–1888 (1797–1888) ⚭ 1829 Augusta von Sachsen-Weimar-Eisenach (1811–1890)                              | Kaiser Wilhelm I. 1871–1888 (1797–1888) ⚭ 1829 Augusta von Sachsen-Weimar-Eisenach (1811–1890)                              | Kaiser Wilhelm I. 1871–1888 (1797–1888) ⚭ 1829 Augusta von Sachsen-Weimar-Eisenach (1811–1890)                              | Kaiser Wilhelm I. 1871–1888 (1797–1888) ⚭ 1829 Augusta von Sachsen-Weimar-Eisenach (1811–1890)                              |  |  | Kaiserin von Russland Charlotte von Preußen (1798–1860) ⚭ 1817 Zar Nikolaus I. Kaiser von Russland 1825–1855 König von Polen 1825–1830 (1796–1855) | Kaiserin von Russland Charlotte von Preußen (1798–1860) ⚭ 1817 Zar Nikolaus I. Kaiser von Russland 1825–1855 König von Polen 1825–1830 (1796–1855) | Kaiserin von Russland Charlotte von Preußen (1798–1860) ⚭ 1817 Zar Nikolaus I. Kaiser von Russland 1825–1855 König von Polen 1825–1830 (1796–1855) | Kaiserin von Russland Charlotte von Preußen (1798–1860) ⚭ 1817 Zar Nikolaus I. Kaiser von Russland 1825–1855 König von Polen 1825–1830 (1796–1855) | Kaiserin von Russland Charlotte von Preußen (1798–1860) ⚭ 1817 Zar Nikolaus I. Kaiser von Russland 1825–1855 König von Polen 1825–1830 (1796–1855) | Kaiserin von Russland Charlotte von Preußen (1798–1860) ⚭ 1817 Zar Nikolaus I. Kaiser von Russland 1825–1855 König von Polen 1825–1830 (1796–1855) |  |  | Alexandrine von Preußen (1803–1892) ⚭ 1822 Paul Friedrich Großherzog von Mecklenburg (1800–1842)               | Alexandrine von Preußen (1803–1892) ⚭ 1822 Paul Friedrich Großherzog von Mecklenburg (1800–1842)               | Alexandrine von Preußen (1803–1892) ⚭ 1822 Paul Friedrich Großherzog von Mecklenburg (1800–1842)               | Alexandrine von Preußen (1803–1892) ⚭ 1822 Paul Friedrich Großherzog von Mecklenburg (1800–1842)               | Alexandrine von Preußen (1803–1892) ⚭ 1822 Paul Friedrich Großherzog von Mecklenburg (1800–1842)               | Alexandrine von Preußen (1803–1892) ⚭ 1822 Paul Friedrich Großherzog von Mecklenburg (1800–1842)               |  |  | Kaiserin Amélie von Brasilien 1829–1831 (1812–1873) ⚭ 1829 Kaiser Peter I. von Brasilien 1822–1831 König Peter IV. von Portugal 1826 (1798–1834)        | Kaiserin Amélie von Brasilien 1829–1831 (1812–1873) ⚭ 1829 Kaiser Peter I. von Brasilien 1822–1831 König Peter IV. von Portugal 1826 (1798–1834)        | Kaiserin Amélie von Brasilien 1829–1831 (1812–1873) ⚭ 1829 Kaiser Peter I. von Brasilien 1822–1831 König Peter IV. von Portugal 1826 (1798–1834)        | Kaiserin Amélie von Brasilien 1829–1831 (1812–1873) ⚭ 1829 Kaiser Peter I. von Brasilien 1822–1831 König Peter IV. von Portugal 1826 (1798–1834)        | Kaiserin Amélie von Brasilien 1829–1831 (1812–1873) ⚭ 1829 Kaiser Peter I. von Brasilien 1822–1831 König Peter IV. von Portugal 1826 (1798–1834)        | Kaiserin Amélie von Brasilien 1829–1831 (1812–1873) ⚭ 1829 Kaiser Peter I. von Brasilien 1822–1831 König Peter IV. von Portugal 1826 (1798–1834)        |  |  | Josephine von Leuchtenberg (1807–1876) ⚭ 1823 Oskar I. König von Schweden und Norwegen 1844–1859 (1799–1859)                  | Josephine von Leuchtenberg (1807–1876) ⚭ 1823 Oskar I. König von Schweden und Norwegen 1844–1859 (1799–1859)                  | Josephine von Leuchtenberg (1807–1876) ⚭ 1823 Oskar I. König von Schweden und Norwegen 1844–1859 (1799–1859)                  | Josephine von Leuchtenberg (1807–1876) ⚭ 1823 Oskar I. König von Schweden und Norwegen 1844–1859 (1799–1859)                  | Josephine von Leuchtenberg (1807–1876) ⚭ 1823 Oskar I. König von Schweden und Norwegen 1844–1859 (1799–1859)                  | Josephine von Leuchtenberg (1807–1876) ⚭ 1823 Oskar I. König von Schweden und Norwegen 1844–1859 (1799–1859)                  |  |  | Alexander von Hessen-Darmstadt (1823–1888) ⚭ 1851 Julia Hauke (1825–1895)                                                               | Alexander von Hessen-Darmstadt (1823–1888) ⚭ 1851 Julia Hauke (1825–1895)                                                               | Alexander von Hessen-Darmstadt (1823–1888) ⚭ 1851 Julia Hauke (1825–1895)                                                               | Alexander von Hessen-Darmstadt (1823–1888) ⚭ 1851 Julia Hauke (1825–1895)                                                               | Alexander von Hessen-Darmstadt (1823–1888) ⚭ 1851 Julia Hauke (1825–1895)                                                               | Alexander von Hessen-Darmstadt (1823–1888) ⚭ 1851 Julia Hauke (1825–1895)                                                               |  |  | Louise von Hessen (1817–1898) ⚭ 1842 Christian IX. König von Dänemark 1863–1906 (1818–1906)                           | Louise von Hessen (1817–1898) ⚭ 1842 Christian IX. König von Dänemark 1863–1906 (1818–1906)                           | Louise von Hessen (1817–1898) ⚭ 1842 Christian IX. König von Dänemark 1863–1906 (1818–1906)                           | Louise von Hessen (1817–1898) ⚭ 1842 Christian IX. König von Dänemark 1863–1906 (1818–1906)                           | Louise von Hessen (1817–1898) ⚭ 1842 Christian IX. König von Dänemark 1863–1906 (1818–1906)                           | Louise von Hessen (1817–1898) ⚭ 1842 Christian IX. König von Dänemark 1863–1906 (1818–1906)                           |  |  | Otto von Bismarck Herzog von Lauenburg (1815–1898) ⚭ 1847 Johanna von Puttkamer (1824–1894)                                       | Otto von Bismarck Herzog von Lauenburg (1815–1898) ⚭ 1847 Johanna von Puttkamer (1824–1894)                                       | Otto von Bismarck Herzog von Lauenburg (1815–1898) ⚭ 1847 Johanna von Puttkamer (1824–1894)                                       | Otto von Bismarck Herzog von Lauenburg (1815–1898) ⚭ 1847 Johanna von Puttkamer (1824–1894)                                       | Otto von Bismarck Herzog von Lauenburg (1815–1898) ⚭ 1847 Johanna von Puttkamer (1824–1894)                                       | Otto von Bismarck Herzog von Lauenburg (1815–1898) ⚭ 1847 Johanna von Puttkamer (1824–1894)                                       |  |  | | | | | | |  |  | Otto I. König von Griechenland 1832–1862 (1815–1867) ⚭ 1836 Herzogin Amalie von Oldenburg (1818–1875)                 | Otto I. König von Griechenland 1832–1862 (1815–1867) ⚭ 1836 Herzogin Amalie von Oldenburg (1818–1875)                 | Otto I. König von Griechenland 1832–1862 (1815–1867) ⚭ 1836 Herzogin Amalie von Oldenburg (1818–1875)                 | Otto I. König von Griechenland 1832–1862 (1815–1867) ⚭ 1836 Herzogin Amalie von Oldenburg (1818–1875)                 | Otto I. König von Griechenland 1832–1862 (1815–1867) ⚭ 1836 Herzogin Amalie von Oldenburg (1818–1875)                 | Otto I. König von Griechenland 1832–1862 (1815–1867) ⚭ 1836 Herzogin Amalie von Oldenburg (1818–1875)                 |  |  | König Maximilian II. von Bayern 1848–1864 (1811–1864) ⚭ 1810 Prinzessin Marie von Preußen (1825–1889)          | König Maximilian II. von Bayern 1848–1864 (1811–1864) ⚭ 1810 Prinzessin Marie von Preußen (1825–1889)          | König Maximilian II. von Bayern 1848–1864 (1811–1864) ⚭ 1810 Prinzessin Marie von Preußen (1825–1889)          | König Maximilian II. von Bayern 1848–1864 (1811–1864) ⚭ 1810 Prinzessin Marie von Preußen (1825–1889)          | König Maximilian II. von Bayern 1848–1864 (1811–1864) ⚭ 1810 Prinzessin Marie von Preußen (1825–1889)          | König Maximilian II. von Bayern 1848–1864 (1811–1864) ⚭ 1810 Prinzessin Marie von Preußen (1825–1889)          |  |  |                                                                                             |                                                                                             |                                                                                             |                                                                                             |                                                                                             |                                                                                             |  |  |  |  |  |  |  |  |  |  |  |  |  |  |  |  |  |  |  |  |  |  |  |  |  |  |  |  |  |  |  |  |  |  |  |  |  |  |  |  |  |  |  |  |  |  |  |  |  |  |  |  |  |  |  |  |  |  |  |  |  |  |  |  |  |  |
| | | | | | |  |  | | | | | | |  |  | | | | | | |  |  | | | | | | |  |  | | | | | | |  |  | | | | | | |  |  | | | | | | |  |  | | | | | | |  |  | | | | | | |  |  | | | | | | |  |  | | | | | | |  |  |                                                                                             |                                                                                             |                                                                                             |                                                                                             |                                                                                             |                                                                                             |  |  |  |  |  |  |  |  |  |  |  |  |  |  |  |  |  |  |  |  |  |  |  |  |  |  |  |  |  |  |  |  |  |  |  |  |  |  |  |  |  |  |  |  |  |  |  |  |  |  |  |  |  |  |  |  |  |  |  |  |  |  |  |  |  |  |
| Kaiser Friedrich III. 1888–1888 (1831–1888) ⚭ 1858 Victoria von Großbritannien und Irland (1840–1901)                       | Kaiser Friedrich III. 1888–1888 (1831–1888) ⚭ 1858 Victoria von Großbritannien und Irland (1840–1901)                       | Kaiser Friedrich III. 1888–1888 (1831–1888) ⚭ 1858 Victoria von Großbritannien und Irland (1840–1901)                       | Kaiser Friedrich III. 1888–1888 (1831–1888) ⚭ 1858 Victoria von Großbritannien und Irland (1840–1901)                       | Kaiser Friedrich III. 1888–1888 (1831–1888) ⚭ 1858 Victoria von Großbritannien und Irland (1840–1901)                       | Kaiser Friedrich III. 1888–1888 (1831–1888) ⚭ 1858 Victoria von Großbritannien und Irland (1840–1901)                       |  |  | Zar Alexander II. Kaiser von Russland 1855–1881 (1818–1881) ⚭ 1841 Prinzessin Marie von Hessen-Darmstadt (1824–1880)                               | Zar Alexander II. Kaiser von Russland 1855–1881 (1818–1881) ⚭ 1841 Prinzessin Marie von Hessen-Darmstadt (1824–1880)                               | Zar Alexander II. Kaiser von Russland 1855–1881 (1818–1881) ⚭ 1841 Prinzessin Marie von Hessen-Darmstadt (1824–1880)                               | Zar Alexander II. Kaiser von Russland 1855–1881 (1818–1881) ⚭ 1841 Prinzessin Marie von Hessen-Darmstadt (1824–1880)                               | Zar Alexander II. Kaiser von Russland 1855–1881 (1818–1881) ⚭ 1841 Prinzessin Marie von Hessen-Darmstadt (1824–1880)                               | Zar Alexander II. Kaiser von Russland 1855–1881 (1818–1881) ⚭ 1841 Prinzessin Marie von Hessen-Darmstadt (1824–1880)                               |  |  | Friedrich Franz II. Großherzog von Mecklenburg (1823–1883) ⚭ 1868 Marie von Schwarzburg-Rudolstadt (1850–1922) | Friedrich Franz II. Großherzog von Mecklenburg (1823–1883) ⚭ 1868 Marie von Schwarzburg-Rudolstadt (1850–1922) | Friedrich Franz II. Großherzog von Mecklenburg (1823–1883) ⚭ 1868 Marie von Schwarzburg-Rudolstadt (1850–1922) | Friedrich Franz II. Großherzog von Mecklenburg (1823–1883) ⚭ 1868 Marie von Schwarzburg-Rudolstadt (1850–1922) | Friedrich Franz II. Großherzog von Mecklenburg (1823–1883) ⚭ 1868 Marie von Schwarzburg-Rudolstadt (1850–1922) | Friedrich Franz II. Großherzog von Mecklenburg (1823–1883) ⚭ 1868 Marie von Schwarzburg-Rudolstadt (1850–1922) |  |  | Karl XV. König von Schweden und Karl IV. König von Norwegen 1859–1872 (1826–1872) ⚭ 1850 Luise von Oranien-Nassau (1828–1871)                           | Karl XV. König von Schweden und Karl IV. König von Norwegen 1859–1872 (1826–1872) ⚭ 1850 Luise von Oranien-Nassau (1828–1871)                           | Karl XV. König von Schweden und Karl IV. König von Norwegen 1859–1872 (1826–1872) ⚭ 1850 Luise von Oranien-Nassau (1828–1871)                           | Karl XV. König von Schweden und Karl IV. König von Norwegen 1859–1872 (1826–1872) ⚭ 1850 Luise von Oranien-Nassau (1828–1871)                           | Karl XV. König von Schweden und Karl IV. König von Norwegen 1859–1872 (1826–1872) ⚭ 1850 Luise von Oranien-Nassau (1828–1871)                           | Karl XV. König von Schweden und Karl IV. König von Norwegen 1859–1872 (1826–1872) ⚭ 1850 Luise von Oranien-Nassau (1828–1871)                           |  |  | Oskar II. König von Schweden und Norwegen 1872–1907 1872–1905 (1829–1907) ⚭ 1857 Sophia von Nassau (1836–1913)                | Oskar II. König von Schweden und Norwegen 1872–1907 1872–1905 (1829–1907) ⚭ 1857 Sophia von Nassau (1836–1913)                | Oskar II. König von Schweden und Norwegen 1872–1907 1872–1905 (1829–1907) ⚭ 1857 Sophia von Nassau (1836–1913)                | Oskar II. König von Schweden und Norwegen 1872–1907 1872–1905 (1829–1907) ⚭ 1857 Sophia von Nassau (1836–1913)                | Oskar II. König von Schweden und Norwegen 1872–1907 1872–1905 (1829–1907) ⚭ 1857 Sophia von Nassau (1836–1913)                | Oskar II. König von Schweden und Norwegen 1872–1907 1872–1905 (1829–1907) ⚭ 1857 Sophia von Nassau (1836–1913)                |  |  | Heinrich Moritz von Battenberg (1858–1896) ⚭ 1885 Beatrice von Großbritannien und Irland (1857–1944)                                    | Heinrich Moritz von Battenberg (1858–1896) ⚭ 1885 Beatrice von Großbritannien und Irland (1857–1944)                                    | Heinrich Moritz von Battenberg (1858–1896) ⚭ 1885 Beatrice von Großbritannien und Irland (1857–1944)                                    | Heinrich Moritz von Battenberg (1858–1896) ⚭ 1885 Beatrice von Großbritannien und Irland (1857–1944)                                    | Heinrich Moritz von Battenberg (1858–1896) ⚭ 1885 Beatrice von Großbritannien und Irland (1857–1944)                                    | Heinrich Moritz von Battenberg (1858–1896) ⚭ 1885 Beatrice von Großbritannien und Irland (1857–1944)                                    |  |  | Prinzessin Alexandra von Dänemark (1844–1925) ⚭ 1863 König Eduard VII. 1901–1910 (1841–1910)                          | Prinzessin Alexandra von Dänemark (1844–1925) ⚭ 1863 König Eduard VII. 1901–1910 (1841–1910)                          | Prinzessin Alexandra von Dänemark (1844–1925) ⚭ 1863 König Eduard VII. 1901–1910 (1841–1910)                          | Prinzessin Alexandra von Dänemark (1844–1925) ⚭ 1863 König Eduard VII. 1901–1910 (1841–1910)                          | Prinzessin Alexandra von Dänemark (1844–1925) ⚭ 1863 König Eduard VII. 1901–1910 (1841–1910)                          | Prinzessin Alexandra von Dänemark (1844–1925) ⚭ 1863 König Eduard VII. 1901–1910 (1841–1910)                          |  |  | Friedrich VIII. König von Dänemark 1906–1912 (1843–1912) ⚭ 1869 Prinzessin Louise von Schweden-Norwegen (1851–1926)               | Friedrich VIII. König von Dänemark 1906–1912 (1843–1912) ⚭ 1869 Prinzessin Louise von Schweden-Norwegen (1851–1926)               | Friedrich VIII. König von Dänemark 1906–1912 (1843–1912) ⚭ 1869 Prinzessin Louise von Schweden-Norwegen (1851–1926)               | Friedrich VIII. König von Dänemark 1906–1912 (1843–1912) ⚭ 1869 Prinzessin Louise von Schweden-Norwegen (1851–1926)               | Friedrich VIII. König von Dänemark 1906–1912 (1843–1912) ⚭ 1869 Prinzessin Louise von Schweden-Norwegen (1851–1926)               | Friedrich VIII. König von Dänemark 1906–1912 (1843–1912) ⚭ 1869 Prinzessin Louise von Schweden-Norwegen (1851–1926)               |  |  | | | | | | |  |  | Georg I. König von Griechenland 1863–1913 (1845–1913) ⚭ 1867 Olga Konstantinowna Romanowa (1851–1926)                 | Georg I. König von Griechenland 1863–1913 (1845–1913) ⚭ 1867 Olga Konstantinowna Romanowa (1851–1926)                 | Georg I. König von Griechenland 1863–1913 (1845–1913) ⚭ 1867 Olga Konstantinowna Romanowa (1851–1926)                 | Georg I. König von Griechenland 1863–1913 (1845–1913) ⚭ 1867 Olga Konstantinowna Romanowa (1851–1926)                 | Georg I. König von Griechenland 1863–1913 (1845–1913) ⚭ 1867 Olga Konstantinowna Romanowa (1851–1926)                 | Georg I. König von Griechenland 1863–1913 (1845–1913) ⚭ 1867 Olga Konstantinowna Romanowa (1851–1926)                 |  |  | König Ludwig II. von Bayern 1864–1886 (1845–1886)                                                              | König Ludwig II. von Bayern 1864–1886 (1845–1886)                                                              | König Ludwig II. von Bayern 1864–1886 (1845–1886)                                                              | König Ludwig II. von Bayern 1864–1886 (1845–1886)                                                              | König Ludwig II. von Bayern 1864–1886 (1845–1886)                                                              | König Ludwig II. von Bayern 1864–1886 (1845–1886)                                                              |  |  | König Otto I. von Bayern 1886–1916 (1848–1916)                                              | König Otto I. von Bayern 1886–1916 (1848–1916)                                              | König Otto I. von Bayern 1886–1916 (1848–1916)                                              | König Otto I. von Bayern 1886–1916 (1848–1916)                                              | König Otto I. von Bayern 1886–1916 (1848–1916)                                              | König Otto I. von Bayern 1886–1916 (1848–1916)                                              |  |  |  |  |  |  |  |  |  |  |  |  |  |  |  |  |  |  |  |  |  |  |  |  |  |  |  |  |  |  |  |  |  |  |  |  |  |  |  |  |  |  |  |  |  |  |  |  |  |  |  |  |  |  |  |  |  |  |  |  |  |  |  |  |  |  |
| Kaiser Friedrich III. 1888–1888 (1831–1888) ⚭ 1858 Victoria von Großbritannien und Irland (1840–1901)                       | Kaiser Friedrich III. 1888–1888 (1831–1888) ⚭ 1858 Victoria von Großbritannien und Irland (1840–1901)                       | Kaiser Friedrich III. 1888–1888 (1831–1888) ⚭ 1858 Victoria von Großbritannien und Irland (1840–1901)                       | Kaiser Friedrich III. 1888–1888 (1831–1888) ⚭ 1858 Victoria von Großbritannien und Irland (1840–1901)                       | Kaiser Friedrich III. 1888–1888 (1831–1888) ⚭ 1858 Victoria von Großbritannien und Irland (1840–1901)                       | Kaiser Friedrich III. 1888–1888 (1831–1888) ⚭ 1858 Victoria von Großbritannien und Irland (1840–1901)                       |  |  | Zar Alexander II. Kaiser von Russland 1855–1881 (1818–1881) ⚭ 1841 Prinzessin Marie von Hessen-Darmstadt (1824–1880)                               | Zar Alexander II. Kaiser von Russland 1855–1881 (1818–1881) ⚭ 1841 Prinzessin Marie von Hessen-Darmstadt (1824–1880)                               | Zar Alexander II. Kaiser von Russland 1855–1881 (1818–1881) ⚭ 1841 Prinzessin Marie von Hessen-Darmstadt (1824–1880)                               | Zar Alexander II. Kaiser von Russland 1855–1881 (1818–1881) ⚭ 1841 Prinzessin Marie von Hessen-Darmstadt (1824–1880)                               | Zar Alexander II. Kaiser von Russland 1855–1881 (1818–1881) ⚭ 1841 Prinzessin Marie von Hessen-Darmstadt (1824–1880)                               | Zar Alexander II. Kaiser von Russland 1855–1881 (1818–1881) ⚭ 1841 Prinzessin Marie von Hessen-Darmstadt (1824–1880)                               |  |  | Friedrich Franz II. Großherzog von Mecklenburg (1823–1883) ⚭ 1868 Marie von Schwarzburg-Rudolstadt (1850–1922) | Friedrich Franz II. Großherzog von Mecklenburg (1823–1883) ⚭ 1868 Marie von Schwarzburg-Rudolstadt (1850–1922) | Friedrich Franz II. Großherzog von Mecklenburg (1823–1883) ⚭ 1868 Marie von Schwarzburg-Rudolstadt (1850–1922) | Friedrich Franz II. Großherzog von Mecklenburg (1823–1883) ⚭ 1868 Marie von Schwarzburg-Rudolstadt (1850–1922) | Friedrich Franz II. Großherzog von Mecklenburg (1823–1883) ⚭ 1868 Marie von Schwarzburg-Rudolstadt (1850–1922) | Friedrich Franz II. Großherzog von Mecklenburg (1823–1883) ⚭ 1868 Marie von Schwarzburg-Rudolstadt (1850–1922) |  |  | Karl XV. König von Schweden und Karl IV. König von Norwegen 1859–1872 (1826–1872) ⚭ 1850 Luise von Oranien-Nassau (1828–1871)                           | Karl XV. König von Schweden und Karl IV. König von Norwegen 1859–1872 (1826–1872) ⚭ 1850 Luise von Oranien-Nassau (1828–1871)                           | Karl XV. König von Schweden und Karl IV. König von Norwegen 1859–1872 (1826–1872) ⚭ 1850 Luise von Oranien-Nassau (1828–1871)                           | Karl XV. König von Schweden und Karl IV. König von Norwegen 1859–1872 (1826–1872) ⚭ 1850 Luise von Oranien-Nassau (1828–1871)                           | Karl XV. König von Schweden und Karl IV. König von Norwegen 1859–1872 (1826–1872) ⚭ 1850 Luise von Oranien-Nassau (1828–1871)                           | Karl XV. König von Schweden und Karl IV. König von Norwegen 1859–1872 (1826–1872) ⚭ 1850 Luise von Oranien-Nassau (1828–1871)                           |  |  | Oskar II. König von Schweden und Norwegen 1872–1907 1872–1905 (1829–1907) ⚭ 1857 Sophia von Nassau (1836–1913)                | Oskar II. König von Schweden und Norwegen 1872–1907 1872–1905 (1829–1907) ⚭ 1857 Sophia von Nassau (1836–1913)                | Oskar II. König von Schweden und Norwegen 1872–1907 1872–1905 (1829–1907) ⚭ 1857 Sophia von Nassau (1836–1913)                | Oskar II. König von Schweden und Norwegen 1872–1907 1872–1905 (1829–1907) ⚭ 1857 Sophia von Nassau (1836–1913)                | Oskar II. König von Schweden und Norwegen 1872–1907 1872–1905 (1829–1907) ⚭ 1857 Sophia von Nassau (1836–1913)                | Oskar II. König von Schweden und Norwegen 1872–1907 1872–1905 (1829–1907) ⚭ 1857 Sophia von Nassau (1836–1913)                |  |  | Heinrich Moritz von Battenberg (1858–1896) ⚭ 1885 Beatrice von Großbritannien und Irland (1857–1944)                                    | Heinrich Moritz von Battenberg (1858–1896) ⚭ 1885 Beatrice von Großbritannien und Irland (1857–1944)                                    | Heinrich Moritz von Battenberg (1858–1896) ⚭ 1885 Beatrice von Großbritannien und Irland (1857–1944)                                    | Heinrich Moritz von Battenberg (1858–1896) ⚭ 1885 Beatrice von Großbritannien und Irland (1857–1944)                                    | Heinrich Moritz von Battenberg (1858–1896) ⚭ 1885 Beatrice von Großbritannien und Irland (1857–1944)                                    | Heinrich Moritz von Battenberg (1858–1896) ⚭ 1885 Beatrice von Großbritannien und Irland (1857–1944)                                    |  |  | Prinzessin Alexandra von Dänemark (1844–1925) ⚭ 1863 König Eduard VII. 1901–1910 (1841–1910)                          | Prinzessin Alexandra von Dänemark (1844–1925) ⚭ 1863 König Eduard VII. 1901–1910 (1841–1910)                          | Prinzessin Alexandra von Dänemark (1844–1925) ⚭ 1863 König Eduard VII. 1901–1910 (1841–1910)                          | Prinzessin Alexandra von Dänemark (1844–1925) ⚭ 1863 König Eduard VII. 1901–1910 (1841–1910)                          | Prinzessin Alexandra von Dänemark (1844–1925) ⚭ 1863 König Eduard VII. 1901–1910 (1841–1910)                          | Prinzessin Alexandra von Dänemark (1844–1925) ⚭ 1863 König Eduard VII. 1901–1910 (1841–1910)                          |  |  | Friedrich VIII. König von Dänemark 1906–1912 (1843–1912) ⚭ 1869 Prinzessin Louise von Schweden-Norwegen (1851–1926)               | Friedrich VIII. König von Dänemark 1906–1912 (1843–1912) ⚭ 1869 Prinzessin Louise von Schweden-Norwegen (1851–1926)               | Friedrich VIII. König von Dänemark 1906–1912 (1843–1912) ⚭ 1869 Prinzessin Louise von Schweden-Norwegen (1851–1926)               | Friedrich VIII. König von Dänemark 1906–1912 (1843–1912) ⚭ 1869 Prinzessin Louise von Schweden-Norwegen (1851–1926)               | Friedrich VIII. König von Dänemark 1906–1912 (1843–1912) ⚭ 1869 Prinzessin Louise von Schweden-Norwegen (1851–1926)               | Friedrich VIII. König von Dänemark 1906–1912 (1843–1912) ⚭ 1869 Prinzessin Louise von Schweden-Norwegen (1851–1926)               |  |  | | | | | | |  |  | Georg I. König von Griechenland 1863–1913 (1845–1913) ⚭ 1867 Olga Konstantinowna Romanowa (1851–1926)                 | Georg I. König von Griechenland 1863–1913 (1845–1913) ⚭ 1867 Olga Konstantinowna Romanowa (1851–1926)                 | Georg I. König von Griechenland 1863–1913 (1845–1913) ⚭ 1867 Olga Konstantinowna Romanowa (1851–1926)                 | Georg I. König von Griechenland 1863–1913 (1845–1913) ⚭ 1867 Olga Konstantinowna Romanowa (1851–1926)                 | Georg I. König von Griechenland 1863–1913 (1845–1913) ⚭ 1867 Olga Konstantinowna Romanowa (1851–1926)                 | Georg I. König von Griechenland 1863–1913 (1845–1913) ⚭ 1867 Olga Konstantinowna Romanowa (1851–1926)                 |  |  | König Ludwig II. von Bayern 1864–1886 (1845–1886)                                                              | König Ludwig II. von Bayern 1864–1886 (1845–1886)                                                              | König Ludwig II. von Bayern 1864–1886 (1845–1886)                                                              | König Ludwig II. von Bayern 1864–1886 (1845–1886)                                                              | König Ludwig II. von Bayern 1864–1886 (1845–1886)                                                              | König Ludwig II. von Bayern 1864–1886 (1845–1886)                                                              |  |  | König Otto I. von Bayern 1886–1916 (1848–1916)                                              | König Otto I. von Bayern 1886–1916 (1848–1916)                                              | König Otto I. von Bayern 1886–1916 (1848–1916)                                              | König Otto I. von Bayern 1886–1916 (1848–1916)                                              | König Otto I. von Bayern 1886–1916 (1848–1916)                                              | König Otto I. von Bayern 1886–1916 (1848–1916)                                              |  |  |  |  |  |  |  |  |  |  |  |  |  |  |  |  |  |  |  |  |  |  |  |  |  |  |  |  |  |  |  |  |  |  |  |  |  |  |  |  |  |  |  |  |  |  |  |  |  |  |  |  |  |  |  |  |  |  |  |  |  |  |  |  |  |  |
| | | | | | |  |  | | | | | | |  |  | | | | | | |  |  | | | | | | |  |  | | | | | | |  |  | | | | | | |  |  | | | | | | |  |  | | | | | | |  |  | | | | | | |  |  | | | | | | |  |  | | | | | | |  |  |                                                                                             |                                                                                             |                                                                                             |                                                                                             |                                                                                             |                                                                                             |  |  |  |  |  |  |  |  |  |  |  |  |  |  |  |  |  |  |  |  |  |  |  |  |  |  |  |  |  |  |  |  |  |  |  |  |  |  |  |  |  |  |  |  |  |  |  |  |  |  |  |  |  |  |  |  |  |  |  |  |  |  |  |  |  |  |
| Kaiser Wilhelm II. 1888–1918 (1859–1941) ⚭ 1881 Auguste Viktoria von Schleswig-Holstein-Sonderburg-Augustenburg (1858–1921) | Kaiser Wilhelm II. 1888–1918 (1859–1941) ⚭ 1881 Auguste Viktoria von Schleswig-Holstein-Sonderburg-Augustenburg (1858–1921) | Kaiser Wilhelm II. 1888–1918 (1859–1941) ⚭ 1881 Auguste Viktoria von Schleswig-Holstein-Sonderburg-Augustenburg (1858–1921) | Kaiser Wilhelm II. 1888–1918 (1859–1941) ⚭ 1881 Auguste Viktoria von Schleswig-Holstein-Sonderburg-Augustenburg (1858–1921) | Kaiser Wilhelm II. 1888–1918 (1859–1941) ⚭ 1881 Auguste Viktoria von Schleswig-Holstein-Sonderburg-Augustenburg (1858–1921) | Kaiser Wilhelm II. 1888–1918 (1859–1941) ⚭ 1881 Auguste Viktoria von Schleswig-Holstein-Sonderburg-Augustenburg (1858–1921) |  |  | Zar Alexander III. Kaiser von Russland 1881–1894 (1845–1894) ⚭ 1866 Prinzessin Dagmar von Dänemark (1847–1928)                                     | Zar Alexander III. Kaiser von Russland 1881–1894 (1845–1894) ⚭ 1866 Prinzessin Dagmar von Dänemark (1847–1928)                                     | Zar Alexander III. Kaiser von Russland 1881–1894 (1845–1894) ⚭ 1866 Prinzessin Dagmar von Dänemark (1847–1928)                                     | Zar Alexander III. Kaiser von Russland 1881–1894 (1845–1894) ⚭ 1866 Prinzessin Dagmar von Dänemark (1847–1928)                                     | Zar Alexander III. Kaiser von Russland 1881–1894 (1845–1894) ⚭ 1866 Prinzessin Dagmar von Dänemark (1847–1928)                                     | Zar Alexander III. Kaiser von Russland 1881–1894 (1845–1894) ⚭ 1866 Prinzessin Dagmar von Dänemark (1847–1928)                                     |  |  | Heinrich zu Mecklenburg (1876–1934) ⚭ 1901 Wilhelmina Königin der Niederlande 1898–1948 (1880–1962)            | Heinrich zu Mecklenburg (1876–1934) ⚭ 1901 Wilhelmina Königin der Niederlande 1898–1948 (1880–1962)            | Heinrich zu Mecklenburg (1876–1934) ⚭ 1901 Wilhelmina Königin der Niederlande 1898–1948 (1880–1962)            | Heinrich zu Mecklenburg (1876–1934) ⚭ 1901 Wilhelmina Königin der Niederlande 1898–1948 (1880–1962)            | Heinrich zu Mecklenburg (1876–1934) ⚭ 1901 Wilhelmina Königin der Niederlande 1898–1948 (1880–1962)            | Heinrich zu Mecklenburg (1876–1934) ⚭ 1901 Wilhelmina Königin der Niederlande 1898–1948 (1880–1962)            |  |  | Haakon VII. König von Norwegen 1905–1957 (1872–1957) ⚭ 1896 Prinzessin Maud von Großbritannien und Irland (1869–1938)                                   | Haakon VII. König von Norwegen 1905–1957 (1872–1957) ⚭ 1896 Prinzessin Maud von Großbritannien und Irland (1869–1938)                                   | Haakon VII. König von Norwegen 1905–1957 (1872–1957) ⚭ 1896 Prinzessin Maud von Großbritannien und Irland (1869–1938)                                   | Haakon VII. König von Norwegen 1905–1957 (1872–1957) ⚭ 1896 Prinzessin Maud von Großbritannien und Irland (1869–1938)                                   | Haakon VII. König von Norwegen 1905–1957 (1872–1957) ⚭ 1896 Prinzessin Maud von Großbritannien und Irland (1869–1938)                                   | Haakon VII. König von Norwegen 1905–1957 (1872–1957) ⚭ 1896 Prinzessin Maud von Großbritannien und Irland (1869–1938)                                   |  |  | Gustav V. König von Schweden 1907–1950 (1858–1950) ⚭ 1881 Viktoria von Baden (1862–1930)                                      | Gustav V. König von Schweden 1907–1950 (1858–1950) ⚭ 1881 Viktoria von Baden (1862–1930)                                      | Gustav V. König von Schweden 1907–1950 (1858–1950) ⚭ 1881 Viktoria von Baden (1862–1930)                                      | Gustav V. König von Schweden 1907–1950 (1858–1950) ⚭ 1881 Viktoria von Baden (1862–1930)                                      | Gustav V. König von Schweden 1907–1950 (1858–1950) ⚭ 1881 Viktoria von Baden (1862–1930)                                      | Gustav V. König von Schweden 1907–1950 (1858–1950) ⚭ 1881 Viktoria von Baden (1862–1930)                                      |  |  | Victoria Eugénie von Battenberg (1887–1969) ⚭ 1906 Alfons XIII. König von Spanien 1902–1931 (1886–1941)                                 | Victoria Eugénie von Battenberg (1887–1969) ⚭ 1906 Alfons XIII. König von Spanien 1902–1931 (1886–1941)                                 | Victoria Eugénie von Battenberg (1887–1969) ⚭ 1906 Alfons XIII. König von Spanien 1902–1931 (1886–1941)                                 | Victoria Eugénie von Battenberg (1887–1969) ⚭ 1906 Alfons XIII. König von Spanien 1902–1931 (1886–1941)                                 | Victoria Eugénie von Battenberg (1887–1969) ⚭ 1906 Alfons XIII. König von Spanien 1902–1931 (1886–1941)                                 | Victoria Eugénie von Battenberg (1887–1969) ⚭ 1906 Alfons XIII. König von Spanien 1902–1931 (1886–1941)                                 |  |  | König Georg V. 1911–1936 (1865–1936) ⚭ 1893 Prinzessin Maria von Teck (1867–1953)                                     | König Georg V. 1911–1936 (1865–1936) ⚭ 1893 Prinzessin Maria von Teck (1867–1953)                                     | König Georg V. 1911–1936 (1865–1936) ⚭ 1893 Prinzessin Maria von Teck (1867–1953)                                     | König Georg V. 1911–1936 (1865–1936) ⚭ 1893 Prinzessin Maria von Teck (1867–1953)                                     | König Georg V. 1911–1936 (1865–1936) ⚭ 1893 Prinzessin Maria von Teck (1867–1953)                                     | König Georg V. 1911–1936 (1865–1936) ⚭ 1893 Prinzessin Maria von Teck (1867–1953)                                     |  |  | Christian X. König von Dänemark und Island 1912–1947 (1870–1947) ⚭ 1898 Herzogin Alexandrine von Mecklenburg-Schwerin (1879–1952) | Christian X. König von Dänemark und Island 1912–1947 (1870–1947) ⚭ 1898 Herzogin Alexandrine von Mecklenburg-Schwerin (1879–1952) | Christian X. König von Dänemark und Island 1912–1947 (1870–1947) ⚭ 1898 Herzogin Alexandrine von Mecklenburg-Schwerin (1879–1952) | Christian X. König von Dänemark und Island 1912–1947 (1870–1947) ⚭ 1898 Herzogin Alexandrine von Mecklenburg-Schwerin (1879–1952) | Christian X. König von Dänemark und Island 1912–1947 (1870–1947) ⚭ 1898 Herzogin Alexandrine von Mecklenburg-Schwerin (1879–1952) | Christian X. König von Dänemark und Island 1912–1947 (1870–1947) ⚭ 1898 Herzogin Alexandrine von Mecklenburg-Schwerin (1879–1952) |  |  | Prinzessin Ingeborg von Dänemark (1878–1958) ⚭ 1897 Prinz Carl von Schweden (1861–1951)                | Prinzessin Ingeborg von Dänemark (1878–1958) ⚭ 1897 Prinz Carl von Schweden (1861–1951)                | Prinzessin Ingeborg von Dänemark (1878–1958) ⚭ 1897 Prinz Carl von Schweden (1861–1951)                | Prinzessin Ingeborg von Dänemark (1878–1958) ⚭ 1897 Prinz Carl von Schweden (1861–1951)                | Prinzessin Ingeborg von Dänemark (1878–1958) ⚭ 1897 Prinz Carl von Schweden (1861–1951)                | Prinzessin Ingeborg von Dänemark (1878–1958) ⚭ 1897 Prinz Carl von Schweden (1861–1951)                |  |  | Konstantin I. König von Griechenland 1913–1917 1920–1922 (1868–1923) ⚭ 1889 Prinzessin Sophie von Preußen (1870–1932) | Konstantin I. König von Griechenland 1913–1917 1920–1922 (1868–1923) ⚭ 1889 Prinzessin Sophie von Preußen (1870–1932) | Konstantin I. König von Griechenland 1913–1917 1920–1922 (1868–1923) ⚭ 1889 Prinzessin Sophie von Preußen (1870–1932) | Konstantin I. König von Griechenland 1913–1917 1920–1922 (1868–1923) ⚭ 1889 Prinzessin Sophie von Preußen (1870–1932) | Konstantin I. König von Griechenland 1913–1917 1920–1922 (1868–1923) ⚭ 1889 Prinzessin Sophie von Preußen (1870–1932) | Konstantin I. König von Griechenland 1913–1917 1920–1922 (1868–1923) ⚭ 1889 Prinzessin Sophie von Preußen (1870–1932) |  |  | | | | | | |  |  |                                                                                             |                                                                                             |                                                                                             |                                                                                             |                                                                                             |                                                                                             |  |  |  |  |  |  |  |  |  |  |  |  |  |  |  |  |  |  |  |  |  |  |  |  |  |  |  |  |  |  |  |  |  |  |  |  |  |  |  |  |  |  |  |  |  |  |  |  |  |  |  |  |  |  |  |  |  |  |  |  |  |  |  |  |  |  |
| Kaiser Wilhelm II. 1888–1918 (1859–1941) ⚭ 1881 Auguste Viktoria von Schleswig-Holstein-Sonderburg-Augustenburg (1858–1921) | Kaiser Wilhelm II. 1888–1918 (1859–1941) ⚭ 1881 Auguste Viktoria von Schleswig-Holstein-Sonderburg-Augustenburg (1858–1921) | Kaiser Wilhelm II. 1888–1918 (1859–1941) ⚭ 1881 Auguste Viktoria von Schleswig-Holstein-Sonderburg-Augustenburg (1858–1921) | Kaiser Wilhelm II. 1888–1918 (1859–1941) ⚭ 1881 Auguste Viktoria von Schleswig-Holstein-Sonderburg-Augustenburg (1858–1921) | Kaiser Wilhelm II. 1888–1918 (1859–1941) ⚭ 1881 Auguste Viktoria von Schleswig-Holstein-Sonderburg-Augustenburg (1858–1921) | Kaiser Wilhelm II. 1888–1918 (1859–1941) ⚭ 1881 Auguste Viktoria von Schleswig-Holstein-Sonderburg-Augustenburg (1858–1921) |  |  | Zar Alexander III. Kaiser von Russland 1881–1894 (1845–1894) ⚭ 1866 Prinzessin Dagmar von Dänemark (1847–1928)                                     | Zar Alexander III. Kaiser von Russland 1881–1894 (1845–1894) ⚭ 1866 Prinzessin Dagmar von Dänemark (1847–1928)                                     | Zar Alexander III. Kaiser von Russland 1881–1894 (1845–1894) ⚭ 1866 Prinzessin Dagmar von Dänemark (1847–1928)                                     | Zar Alexander III. Kaiser von Russland 1881–1894 (1845–1894) ⚭ 1866 Prinzessin Dagmar von Dänemark (1847–1928)                                     | Zar Alexander III. Kaiser von Russland 1881–1894 (1845–1894) ⚭ 1866 Prinzessin Dagmar von Dänemark (1847–1928)                                     | Zar Alexander III. Kaiser von Russland 1881–1894 (1845–1894) ⚭ 1866 Prinzessin Dagmar von Dänemark (1847–1928)                                     |  |  | Heinrich zu Mecklenburg (1876–1934) ⚭ 1901 Wilhelmina Königin der Niederlande 1898–1948 (1880–1962)            | Heinrich zu Mecklenburg (1876–1934) ⚭ 1901 Wilhelmina Königin der Niederlande 1898–1948 (1880–1962)            | Heinrich zu Mecklenburg (1876–1934) ⚭ 1901 Wilhelmina Königin der Niederlande 1898–1948 (1880–1962)            | Heinrich zu Mecklenburg (1876–1934) ⚭ 1901 Wilhelmina Königin der Niederlande 1898–1948 (1880–1962)            | Heinrich zu Mecklenburg (1876–1934) ⚭ 1901 Wilhelmina Königin der Niederlande 1898–1948 (1880–1962)            | Heinrich zu Mecklenburg (1876–1934) ⚭ 1901 Wilhelmina Königin der Niederlande 1898–1948 (1880–1962)            |  |  | Haakon VII. König von Norwegen 1905–1957 (1872–1957) ⚭ 1896 Prinzessin Maud von Großbritannien und Irland (1869–1938)                                   | Haakon VII. König von Norwegen 1905–1957 (1872–1957) ⚭ 1896 Prinzessin Maud von Großbritannien und Irland (1869–1938)                                   | Haakon VII. König von Norwegen 1905–1957 (1872–1957) ⚭ 1896 Prinzessin Maud von Großbritannien und Irland (1869–1938)                                   | Haakon VII. König von Norwegen 1905–1957 (1872–1957) ⚭ 1896 Prinzessin Maud von Großbritannien und Irland (1869–1938)                                   | Haakon VII. König von Norwegen 1905–1957 (1872–1957) ⚭ 1896 Prinzessin Maud von Großbritannien und Irland (1869–1938)                                   | Haakon VII. König von Norwegen 1905–1957 (1872–1957) ⚭ 1896 Prinzessin Maud von Großbritannien und Irland (1869–1938)                                   |  |  | Gustav V. König von Schweden 1907–1950 (1858–1950) ⚭ 1881 Viktoria von Baden (1862–1930)                                      | Gustav V. König von Schweden 1907–1950 (1858–1950) ⚭ 1881 Viktoria von Baden (1862–1930)                                      | Gustav V. König von Schweden 1907–1950 (1858–1950) ⚭ 1881 Viktoria von Baden (1862–1930)                                      | Gustav V. König von Schweden 1907–1950 (1858–1950) ⚭ 1881 Viktoria von Baden (1862–1930)                                      | Gustav V. König von Schweden 1907–1950 (1858–1950) ⚭ 1881 Viktoria von Baden (1862–1930)                                      | Gustav V. König von Schweden 1907–1950 (1858–1950) ⚭ 1881 Viktoria von Baden (1862–1930)                                      |  |  | Victoria Eugénie von Battenberg (1887–1969) ⚭ 1906 Alfons XIII. König von Spanien 1902–1931 (1886–1941)                                 | Victoria Eugénie von Battenberg (1887–1969) ⚭ 1906 Alfons XIII. König von Spanien 1902–1931 (1886–1941)                                 | Victoria Eugénie von Battenberg (1887–1969) ⚭ 1906 Alfons XIII. König von Spanien 1902–1931 (1886–1941)                                 | Victoria Eugénie von Battenberg (1887–1969) ⚭ 1906 Alfons XIII. König von Spanien 1902–1931 (1886–1941)                                 | Victoria Eugénie von Battenberg (1887–1969) ⚭ 1906 Alfons XIII. König von Spanien 1902–1931 (1886–1941)                                 | Victoria Eugénie von Battenberg (1887–1969) ⚭ 1906 Alfons XIII. König von Spanien 1902–1931 (1886–1941)                                 |  |  | König Georg V. 1911–1936 (1865–1936) ⚭ 1893 Prinzessin Maria von Teck (1867–1953)                                     | König Georg V. 1911–1936 (1865–1936) ⚭ 1893 Prinzessin Maria von Teck (1867–1953)                                     | König Georg V. 1911–1936 (1865–1936) ⚭ 1893 Prinzessin Maria von Teck (1867–1953)                                     | König Georg V. 1911–1936 (1865–1936) ⚭ 1893 Prinzessin Maria von Teck (1867–1953)                                     | König Georg V. 1911–1936 (1865–1936) ⚭ 1893 Prinzessin Maria von Teck (1867–1953)                                     | König Georg V. 1911–1936 (1865–1936) ⚭ 1893 Prinzessin Maria von Teck (1867–1953)                                     |  |  | Christian X. König von Dänemark und Island 1912–1947 (1870–1947) ⚭ 1898 Herzogin Alexandrine von Mecklenburg-Schwerin (1879–1952) | Christian X. König von Dänemark und Island 1912–1947 (1870–1947) ⚭ 1898 Herzogin Alexandrine von Mecklenburg-Schwerin (1879–1952) | Christian X. König von Dänemark und Island 1912–1947 (1870–1947) ⚭ 1898 Herzogin Alexandrine von Mecklenburg-Schwerin (1879–1952) | Christian X. König von Dänemark und Island 1912–1947 (1870–1947) ⚭ 1898 Herzogin Alexandrine von Mecklenburg-Schwerin (1879–1952) | Christian X. König von Dänemark und Island 1912–1947 (1870–1947) ⚭ 1898 Herzogin Alexandrine von Mecklenburg-Schwerin (1879–1952) | Christian X. König von Dänemark und Island 1912–1947 (1870–1947) ⚭ 1898 Herzogin Alexandrine von Mecklenburg-Schwerin (1879–1952) |  |  | Prinzessin Ingeborg von Dänemark (1878–1958) ⚭ 1897 Prinz Carl von Schweden (1861–1951)                | Prinzessin Ingeborg von Dänemark (1878–1958) ⚭ 1897 Prinz Carl von Schweden (1861–1951)                | Prinzessin Ingeborg von Dänemark (1878–1958) ⚭ 1897 Prinz Carl von Schweden (1861–1951)                | Prinzessin Ingeborg von Dänemark (1878–1958) ⚭ 1897 Prinz Carl von Schweden (1861–1951)                | Prinzessin Ingeborg von Dänemark (1878–1958) ⚭ 1897 Prinz Carl von Schweden (1861–1951)                | Prinzessin Ingeborg von Dänemark (1878–1958) ⚭ 1897 Prinz Carl von Schweden (1861–1951)                |  |  | Konstantin I. König von Griechenland 1913–1917 1920–1922 (1868–1923) ⚭ 1889 Prinzessin Sophie von Preußen (1870–1932) | Konstantin I. König von Griechenland 1913–1917 1920–1922 (1868–1923) ⚭ 1889 Prinzessin Sophie von Preußen (1870–1932) | Konstantin I. König von Griechenland 1913–1917 1920–1922 (1868–1923) ⚭ 1889 Prinzessin Sophie von Preußen (1870–1932) | Konstantin I. König von Griechenland 1913–1917 1920–1922 (1868–1923) ⚭ 1889 Prinzessin Sophie von Preußen (1870–1932) | Konstantin I. König von Griechenland 1913–1917 1920–1922 (1868–1923) ⚭ 1889 Prinzessin Sophie von Preußen (1870–1932) | Konstantin I. König von Griechenland 1913–1917 1920–1922 (1868–1923) ⚭ 1889 Prinzessin Sophie von Preußen (1870–1932) |  |  | | | | | | |  |  |                                                                                             |                                                                                             |                                                                                             |                                                                                             |                                                                                             |                                                                                             |  |  |  |  |  |  |  |  |  |  |  |  |  |  |  |  |  |  |  |  |  |  |  |  |  |  |  |  |  |  |  |  |  |  |  |  |  |  |  |  |  |  |  |  |  |  |  |  |  |  |  |  |  |  |  |  |  |  |  |  |  |  |  |  |  |  |
| | | | | | |  |  | | | | | | |  |  | | | | | | |  |  | | | | | | |  |  | | | | | | |  |  | | | | | | |  |  | | | | | | |  |  | | | | | | |  |  | | | | | | |  |  | | | | | | |  |  | | | | | | |  |  |                                                                                             |                                                                                             |                                                                                             |                                                                                             |                                                                                             |                                                                                             |  |  |  |  |  |  |  |  |  |  |  |  |  |  |  |  |  |  |  |  |  |  |  |  |  |  |  |  |  |  |  |  |  |  |  |  |  |  |  |  |  |  |  |  |  |  |  |  |  |  |  |  |  |  |  |  |  |  |  |  |  |  |  |  |  |  |
| | | | | | |  |  | Zar Nikolaus II. Kaiser von Russland 1894–1917 (1868–1918) ⚭ 1894 Prinzessin Alix von Hessen-Darmstadt (1872–1918)                                 | Zar Nikolaus II. Kaiser von Russland 1894–1917 (1868–1918) ⚭ 1894 Prinzessin Alix von Hessen-Darmstadt (1872–1918)                                 | Zar Nikolaus II. Kaiser von Russland 1894–1917 (1868–1918) ⚭ 1894 Prinzessin Alix von Hessen-Darmstadt (1872–1918)                                 | Zar Nikolaus II. Kaiser von Russland 1894–1917 (1868–1918) ⚭ 1894 Prinzessin Alix von Hessen-Darmstadt (1872–1918)                                 | Zar Nikolaus II. Kaiser von Russland 1894–1917 (1868–1918) ⚭ 1894 Prinzessin Alix von Hessen-Darmstadt (1872–1918)                                 | Zar Nikolaus II. Kaiser von Russland 1894–1917 (1868–1918) ⚭ 1894 Prinzessin Alix von Hessen-Darmstadt (1872–1918)                                 |  |  | Juliana Königin der Niederlande 1948–1980 (1909–2004) ⚭ 1937 Bernhard zur Lippe-Biesterfeld (1911–2004)        | Juliana Königin der Niederlande 1948–1980 (1909–2004) ⚭ 1937 Bernhard zur Lippe-Biesterfeld (1911–2004)        | Juliana Königin der Niederlande 1948–1980 (1909–2004) ⚭ 1937 Bernhard zur Lippe-Biesterfeld (1911–2004)        | Juliana Königin der Niederlande 1948–1980 (1909–2004) ⚭ 1937 Bernhard zur Lippe-Biesterfeld (1911–2004)        | Juliana Königin der Niederlande 1948–1980 (1909–2004) ⚭ 1937 Bernhard zur Lippe-Biesterfeld (1911–2004)        | Juliana Königin der Niederlande 1948–1980 (1909–2004) ⚭ 1937 Bernhard zur Lippe-Biesterfeld (1911–2004)        |  |  | Olav V. König von Norwegen 1957–1991 (1903–1991) ⚭ 1929 Prinzessin Märtha von Schweden (1901–1954)                                                      | Olav V. König von Norwegen 1957–1991 (1903–1991) ⚭ 1929 Prinzessin Märtha von Schweden (1901–1954)                                                      | Olav V. König von Norwegen 1957–1991 (1903–1991) ⚭ 1929 Prinzessin Märtha von Schweden (1901–1954)                                                      | Olav V. König von Norwegen 1957–1991 (1903–1991) ⚭ 1929 Prinzessin Märtha von Schweden (1901–1954)                                                      | Olav V. König von Norwegen 1957–1991 (1903–1991) ⚭ 1929 Prinzessin Märtha von Schweden (1901–1954)                                                      | Olav V. König von Norwegen 1957–1991 (1903–1991) ⚭ 1929 Prinzessin Märtha von Schweden (1901–1954)                                                      |  |  | Gustav VI. Adolf König von Schweden 1950–1973 (1882–1973) ⚭ 1905 Margaret of Connaught (1882–1920)                            | Gustav VI. Adolf König von Schweden 1950–1973 (1882–1973) ⚭ 1905 Margaret of Connaught (1882–1920)                            | Gustav VI. Adolf König von Schweden 1950–1973 (1882–1973) ⚭ 1905 Margaret of Connaught (1882–1920)                            | Gustav VI. Adolf König von Schweden 1950–1973 (1882–1973) ⚭ 1905 Margaret of Connaught (1882–1920)                            | Gustav VI. Adolf König von Schweden 1950–1973 (1882–1973) ⚭ 1905 Margaret of Connaught (1882–1920)                            | Gustav VI. Adolf König von Schweden 1950–1973 (1882–1973) ⚭ 1905 Margaret of Connaught (1882–1920)                            |  |  | Johann von Spanien (1913–1993) ⚭ 1935 Maria de las Mercedes von Neapel-Sizilien (1910–2000)                                             | Johann von Spanien (1913–1993) ⚭ 1935 Maria de las Mercedes von Neapel-Sizilien (1910–2000)                                             | Johann von Spanien (1913–1993) ⚭ 1935 Maria de las Mercedes von Neapel-Sizilien (1910–2000)                                             | Johann von Spanien (1913–1993) ⚭ 1935 Maria de las Mercedes von Neapel-Sizilien (1910–2000)                                             | Johann von Spanien (1913–1993) ⚭ 1935 Maria de las Mercedes von Neapel-Sizilien (1910–2000)                                             | Johann von Spanien (1913–1993) ⚭ 1935 Maria de las Mercedes von Neapel-Sizilien (1910–2000)                                             |  |  | König Georg VI. 1936–1952 (1895–1952) ⚭ 1923 Elizabeth Bowes-Lyon (1900–2002)                                         | König Georg VI. 1936–1952 (1895–1952) ⚭ 1923 Elizabeth Bowes-Lyon (1900–2002)                                         | König Georg VI. 1936–1952 (1895–1952) ⚭ 1923 Elizabeth Bowes-Lyon (1900–2002)                                         | König Georg VI. 1936–1952 (1895–1952) ⚭ 1923 Elizabeth Bowes-Lyon (1900–2002)                                         | König Georg VI. 1936–1952 (1895–1952) ⚭ 1923 Elizabeth Bowes-Lyon (1900–2002)                                         | König Georg VI. 1936–1952 (1895–1952) ⚭ 1923 Elizabeth Bowes-Lyon (1900–2002)                                         |  |  | Frederik IX. König von Dänemark 1947–1972 (1899–1972) ⚭ 1935 Prinzessin Ingrid von Schweden (1910–2000)                           | Frederik IX. König von Dänemark 1947–1972 (1899–1972) ⚭ 1935 Prinzessin Ingrid von Schweden (1910–2000)                           | Frederik IX. König von Dänemark 1947–1972 (1899–1972) ⚭ 1935 Prinzessin Ingrid von Schweden (1910–2000)                           | Frederik IX. König von Dänemark 1947–1972 (1899–1972) ⚭ 1935 Prinzessin Ingrid von Schweden (1910–2000)                           | Frederik IX. König von Dänemark 1947–1972 (1899–1972) ⚭ 1935 Prinzessin Ingrid von Schweden (1910–2000)                           | Frederik IX. König von Dänemark 1947–1972 (1899–1972) ⚭ 1935 Prinzessin Ingrid von Schweden (1910–2000)                           |  |  | Prinzessin Astrid von Schweden (1905–1935) ⚭ 1926 Leopold III. König der Belgier 1934–1951 (1901–1983) | Prinzessin Astrid von Schweden (1905–1935) ⚭ 1926 Leopold III. König der Belgier 1934–1951 (1901–1983) | Prinzessin Astrid von Schweden (1905–1935) ⚭ 1926 Leopold III. König der Belgier 1934–1951 (1901–1983) | Prinzessin Astrid von Schweden (1905–1935) ⚭ 1926 Leopold III. König der Belgier 1934–1951 (1901–1983) | Prinzessin Astrid von Schweden (1905–1935) ⚭ 1926 Leopold III. König der Belgier 1934–1951 (1901–1983) | Prinzessin Astrid von Schweden (1905–1935) ⚭ 1926 Leopold III. König der Belgier 1934–1951 (1901–1983) |  |  | Georg II. König von Griechenland 1922–1924 1935–1947 (1890–1947) ⚭ 1921 Elisabeth von Rumänien (1894–1956)            | Georg II. König von Griechenland 1922–1924 1935–1947 (1890–1947) ⚭ 1921 Elisabeth von Rumänien (1894–1956)            | Georg II. König von Griechenland 1922–1924 1935–1947 (1890–1947) ⚭ 1921 Elisabeth von Rumänien (1894–1956)            | Georg II. König von Griechenland 1922–1924 1935–1947 (1890–1947) ⚭ 1921 Elisabeth von Rumänien (1894–1956)            | Georg II. König von Griechenland 1922–1924 1935–1947 (1890–1947) ⚭ 1921 Elisabeth von Rumänien (1894–1956)            | Georg II. König von Griechenland 1922–1924 1935–1947 (1890–1947) ⚭ 1921 Elisabeth von Rumänien (1894–1956)            |  |  | Paul I. König von Griechenland 1947–1964 (1901–1964) ⚭ 1938 Prinzessin Friederike von Hannover (1917–1981)     | Paul I. König von Griechenland 1947–1964 (1901–1964) ⚭ 1938 Prinzessin Friederike von Hannover (1917–1981)     | Paul I. König von Griechenland 1947–1964 (1901–1964) ⚭ 1938 Prinzessin Friederike von Hannover (1917–1981)     | Paul I. König von Griechenland 1947–1964 (1901–1964) ⚭ 1938 Prinzessin Friederike von Hannover (1917–1981)     | Paul I. König von Griechenland 1947–1964 (1901–1964) ⚭ 1938 Prinzessin Friederike von Hannover (1917–1981)     | Paul I. König von Griechenland 1947–1964 (1901–1964) ⚭ 1938 Prinzessin Friederike von Hannover (1917–1981)     |  |  | Elena von Griechenland (1896–1982) ⚭ 1921 Karl II. König von Rumänien 1930–1940 (1893–1953) | Elena von Griechenland (1896–1982) ⚭ 1921 Karl II. König von Rumänien 1930–1940 (1893–1953) | Elena von Griechenland (1896–1982) ⚭ 1921 Karl II. König von Rumänien 1930–1940 (1893–1953) | Elena von Griechenland (1896–1982) ⚭ 1921 Karl II. König von Rumänien 1930–1940 (1893–1953) | Elena von Griechenland (1896–1982) ⚭ 1921 Karl II. König von Rumänien 1930–1940 (1893–1953) | Elena von Griechenland (1896–1982) ⚭ 1921 Karl II. König von Rumänien 1930–1940 (1893–1953) |  |  |  |  |  |  |  |  |  |  |  |  |  |  |  |  |  |  |  |  |  |  |  |  |  |  |  |  |  |  |  |  |  |  |  |  |  |  |  |  |  |  |  |  |  |  |  |  |  |  |  |  |  |  |  |  |  |  |  |  |  |  |  |  |  |  |
| | | | | | |  |  | Zar Nikolaus II. Kaiser von Russland 1894–1917 (1868–1918) ⚭ 1894 Prinzessin Alix von Hessen-Darmstadt (1872–1918)                                 | Zar Nikolaus II. Kaiser von Russland 1894–1917 (1868–1918) ⚭ 1894 Prinzessin Alix von Hessen-Darmstadt (1872–1918)                                 | Zar Nikolaus II. Kaiser von Russland 1894–1917 (1868–1918) ⚭ 1894 Prinzessin Alix von Hessen-Darmstadt (1872–1918)                                 | Zar Nikolaus II. Kaiser von Russland 1894–1917 (1868–1918) ⚭ 1894 Prinzessin Alix von Hessen-Darmstadt (1872–1918)                                 | Zar Nikolaus II. Kaiser von Russland 1894–1917 (1868–1918) ⚭ 1894 Prinzessin Alix von Hessen-Darmstadt (1872–1918)                                 | Zar Nikolaus II. Kaiser von Russland 1894–1917 (1868–1918) ⚭ 1894 Prinzessin Alix von Hessen-Darmstadt (1872–1918)                                 |  |  | Juliana Königin der Niederlande 1948–1980 (1909–2004) ⚭ 1937 Bernhard zur Lippe-Biesterfeld (1911–2004)        | Juliana Königin der Niederlande 1948–1980 (1909–2004) ⚭ 1937 Bernhard zur Lippe-Biesterfeld (1911–2004)        | Juliana Königin der Niederlande 1948–1980 (1909–2004) ⚭ 1937 Bernhard zur Lippe-Biesterfeld (1911–2004)        | Juliana Königin der Niederlande 1948–1980 (1909–2004) ⚭ 1937 Bernhard zur Lippe-Biesterfeld (1911–2004)        | Juliana Königin der Niederlande 1948–1980 (1909–2004) ⚭ 1937 Bernhard zur Lippe-Biesterfeld (1911–2004)        | Juliana Königin der Niederlande 1948–1980 (1909–2004) ⚭ 1937 Bernhard zur Lippe-Biesterfeld (1911–2004)        |  |  | Olav V. König von Norwegen 1957–1991 (1903–1991) ⚭ 1929 Prinzessin Märtha von Schweden (1901–1954)                                                      | Olav V. König von Norwegen 1957–1991 (1903–1991) ⚭ 1929 Prinzessin Märtha von Schweden (1901–1954)                                                      | Olav V. König von Norwegen 1957–1991 (1903–1991) ⚭ 1929 Prinzessin Märtha von Schweden (1901–1954)                                                      | Olav V. König von Norwegen 1957–1991 (1903–1991) ⚭ 1929 Prinzessin Märtha von Schweden (1901–1954)                                                      | Olav V. König von Norwegen 1957–1991 (1903–1991) ⚭ 1929 Prinzessin Märtha von Schweden (1901–1954)                                                      | Olav V. König von Norwegen 1957–1991 (1903–1991) ⚭ 1929 Prinzessin Märtha von Schweden (1901–1954)                                                      |  |  | Gustav VI. Adolf König von Schweden 1950–1973 (1882–1973) ⚭ 1905 Margaret of Connaught (1882–1920)                            | Gustav VI. Adolf König von Schweden 1950–1973 (1882–1973) ⚭ 1905 Margaret of Connaught (1882–1920)                            | Gustav VI. Adolf König von Schweden 1950–1973 (1882–1973) ⚭ 1905 Margaret of Connaught (1882–1920)                            | Gustav VI. Adolf König von Schweden 1950–1973 (1882–1973) ⚭ 1905 Margaret of Connaught (1882–1920)                            | Gustav VI. Adolf König von Schweden 1950–1973 (1882–1973) ⚭ 1905 Margaret of Connaught (1882–1920)                            | Gustav VI. Adolf König von Schweden 1950–1973 (1882–1973) ⚭ 1905 Margaret of Connaught (1882–1920)                            |  |  | Johann von Spanien (1913–1993) ⚭ 1935 Maria de las Mercedes von Neapel-Sizilien (1910–2000)                                             | Johann von Spanien (1913–1993) ⚭ 1935 Maria de las Mercedes von Neapel-Sizilien (1910–2000)                                             | Johann von Spanien (1913–1993) ⚭ 1935 Maria de las Mercedes von Neapel-Sizilien (1910–2000)                                             | Johann von Spanien (1913–1993) ⚭ 1935 Maria de las Mercedes von Neapel-Sizilien (1910–2000)                                             | Johann von Spanien (1913–1993) ⚭ 1935 Maria de las Mercedes von Neapel-Sizilien (1910–2000)                                             | Johann von Spanien (1913–1993) ⚭ 1935 Maria de las Mercedes von Neapel-Sizilien (1910–2000)                                             |  |  | König Georg VI. 1936–1952 (1895–1952) ⚭ 1923 Elizabeth Bowes-Lyon (1900–2002)                                         | König Georg VI. 1936–1952 (1895–1952) ⚭ 1923 Elizabeth Bowes-Lyon (1900–2002)                                         | König Georg VI. 1936–1952 (1895–1952) ⚭ 1923 Elizabeth Bowes-Lyon (1900–2002)                                         | König Georg VI. 1936–1952 (1895–1952) ⚭ 1923 Elizabeth Bowes-Lyon (1900–2002)                                         | König Georg VI. 1936–1952 (1895–1952) ⚭ 1923 Elizabeth Bowes-Lyon (1900–2002)                                         | König Georg VI. 1936–1952 (1895–1952) ⚭ 1923 Elizabeth Bowes-Lyon (1900–2002)                                         |  |  | Frederik IX. König von Dänemark 1947–1972 (1899–1972) ⚭ 1935 Prinzessin Ingrid von Schweden (1910–2000)                           | Frederik IX. König von Dänemark 1947–1972 (1899–1972) ⚭ 1935 Prinzessin Ingrid von Schweden (1910–2000)                           | Frederik IX. König von Dänemark 1947–1972 (1899–1972) ⚭ 1935 Prinzessin Ingrid von Schweden (1910–2000)                           | Frederik IX. König von Dänemark 1947–1972 (1899–1972) ⚭ 1935 Prinzessin Ingrid von Schweden (1910–2000)                           | Frederik IX. König von Dänemark 1947–1972 (1899–1972) ⚭ 1935 Prinzessin Ingrid von Schweden (1910–2000)                           | Frederik IX. König von Dänemark 1947–1972 (1899–1972) ⚭ 1935 Prinzessin Ingrid von Schweden (1910–2000)                           |  |  | Prinzessin Astrid von Schweden (1905–1935) ⚭ 1926 Leopold III. König der Belgier 1934–1951 (1901–1983) | Prinzessin Astrid von Schweden (1905–1935) ⚭ 1926 Leopold III. König der Belgier 1934–1951 (1901–1983) | Prinzessin Astrid von Schweden (1905–1935) ⚭ 1926 Leopold III. König der Belgier 1934–1951 (1901–1983) | Prinzessin Astrid von Schweden (1905–1935) ⚭ 1926 Leopold III. König der Belgier 1934–1951 (1901–1983) | Prinzessin Astrid von Schweden (1905–1935) ⚭ 1926 Leopold III. König der Belgier 1934–1951 (1901–1983) | Prinzessin Astrid von Schweden (1905–1935) ⚭ 1926 Leopold III. König der Belgier 1934–1951 (1901–1983) |  |  | Georg II. König von Griechenland 1922–1924 1935–1947 (1890–1947) ⚭ 1921 Elisabeth von Rumänien (1894–1956)            | Georg II. König von Griechenland 1922–1924 1935–1947 (1890–1947) ⚭ 1921 Elisabeth von Rumänien (1894–1956)            | Georg II. König von Griechenland 1922–1924 1935–1947 (1890–1947) ⚭ 1921 Elisabeth von Rumänien (1894–1956)            | Georg II. König von Griechenland 1922–1924 1935–1947 (1890–1947) ⚭ 1921 Elisabeth von Rumänien (1894–1956)            | Georg II. König von Griechenland 1922–1924 1935–1947 (1890–1947) ⚭ 1921 Elisabeth von Rumänien (1894–1956)            | Georg II. König von Griechenland 1922–1924 1935–1947 (1890–1947) ⚭ 1921 Elisabeth von Rumänien (1894–1956)            |  |  | Paul I. König von Griechenland 1947–1964 (1901–1964) ⚭ 1938 Prinzessin Friederike von Hannover (1917–1981)     | Paul I. König von Griechenland 1947–1964 (1901–1964) ⚭ 1938 Prinzessin Friederike von Hannover (1917–1981)     | Paul I. König von Griechenland 1947–1964 (1901–1964) ⚭ 1938 Prinzessin Friederike von Hannover (1917–1981)     | Paul I. König von Griechenland 1947–1964 (1901–1964) ⚭ 1938 Prinzessin Friederike von Hannover (1917–1981)     | Paul I. König von Griechenland 1947–1964 (1901–1964) ⚭ 1938 Prinzessin Friederike von Hannover (1917–1981)     | Paul I. König von Griechenland 1947–1964 (1901–1964) ⚭ 1938 Prinzessin Friederike von Hannover (1917–1981)     |  |  | Elena von Griechenland (1896–1982) ⚭ 1921 Karl II. König von Rumänien 1930–1940 (1893–1953) | Elena von Griechenland (1896–1982) ⚭ 1921 Karl II. König von Rumänien 1930–1940 (1893–1953) | Elena von Griechenland (1896–1982) ⚭ 1921 Karl II. König von Rumänien 1930–1940 (1893–1953) | Elena von Griechenland (1896–1982) ⚭ 1921 Karl II. König von Rumänien 1930–1940 (1893–1953) | Elena von Griechenland (1896–1982) ⚭ 1921 Karl II. König von Rumänien 1930–1940 (1893–1953) | Elena von Griechenland (1896–1982) ⚭ 1921 Karl II. König von Rumänien 1930–1940 (1893–1953) |  |  |  |  |  |  |  |  |  |  |  |  |  |  |  |  |  |  |  |  |  |  |  |  |  |  |  |  |  |  |  |  |  |  |  |  |  |  |  |  |  |  |  |  |  |  |  |  |  |  |  |  |  |  |  |  |  |  |  |  |  |  |  |  |  |  |
| | | | | | |  |  | | | | | | |  |  | | | | | | |  |  | | | | | | |  |  | | | | | | |  |  | | | | | | |  |  | | | | | | |  |  | | | | | | |  |  | | | | | | |  |  | | | | | | |  |  | | | | | | |  |  |                                                                                             |                                                                                             |                                                                                             |                                                                                             |                                                                                             |                                                                                             |  |  |  |  |  |  |  |  |  |  |  |  |  |  |  |  |  |  |  |  |  |  |  |  |  |  |  |  |  |  |  |  |  |  |  |  |  |  |  |  |  |  |  |  |  |  |  |  |  |  |  |  |  |  |  |  |  |  |  |  |  |  |  |  |  |  |
| | | | | | |  |  | | | | | | |  |  | Beatrix Königin der Niederlande 1980–2013 (* 1938) ⚭ 1966 Claus von Amsberg (1926–2002)                        | Beatrix Königin der Niederlande 1980–2013 (* 1938) ⚭ 1966 Claus von Amsberg (1926–2002)                        | Beatrix Königin der Niederlande 1980–2013 (* 1938) ⚭ 1966 Claus von Amsberg (1926–2002)                        | Beatrix Königin der Niederlande 1980–2013 (* 1938) ⚭ 1966 Claus von Amsberg (1926–2002)                        | Beatrix Königin der Niederlande 1980–2013 (* 1938) ⚭ 1966 Claus von Amsberg (1926–2002)                        | Beatrix Königin der Niederlande 1980–2013 (* 1938) ⚭ 1966 Claus von Amsberg (1926–2002)                        |  |  | Harald V. König von Norwegen seit 1991 (* 1937) ⚭ 1968 Sonja von Norwegen (* 1937)                                                                      | Harald V. König von Norwegen seit 1991 (* 1937) ⚭ 1968 Sonja von Norwegen (* 1937)                                                                      | Harald V. König von Norwegen seit 1991 (* 1937) ⚭ 1968 Sonja von Norwegen (* 1937)                                                                      | Harald V. König von Norwegen seit 1991 (* 1937) ⚭ 1968 Sonja von Norwegen (* 1937)                                                                      | Harald V. König von Norwegen seit 1991 (* 1937) ⚭ 1968 Sonja von Norwegen (* 1937)                                                                      | Harald V. König von Norwegen seit 1991 (* 1937) ⚭ 1968 Sonja von Norwegen (* 1937)                                                                      |  |  | Gustav Adolf Erbprinz von Schweden (1906–1947) ⚭ 1932 Sibylla von Sachsen-Coburg und Gotha (1908–1972)                        | Gustav Adolf Erbprinz von Schweden (1906–1947) ⚭ 1932 Sibylla von Sachsen-Coburg und Gotha (1908–1972)                        | Gustav Adolf Erbprinz von Schweden (1906–1947) ⚭ 1932 Sibylla von Sachsen-Coburg und Gotha (1908–1972)                        | Gustav Adolf Erbprinz von Schweden (1906–1947) ⚭ 1932 Sibylla von Sachsen-Coburg und Gotha (1908–1972)                        | Gustav Adolf Erbprinz von Schweden (1906–1947) ⚭ 1932 Sibylla von Sachsen-Coburg und Gotha (1908–1972)                        | Gustav Adolf Erbprinz von Schweden (1906–1947) ⚭ 1932 Sibylla von Sachsen-Coburg und Gotha (1908–1972)                        |  |  | Juan Carlos I. König von Spanien 1975–2014 (* 1938) ⚭ 1962 Prinzessin Sophia von Griechenland (* 1938)                                  | Juan Carlos I. König von Spanien 1975–2014 (* 1938) ⚭ 1962 Prinzessin Sophia von Griechenland (* 1938)                                  | Juan Carlos I. König von Spanien 1975–2014 (* 1938) ⚭ 1962 Prinzessin Sophia von Griechenland (* 1938)                                  | Juan Carlos I. König von Spanien 1975–2014 (* 1938) ⚭ 1962 Prinzessin Sophia von Griechenland (* 1938)                                  | Juan Carlos I. König von Spanien 1975–2014 (* 1938) ⚭ 1962 Prinzessin Sophia von Griechenland (* 1938)                                  | Juan Carlos I. König von Spanien 1975–2014 (* 1938) ⚭ 1962 Prinzessin Sophia von Griechenland (* 1938)                                  |  |  | Königin Elisabeth II. 1952–2022 (1926–2022) ⚭ 1947 Prinz Philip Mountbatten von Griechenland und Dänemark (1921–2021) | Königin Elisabeth II. 1952–2022 (1926–2022) ⚭ 1947 Prinz Philip Mountbatten von Griechenland und Dänemark (1921–2021) | Königin Elisabeth II. 1952–2022 (1926–2022) ⚭ 1947 Prinz Philip Mountbatten von Griechenland und Dänemark (1921–2021) | Königin Elisabeth II. 1952–2022 (1926–2022) ⚭ 1947 Prinz Philip Mountbatten von Griechenland und Dänemark (1921–2021) | Königin Elisabeth II. 1952–2022 (1926–2022) ⚭ 1947 Prinz Philip Mountbatten von Griechenland und Dänemark (1921–2021) | Königin Elisabeth II. 1952–2022 (1926–2022) ⚭ 1947 Prinz Philip Mountbatten von Griechenland und Dänemark (1921–2021) |  |  | Margrethe II. Königin von Dänemark (1972–2024) (* 1940) ⚭ 1967 Henri de Laborde de Monpezat (1934–2018)                           | Margrethe II. Königin von Dänemark (1972–2024) (* 1940) ⚭ 1967 Henri de Laborde de Monpezat (1934–2018)                           | Margrethe II. Königin von Dänemark (1972–2024) (* 1940) ⚭ 1967 Henri de Laborde de Monpezat (1934–2018)                           | Margrethe II. Königin von Dänemark (1972–2024) (* 1940) ⚭ 1967 Henri de Laborde de Monpezat (1934–2018)                           | Margrethe II. Königin von Dänemark (1972–2024) (* 1940) ⚭ 1967 Henri de Laborde de Monpezat (1934–2018)                           | Margrethe II. Königin von Dänemark (1972–2024) (* 1940) ⚭ 1967 Henri de Laborde de Monpezat (1934–2018)                           |  |  | Baudouin König der Belgier 1951–1993 (1930–1993) ⚭ 1960 Fabiola de Mora y Aragón (1928–2014)           | Baudouin König der Belgier 1951–1993 (1930–1993) ⚭ 1960 Fabiola de Mora y Aragón (1928–2014)           | Baudouin König der Belgier 1951–1993 (1930–1993) ⚭ 1960 Fabiola de Mora y Aragón (1928–2014)           | Baudouin König der Belgier 1951–1993 (1930–1993) ⚭ 1960 Fabiola de Mora y Aragón (1928–2014)           | Baudouin König der Belgier 1951–1993 (1930–1993) ⚭ 1960 Fabiola de Mora y Aragón (1928–2014)           | Baudouin König der Belgier 1951–1993 (1930–1993) ⚭ 1960 Fabiola de Mora y Aragón (1928–2014)           |  |  | Albert II. König der Belgier 1993–2013 (* 1934) ⚭ 1959 Paola Ruffo di Calabria (* 1937)                               | Albert II. König der Belgier 1993–2013 (* 1934) ⚭ 1959 Paola Ruffo di Calabria (* 1937)                               | Albert II. König der Belgier 1993–2013 (* 1934) ⚭ 1959 Paola Ruffo di Calabria (* 1937)                               | Albert II. König der Belgier 1993–2013 (* 1934) ⚭ 1959 Paola Ruffo di Calabria (* 1937)                               | Albert II. König der Belgier 1993–2013 (* 1934) ⚭ 1959 Paola Ruffo di Calabria (* 1937)                               | Albert II. König der Belgier 1993–2013 (* 1934) ⚭ 1959 Paola Ruffo di Calabria (* 1937)                               |  |  | König Konstantin II. von Griechenland 1964–1973 (1940–2023) ⚭ 1964 Prinzessin Anne-Marie von Dänemark (* 1946) | König Konstantin II. von Griechenland 1964–1973 (1940–2023) ⚭ 1964 Prinzessin Anne-Marie von Dänemark (* 1946) | König Konstantin II. von Griechenland 1964–1973 (1940–2023) ⚭ 1964 Prinzessin Anne-Marie von Dänemark (* 1946) | König Konstantin II. von Griechenland 1964–1973 (1940–2023) ⚭ 1964 Prinzessin Anne-Marie von Dänemark (* 1946) | König Konstantin II. von Griechenland 1964–1973 (1940–2023) ⚭ 1964 Prinzessin Anne-Marie von Dänemark (* 1946) | König Konstantin II. von Griechenland 1964–1973 (1940–2023) ⚭ 1964 Prinzessin Anne-Marie von Dänemark (* 1946) |  |  |                                                                                             |                                                                                             |                                                                                             |                                                                                             |                                                                                             |                                                                                             |  |  |  |  |  |  |  |  |  |  |  |  |  |  |  |  |  |  |  |  |  |  |  |  |  |  |  |  |  |  |  |  |  |  |  |  |  |  |  |  |  |  |  |  |  |  |  |  |  |  |  |  |  |  |  |  |  |  |  |  |  |  |  |  |  |  |
| | | | | | |  |  | | | | | | |  |  | Beatrix Königin der Niederlande 1980–2013 (* 1938) ⚭ 1966 Claus von Amsberg (1926–2002)                        | Beatrix Königin der Niederlande 1980–2013 (* 1938) ⚭ 1966 Claus von Amsberg (1926–2002)                        | Beatrix Königin der Niederlande 1980–2013 (* 1938) ⚭ 1966 Claus von Amsberg (1926–2002)                        | Beatrix Königin der Niederlande 1980–2013 (* 1938) ⚭ 1966 Claus von Amsberg (1926–2002)                        | Beatrix Königin der Niederlande 1980–2013 (* 1938) ⚭ 1966 Claus von Amsberg (1926–2002)                        | Beatrix Königin der Niederlande 1980–2013 (* 1938) ⚭ 1966 Claus von Amsberg (1926–2002)                        |  |  | Harald V. König von Norwegen seit 1991 (* 1937) ⚭ 1968 Sonja von Norwegen (* 1937)                                                                      | Harald V. König von Norwegen seit 1991 (* 1937) ⚭ 1968 Sonja von Norwegen (* 1937)                                                                      | Harald V. König von Norwegen seit 1991 (* 1937) ⚭ 1968 Sonja von Norwegen (* 1937)                                                                      | Harald V. König von Norwegen seit 1991 (* 1937) ⚭ 1968 Sonja von Norwegen (* 1937)                                                                      | Harald V. König von Norwegen seit 1991 (* 1937) ⚭ 1968 Sonja von Norwegen (* 1937)                                                                      | Harald V. König von Norwegen seit 1991 (* 1937) ⚭ 1968 Sonja von Norwegen (* 1937)                                                                      |  |  | Gustav Adolf Erbprinz von Schweden (1906–1947) ⚭ 1932 Sibylla von Sachsen-Coburg und Gotha (1908–1972)                        | Gustav Adolf Erbprinz von Schweden (1906–1947) ⚭ 1932 Sibylla von Sachsen-Coburg und Gotha (1908–1972)                        | Gustav Adolf Erbprinz von Schweden (1906–1947) ⚭ 1932 Sibylla von Sachsen-Coburg und Gotha (1908–1972)                        | Gustav Adolf Erbprinz von Schweden (1906–1947) ⚭ 1932 Sibylla von Sachsen-Coburg und Gotha (1908–1972)                        | Gustav Adolf Erbprinz von Schweden (1906–1947) ⚭ 1932 Sibylla von Sachsen-Coburg und Gotha (1908–1972)                        | Gustav Adolf Erbprinz von Schweden (1906–1947) ⚭ 1932 Sibylla von Sachsen-Coburg und Gotha (1908–1972)                        |  |  | Juan Carlos I. König von Spanien 1975–2014 (* 1938) ⚭ 1962 Prinzessin Sophia von Griechenland (* 1938)                                  | Juan Carlos I. König von Spanien 1975–2014 (* 1938) ⚭ 1962 Prinzessin Sophia von Griechenland (* 1938)                                  | Juan Carlos I. König von Spanien 1975–2014 (* 1938) ⚭ 1962 Prinzessin Sophia von Griechenland (* 1938)                                  | Juan Carlos I. König von Spanien 1975–2014 (* 1938) ⚭ 1962 Prinzessin Sophia von Griechenland (* 1938)                                  | Juan Carlos I. König von Spanien 1975–2014 (* 1938) ⚭ 1962 Prinzessin Sophia von Griechenland (* 1938)                                  | Juan Carlos I. König von Spanien 1975–2014 (* 1938) ⚭ 1962 Prinzessin Sophia von Griechenland (* 1938)                                  |  |  | Königin Elisabeth II. 1952–2022 (1926–2022) ⚭ 1947 Prinz Philip Mountbatten von Griechenland und Dänemark (1921–2021) | Königin Elisabeth II. 1952–2022 (1926–2022) ⚭ 1947 Prinz Philip Mountbatten von Griechenland und Dänemark (1921–2021) | Königin Elisabeth II. 1952–2022 (1926–2022) ⚭ 1947 Prinz Philip Mountbatten von Griechenland und Dänemark (1921–2021) | Königin Elisabeth II. 1952–2022 (1926–2022) ⚭ 1947 Prinz Philip Mountbatten von Griechenland und Dänemark (1921–2021) | Königin Elisabeth II. 1952–2022 (1926–2022) ⚭ 1947 Prinz Philip Mountbatten von Griechenland und Dänemark (1921–2021) | Königin Elisabeth II. 1952–2022 (1926–2022) ⚭ 1947 Prinz Philip Mountbatten von Griechenland und Dänemark (1921–2021) |  |  | Margrethe II. Königin von Dänemark (1972–2024) (* 1940) ⚭ 1967 Henri de Laborde de Monpezat (1934–2018)                           | Margrethe II. Königin von Dänemark (1972–2024) (* 1940) ⚭ 1967 Henri de Laborde de Monpezat (1934–2018)                           | Margrethe II. Königin von Dänemark (1972–2024) (* 1940) ⚭ 1967 Henri de Laborde de Monpezat (1934–2018)                           | Margrethe II. Königin von Dänemark (1972–2024) (* 1940) ⚭ 1967 Henri de Laborde de Monpezat (1934–2018)                           | Margrethe II. Königin von Dänemark (1972–2024) (* 1940) ⚭ 1967 Henri de Laborde de Monpezat (1934–2018)                           | Margrethe II. Königin von Dänemark (1972–2024) (* 1940) ⚭ 1967 Henri de Laborde de Monpezat (1934–2018)                           |  |  | Baudouin König der Belgier 1951–1993 (1930–1993) ⚭ 1960 Fabiola de Mora y Aragón (1928–2014)           | Baudouin König der Belgier 1951–1993 (1930–1993) ⚭ 1960 Fabiola de Mora y Aragón (1928–2014)           | Baudouin König der Belgier 1951–1993 (1930–1993) ⚭ 1960 Fabiola de Mora y Aragón (1928–2014)           | Baudouin König der Belgier 1951–1993 (1930–1993) ⚭ 1960 Fabiola de Mora y Aragón (1928–2014)           | Baudouin König der Belgier 1951–1993 (1930–1993) ⚭ 1960 Fabiola de Mora y Aragón (1928–2014)           | Baudouin König der Belgier 1951–1993 (1930–1993) ⚭ 1960 Fabiola de Mora y Aragón (1928–2014)           |  |  | Albert II. König der Belgier 1993–2013 (* 1934) ⚭ 1959 Paola Ruffo di Calabria (* 1937)                               | Albert II. König der Belgier 1993–2013 (* 1934) ⚭ 1959 Paola Ruffo di Calabria (* 1937)                               | Albert II. König der Belgier 1993–2013 (* 1934) ⚭ 1959 Paola Ruffo di Calabria (* 1937)                               | Albert II. König der Belgier 1993–2013 (* 1934) ⚭ 1959 Paola Ruffo di Calabria (* 1937)                               | Albert II. König der Belgier 1993–2013 (* 1934) ⚭ 1959 Paola Ruffo di Calabria (* 1937)                               | Albert II. König der Belgier 1993–2013 (* 1934) ⚭ 1959 Paola Ruffo di Calabria (* 1937)                               |  |  | König Konstantin II. von Griechenland 1964–1973 (1940–2023) ⚭ 1964 Prinzessin Anne-Marie von Dänemark (* 1946) | König Konstantin II. von Griechenland 1964–1973 (1940–2023) ⚭ 1964 Prinzessin Anne-Marie von Dänemark (* 1946) | König Konstantin II. von Griechenland 1964–1973 (1940–2023) ⚭ 1964 Prinzessin Anne-Marie von Dänemark (* 1946) | König Konstantin II. von Griechenland 1964–1973 (1940–2023) ⚭ 1964 Prinzessin Anne-Marie von Dänemark (* 1946) | König Konstantin II. von Griechenland 1964–1973 (1940–2023) ⚭ 1964 Prinzessin Anne-Marie von Dänemark (* 1946) | König Konstantin II. von Griechenland 1964–1973 (1940–2023) ⚭ 1964 Prinzessin Anne-Marie von Dänemark (* 1946) |  |  |                                                                                             |                                                                                             |                                                                                             |                                                                                             |                                                                                             |                                                                                             |  |  |  |  |  |  |  |  |  |  |  |  |  |  |  |  |  |  |  |  |  |  |  |  |  |  |  |  |  |  |  |  |  |  |  |  |  |  |  |  |  |  |  |  |  |  |  |  |  |  |  |  |  |  |  |  |  |  |  |  |  |  |  |  |  |  |
| | | | | | |  |  | | | | | | |  |  | Willem-Alexander König der Niederlande seit 2013 (* 1967) ⚭ 2002 Máxima der Niederlande (* 1971)               | Willem-Alexander König der Niederlande seit 2013 (* 1967) ⚭ 2002 Máxima der Niederlande (* 1971)               | Willem-Alexander König der Niederlande seit 2013 (* 1967) ⚭ 2002 Máxima der Niederlande (* 1971)               | Willem-Alexander König der Niederlande seit 2013 (* 1967) ⚭ 2002 Máxima der Niederlande (* 1971)               | Willem-Alexander König der Niederlande seit 2013 (* 1967) ⚭ 2002 Máxima der Niederlande (* 1971)               | Willem-Alexander König der Niederlande seit 2013 (* 1967) ⚭ 2002 Máxima der Niederlande (* 1971)               |  |  | | | | | | |  |  | Carl XVI. Gustaf König von Schweden seit 1973 (* 1946) ⚭ 1976 Silvia von Schweden (* 1943)                                    | Carl XVI. Gustaf König von Schweden seit 1973 (* 1946) ⚭ 1976 Silvia von Schweden (* 1943)                                    | Carl XVI. Gustaf König von Schweden seit 1973 (* 1946) ⚭ 1976 Silvia von Schweden (* 1943)                                    | Carl XVI. Gustaf König von Schweden seit 1973 (* 1946) ⚭ 1976 Silvia von Schweden (* 1943)                                    | Carl XVI. Gustaf König von Schweden seit 1973 (* 1946) ⚭ 1976 Silvia von Schweden (* 1943)                                    | Carl XVI. Gustaf König von Schweden seit 1973 (* 1946) ⚭ 1976 Silvia von Schweden (* 1943)                                    |  |  | Felipe VI. König von Spanien seit 2014 (* 1968) ⚭ 2004 Letizia von Spanien (* 1972)                                                     | Felipe VI. König von Spanien seit 2014 (* 1968) ⚭ 2004 Letizia von Spanien (* 1972)                                                     | Felipe VI. König von Spanien seit 2014 (* 1968) ⚭ 2004 Letizia von Spanien (* 1972)                                                     | Felipe VI. König von Spanien seit 2014 (* 1968) ⚭ 2004 Letizia von Spanien (* 1972)                                                     | Felipe VI. König von Spanien seit 2014 (* 1968) ⚭ 2004 Letizia von Spanien (* 1972)                                                     | Felipe VI. König von Spanien seit 2014 (* 1968) ⚭ 2004 Letizia von Spanien (* 1972)                                                     |  |  | König Charles III. seit 2022 (* 1948) ⚭ 1981 Diana Spencer (1961–1997)                                                | König Charles III. seit 2022 (* 1948) ⚭ 1981 Diana Spencer (1961–1997)                                                | König Charles III. seit 2022 (* 1948) ⚭ 1981 Diana Spencer (1961–1997)                                                | König Charles III. seit 2022 (* 1948) ⚭ 1981 Diana Spencer (1961–1997)                                                | König Charles III. seit 2022 (* 1948) ⚭ 1981 Diana Spencer (1961–1997)                                                | König Charles III. seit 2022 (* 1948) ⚭ 1981 Diana Spencer (1961–1997)                                                |  |  | Frederik X. König von Dänemark seit 2024 (* 1968) ⚭ 2004 Mary Elizabeth Donaldson (* 1972)                                        | Frederik X. König von Dänemark seit 2024 (* 1968) ⚭ 2004 Mary Elizabeth Donaldson (* 1972)                                        | Frederik X. König von Dänemark seit 2024 (* 1968) ⚭ 2004 Mary Elizabeth Donaldson (* 1972)                                        | Frederik X. König von Dänemark seit 2024 (* 1968) ⚭ 2004 Mary Elizabeth Donaldson (* 1972)                                        | Frederik X. König von Dänemark seit 2024 (* 1968) ⚭ 2004 Mary Elizabeth Donaldson (* 1972)                                        | Frederik X. König von Dänemark seit 2024 (* 1968) ⚭ 2004 Mary Elizabeth Donaldson (* 1972)                                        |  |  | | | | | | |  |  | Philippe, König der Belgier seit 2013 (* 1960) ⚭ 1999 Mathilde d’Udekem d’Acoz (* 1973)                               | Philippe, König der Belgier seit 2013 (* 1960) ⚭ 1999 Mathilde d’Udekem d’Acoz (* 1973)                               | Philippe, König der Belgier seit 2013 (* 1960) ⚭ 1999 Mathilde d’Udekem d’Acoz (* 1973)                               | Philippe, König der Belgier seit 2013 (* 1960) ⚭ 1999 Mathilde d’Udekem d’Acoz (* 1973)                               | Philippe, König der Belgier seit 2013 (* 1960) ⚭ 1999 Mathilde d’Udekem d’Acoz (* 1973)                               | Philippe, König der Belgier seit 2013 (* 1960) ⚭ 1999 Mathilde d’Udekem d’Acoz (* 1973)                               |  |  | | | | | | |  |  |                                                                                             |                                                                                             |                                                                                             |                                                                                             |                                                                                             |                                                                                             |  |  |  |  |  |  |  |  |  |  |  |  |  |  |  |  |  |  |  |  |  |  |  |  |  |  |  |  |  |  |  |  |  |  |  |  |  |  |  |  |  |  |  |  |  |  |  |  |  |  |  |  |  |  |  |  |  |  |  |  |  |  |  |  |  |  |

- Liste der Monarchien in Europa